# Amici di Maria De Filippi (ventiduesima edizione, fase iniziale)
La ventiduesima edizione del talent show musicale Amici di Maria De Filippi è andata in onda nella sua fase iniziale dal 18 settembre 2022 al 12 marzo 2023. Da sabato 18 marzo con la prima puntata in prima serata è iniziata la fase serale di questa edizione.
Il programma, condotto da Maria De Filippi, ha avuto inizio tramite la formazione della classe su Canale 5 con lo speciale della domenica pomeriggio in onda dalle 14:00 alle 16:30 (ad eccezione del periodo dal 20 novembre al 18 dicembre 2022 - dalla decima alla quattordicesima puntata - in cui il programma è andato in onda in fascia oraria ridotta, fino alle 16:00, per il Campionato mondiale di calcio 2022 in Qatar e lo Junior Eurovision Song Contest 2022, svolto ad Erevan l'11 dicembre).
La striscia quotidiana è andata in onda su Canale 5 in fascia pomeridiana dal lunedì al venerdì dalle ore 16:10 alle 16:40, per la terza volta senza la presenza dei supporters, sostituiti dalla voce fuori campo di Maria De Filippi.
La classe è composta da 19 allievi, poi diminuiti a 15 (7 cantanti e 8 ballerini), non suddivisi in squadre (motivo per il quale possiedono tutti un'unica felpa dello stesso colore: celeste durante la fase iniziale e color oro durante la fase serale). I concorrenti, vivono insieme in una sola casa, situata nelle vicinanze dello studio del programma.

## Regolamento

### Ottenimento del banco
Per l'ingresso nella scuola di Amici, gli aspiranti al banco hanno la possibilità di ottenere la felpa attraverso diverse modalità: 
- Il giorno della formazione della classe, dopo una serie di casting svolti e passati precedentemente, i candidati si presentano davanti alla commissione (o di ballo o di canto) e dopo un'esibizione di presentazione vengono sottoposti al giudizio dei professori, che possono assegnare il banco o meno. In caso di preferenza condivisa da parte dei professori rispetto ai candidati, saranno proprio questi ultimi a decidere in quale team entrare.
- Dopo la chiamata da parte della produzione, i candidati che non hanno ottenuto un posto nella classe possono provare ad accedervi tramite una sfida (richiesta da uno dei professori o dalla produzione tramite provvedimento disciplinare su un componente della scuola) con uno/a degli allievi della classe.
- A seguito della richiesta di un professore di poter dare un banco diretto al/la candidato/a, a prescindere dai banchi a disposizione, solo dopo appoggio favorevole della produzione e votazione favorevole (in maggioranza) dal resto della commissione (il corpo docente) si potrà procedere all'aggiunta del suddetto.

### Mantenimento del banco ed eliminazione

#### Gara settimanale
A partire dalla seconda puntata gli allievi sono chiamati a riconfermare la propria felpa dopo aver sostenuto la gara di puntata, giudicata da personaggi dello spettacolo (cantanti, ballerini, conduttori televisivi etc.); per quanto riguarda l'ultimo classificato, questo viene chiamato a sostenere un esame di fronte al proprio professore che può riconfermare la sua permanenza come può sospenderlo, eliminarlo o sostituirlo.
Giudici delle gare
| Puntata | Canto                | Canto                | Canto                | Ballo              | Ballo              | Ballo                |
| ------- | -------------------- | -------------------- | -------------------- | ------------------ | ------------------ | -------------------- |
| 2ª      | Ornella Vanoni       | Ornella Vanoni       | Ornella Vanoni       | Giuseppe Giofrè    | Giuseppe Giofrè    | Giuseppe Giofrè      |
| 3ª      | Achille Lauro        | Achille Lauro        | Achille Lauro        | Anbeta Toromani    | Anbeta Toromani    | Anbeta Toromani      |
| 4ª      | Giorgia              | Giorgia              | Giorgia              | Little Phil        | Little Phil        | Little Phil          |
| 5ª      | Loredana Bertè       | Loredana Bertè       | Loredana Bertè       | Jacopo Tissi       | Jacopo Tissi       | Jacopo Tissi         |
| 6ª      | Nek                  | Nek                  | Nek                  | Eleonora Abbagnato | Eleonora Abbagnato | Eleonora Abbagnato   |
| 7ª      | Tommaso Paradiso     | Tommaso Paradiso     | Tommaso Paradiso     | Garrison Rochelle  | Garrison Rochelle  | Garrison Rochelle    |
| 8ª      | Cristiano Malgioglio | Cristiano Malgioglio | Cristiano Malgioglio | Froz               | Froz               | Froz                 |
| 9ª      | Michele Bravi        | Beppe Vessicchio     | Stash Fiordispino    | Irma Di Paola      | Irma Di Paola      | Irma Di Paola        |
| 10ª     | Dardust              | Dardust              | Dardust              | Eleonora Abbagnato | Garrison Rochelle  | Irma Di Paola        |
| 11ª     | Irama                | Cristiano Malgioglio | Federica Camba       | Nancy Berti        | Nancy Berti        | Nancy Berti          |
| 12ª     | Il Volo              | Il Volo              | Il Volo              | Anbeta Toromani    | Anbeta Toromani    | Anbeta Toromani      |
| 13ª     | Emma                 | Emma                 | Emma                 | Veronica Peparini  | Kledi Kadiu        | Garrison Rochelle    |
| 14ª     | Annalisa             | Stash Fiordispino    | Enrico Nigiotti      | Fabrizio Mainini   | Fabrizio Mainini   | Fabrizio Mainini     |
| 15ª     | Ermal Meta           | Fiorella Mannoia     | Beppe Vessicchio     | Rossella Brescia   | Rossella Brescia   | Rossella Brescia     |
| 16ª     | Alessandro Cattelan  | Alessandro Cattelan  | Alessandro Cattelan  | Garrison Rochelle  | Irma Di Paola      | Federico Leli        |
| 17ª     | Gerry Scotti         | Gerry Scotti         | Gerry Scotti         | Riccardo Cocchi    | Virna Toppi        | Francesco Mariottini |
| 18ª     | Anna Pettinelli      | Rocco Hunt           | Alex Britti          | Sergio Bernal      | Sergio Bernal      | Sergio Bernal        |
| 19ª     | Beppe Vessicchio     | Francesco Sarcina    | Baby K               | Rossella Brescia   | Rossella Brescia   | Rossella Brescia     |
| 20ª     | Tiziano Ferro        | Tiziano Ferro        | Tiziano Ferro        | Kledi Kadiu        | Garrison Rochelle  | Kristian Cellini     |
| 21ª     | Mr. Rain             | Beppe Vessicchio     | Sangiovanni          | Eleonora Abbagnato | Eleonora Abbagnato | Eleonora Abbagnato   |
| 22ª     | Giorgia              | Giorgia              | Giorgia              | Veronica Peparini  | Samanta Togni      | Virna Toppi          |

#### Banco del pubblico
Rispetto alle edizioni precedenti, viene introdotto il "banco del pubblico", uno per il canto e uno per il ballo: a seguito dell'eliminazione di un allievo, per via diretta (volontà del professore) o per sostituzione, sarà il televoto a incidere in maniera definitiva sulla propria permanenza, e sempre al pubblico spetterà decidere se salvarlo dal rischio di eliminazione. Se il "banco del pubblico" è invece già occupato da qualcun altro, il televoto vedrà coinvolti gli allievi che concorrono a tale banco, per decidere chi possa esserne l'unico detentore. Tale banco viene definitivamente eliminato a partire dalla tredicesima puntata.

#### Eliminazione
L'eliminazione dei concorrenti avviene mediante tre modalità, sempre sotto il giudizio del/la proprio/a professore/ssa (nel caso delle prime due modalità):
- Tramite scelta diretta.
- Tramite sostituzione con un/a nuovo/a candidato/a al banco.
- A seguito della sconfitta in una sfida.

### Accesso al serale
Il passaggio al serale per gli allievi avviene solo sotto decisione del/la proprio/a professore/ssa, tramite scelta diretta o a seguito di una prima posizione in classifica nella gara di puntata. L'accesso al serale esenta il/la concorrente dalla gara settimanale, e può essere annullato dal/la proprio/a professore/ssa di riferimento.
A seguito del numero massimo di posti al serale (uguale a 15) imposto dalla produzione, l'accesso alla fase finale del programma ottenuto dagli allievi prima della ventitreesima puntata viene annullato, permettendo così a tutti di gareggiare alla pari nella conquista della felpa oro. 
I concorrenti si sfidano in più gironi giudicati dall'intero corpo docente e in caso di media pari o superiore a 8, accedono direttamente al serale. I gironi si svolgono fino all'esaurimento dei posti disponibili per il serale, portando di conseguenza gli allievi esclusi all'eliminazione dal programma.

## Corpo docente e concorrenti
Legenda:

 Felpe del serale
| Canto                                    | Canto                                    | Canto                                    |                          | Ballo                                                 | Ballo                                                 | Ballo                                                 |
| Professori                               | Professori                               | Professori                               | Professori               | Professori                                            | Professori                                            | Professori                                            |
| ---------------------------------------- | ---------------------------------------- | ---------------------------------------- | ------------------------ | ----------------------------------------------------- | ----------------------------------------------------- | ----------------------------------------------------- |
| - Rudy Zerbi - Lorella Cuccarini - Arisa | - Rudy Zerbi - Lorella Cuccarini - Arisa | - Rudy Zerbi - Lorella Cuccarini - Arisa |                          | - Alessandra Celentano - Raimondo Todaro - Emanuel Lo | - Alessandra Celentano - Raimondo Todaro - Emanuel Lo | - Alessandra Celentano - Raimondo Todaro - Emanuel Lo |
| Concorrenti                              |                                          |                                          |                          |                                                       |                                                       |                                                       |
| Posizione                                | Nome                                     | Disciplina                               |                          | Posizione                                             | Nome                                                  | Disciplina                                            |
| 2                                        | Angelina Mango                           | cantautorato                             | 1                        | Mattia Zenzola                                        | latino                                                |                                                       |
| 3                                        | Wax (Matteo Lucido)                      | cantautorato                             | 4                        | Isobel Fetiye Kinnear                                 | ballo                                                 |                                                       |
| 5                                        | Aaron (Edoardo Boari)                    | cantautorato                             | 6                        | Maddalena Svevi                                       | ballo                                                 |                                                       |
| 7                                        | Cricca (Giovanni Cricca)                 | cantautorato                             | 8                        | Ramon Agnelli                                         | classico                                              |                                                       |
| 9                                        | Federica Andreani                        | canto                                    | 10                       | Alessio Cavaliere                                     | hip-hop                                               |                                                       |
| 13                                       | Piccolo G (Giovanni Rinaldi)             | cantautorato                             | 11                       | Samu (Samuele Segreto)                                | hip-hop                                               |                                                       |
| 14                                       | NDG (Nicolò di Girolamo)                 | cantautorato                             | 12                       | Gianmarco Petrelli                                    | hip-hop                                               |                                                       |
| Niveo (Marco Fasano)                     | Niveo (Marco Fasano)                     | cantautorato                             | 15                       | Megan Ria                                             | ballo                                                 |                                                       |
| Mezkal (Diego Taralletto De Falco)       | Mezkal (Diego Taralletto De Falco)       | cantautorato                             | Benedetta Vari           | Benedetta Vari                                        | latino                                                |                                                       |
| Jore (Lorenzo Longoni)                   | Jore (Lorenzo Longoni)                   | cantautorato                             | Paky (Pasquale Brunetti) | Paky (Pasquale Brunetti)                              | hip-hop                                               |                                                       |
| Guera (Valeria Mancini)                  | Guera (Valeria Mancini)                  | cantautorato                             | Eleonora Cabras          | Eleonora Cabras                                       | latino                                                |                                                       |
| Tommy Dali (Tommaso Daliana)             | Tommy Dali (Tommaso Daliana)             | cantautorato                             | Vanessa Bellini          | Vanessa Bellini                                       | hip-hop                                               |                                                       |
| Ascanio (Andrea Ascanio)                 | Ascanio (Andrea Ascanio)                 | cantautorato                             | Samuel Antinelli         | Samuel Antinelli                                      | ballo                                                 |                                                       |
| Andre (Andrea Mandelli)                  | Andre (Andrea Mandelli)                  | canto                                    | Rita Pompili             | Rita Pompili                                          | ballo                                                 |                                                       |
|                                          |                                          |                                          | Ludovica Grimaldi        | Ludovica Grimaldi                                     | hip-hop                                               |                                                       |
| Claudia Bentrovato                       | Claudia Bentrovato                       | ballo                                    |                          |                                                       |                                                       |                                                       |
| Asia Bigolin                             | Asia Bigolin                             | ballo                                    |                          |                                                       |                                                       |                                                       |

## Tabellone dello speciale della domenica e day-time
Legenda:

 In sfida

 In sfida immediata

 
In sfida a seguito di un provvedimento disciplinare

 Giudizio sospeso per l'assegnazione del banco

 Proposta di eliminazione

 Proposta di accesso al serale

     Ottiene il banco ed entra nella scuola
     Riconfermato/a, mantiene il banco
     Vince la sfida
     Ritirato/a
     L'allievo/a è stato/a sospeso/a
     La sfida viene rimandata
     La sfida viene sospesa
     L'allievo/a è stato/a sostituito/a
     L'allievo/a ottiene il "banco del pubblico"
     L'allievo/a cambia team
     L'allievo/a non si esibisce, ma viene riconfermato/a
     L'allievo/a è eliminato/a
     L'allievo/a non conferma il banco del pubblico
     L'allievo/a è salvo/a dalla proposta di eliminazione
     Continua la corsa verso il serale
     Accede al serale
     L'allievo conferma l'accesso al serale / L'allievo è già al serale
     Ammissione al serale revocata
Squadre del Serale:

  CE   L'allievo/a entra a far parte della squadra Cuccarini-Emanuel Lo

  ZC   L'allievo/a entra a far parte della squadra Zerbi-Celentano

  AT   L'allievo/a entra a far parte della squadra Arisa-Todaro

### Ballo
| Settimane | 1           | 2           | 2           | 3           | 3           | 4           | 4           | 5           | 5           | 6           | 6           | 7                                 | 7                                 | 8                                 | 9                                 | 10                                | 11                                     | 11                                     | 12                                     | 13                                     | 14                                     | 15                                     | 16                                           | 16                                           | 17                                           | 17                                           | 18                                           | 18                                           | 19                                           | 19                                           | 20                                           | 21                                           | 21                                           | 21                                           | 22                                           | 23                                           | 23                                           | 23                                           | 23                                           | 24                                           | 24                                           | 24                                           | 24                                           | 24                                           |
| --------- | ----------- | ----------- | ----------- | ----------- | ----------- | ----------- | ----------- | ----------- | ----------- | ----------- | ----------- | --------------------------------- | --------------------------------- | --------------------------------- | --------------------------------- | --------------------------------- | -------------------------------------- | -------------------------------------- | -------------------------------------- | -------------------------------------- | -------------------------------------- | -------------------------------------- | -------------------------------------------- | -------------------------------------------- | -------------------------------------------- | -------------------------------------------- | -------------------------------------------- | -------------------------------------------- | -------------------------------------------- | -------------------------------------------- | -------------------------------------------- | -------------------------------------------- | -------------------------------------------- | -------------------------------------------- | -------------------------------------------- | -------------------------------------------- | -------------------------------------------- | -------------------------------------------- | -------------------------------------------- | -------------------------------------------- | -------------------------------------------- | -------------------------------------------- | -------------------------------------------- | -------------------------------------------- |
| Mattia    |             |             |             |             |             |             |             |             |             |             |             |                                   |                                   |                                   |                                   |                                   |                                        |                                        |                                        |                                        |                                        |                                        |                                              |                                              |                                              |                                              |                                              |                                              |                                              |                                              |                                              |                                              |                                              |                                              |                                              |                                              |                                              |                                              |                                              |                                              |                                              |                                              |                                              | AT                                           |
| Isobel    | Non in gara | Non in gara | Non in gara | Non in gara | Non in gara | Non in gara | Non in gara | Non in gara | Non in gara | Non in gara | Non in gara | Non in gara                       | Non in gara                       | Non in gara                       | Non in gara                       |                                   |                                        |                                        |                                        |                                        |                                        |                                        |                                              |                                              |                                              |                                              |                                              |                                              |                                              |                                              |                                              |                                              |                                              |                                              |                                              |                                              |                                              |                                              |                                              |                                              |                                              |                                              | ZC                                           |                                              |
| Maddalena |             |             |             |             |             |             |             |             |             |             |             |                                   |                                   |                                   |                                   |                                   |                                        |                                        |                                        |                                        |                                        |                                        |                                              |                                              |                                              |                                              |                                              |                                              |                                              |                                              |                                              |                                              |                                              |                                              |                                              |                                              |                                              |                                              |                                              |                                              |                                              |                                              | CE                                           |                                              |
| Ramon     |             |             |             |             |             |             |             |             |             |             |             |                                   |                                   |                                   |                                   |                                   |                                        |                                        |                                        |                                        |                                        |                                        |                                              |                                              |                                              |                                              |                                              |                                              |                                              |                                              |                                              |                                              |                                              |                                              |                                              |                                              |                                              |                                              |                                              |                                              |                                              |                                              | ZC                                           |                                              |
| Alessio   | Non in gara | Non in gara | Non in gara | Non in gara | Non in gara | Non in gara | Non in gara | Non in gara | Non in gara | Non in gara | Non in gara | Non in gara                       | Non in gara                       | Non in gara                       | Non in gara                       | Non in gara                       | Non in gara                            | Non in gara                            | Non in gara                            | Non in gara                            | Non in gara                            | Non in gara                            | Non in gara                                  | Non in gara                                  | Non in gara                                  | Non in gara                                  |                                              |                                              |                                              |                                              |                                              |                                              |                                              |                                              |                                              |                                              |                                              |                                              |                                              |                                              |                                              |                                              | AT                                           |                                              |
| Samu      |             |             |             |             |             |             |             |             |             |             |             |                                   |                                   |                                   |                                   |                                   |                                        |                                        |                                        |                                        |                                        |                                        |                                              |                                              |                                              |                                              |                                              |                                              |                                              |                                              |                                              |                                              |                                              |                                              |                                              |                                              |                                              |                                              |                                              |                                              |                                              |                                              | CE                                           |                                              |
| Gianmarco |             |             |             |             |             |             |             |             |             |             |             |                                   |                                   |                                   |                                   |                                   |                                        |                                        |                                        |                                        |                                        |                                        |                                              |                                              |                                              |                                              |                                              |                                              |                                              |                                              |                                              |                                              |                                              |                                              |                                              |                                              |                                              |                                              |                                              |                                              |                                              |                                              | ZC                                           |                                              |
| Megan     |             |             |             |             |             |             |             |             |             |             |             |                                   |                                   |                                   |                                   |                                   |                                        |                                        |                                        |                                        |                                        |                                        |                                              |                                              |                                              |                                              |                                              |                                              |                                              |                                              |                                              |                                              |                                              |                                              |                                              |                                              |                                              |                                              |                                              |                                              |                                              |                                              |                                              | CE                                           |
| Benedetta | Non in gara | Non in gara | Non in gara | Non in gara | Non in gara | Non in gara | Non in gara | Non in gara | Non in gara | Non in gara | Non in gara | Non in gara                       | Non in gara                       | Non in gara                       | Non in gara                       | Non in gara                       | Non in gara                            | Non in gara                            | Non in gara                            | Non in gara                            | Non in gara                            | Non in gara                            | Non in gara                                  | Non in gara                                  | Non in gara                                  | Non in gara                                  | Non in gara                                  |                                              |                                              |                                              |                                              |                                              |                                              |                                              |                                              |                                              |                                              |                                              |                                              |                                              |                                              |                                              |                                              | [ N 1 ]                                      |
| Paky      | Non in gara | Non in gara | Non in gara | Non in gara | Non in gara | Non in gara | Non in gara | Non in gara | Non in gara | Non in gara | Non in gara | Non in gara                       | Non in gara                       | Non in gara                       | Non in gara                       | Non in gara                       | Non in gara                            | Non in gara                            | Non in gara                            | Non in gara                            | Non in gara                            | Non in gara                            | Non in gara                                  | Non in gara                                  |                                              |                                              |                                              |                                              |                                              |                                              |                                              |                                              |                                              |                                              |                                              |                                              | ELIMINATO per volere di Alessandra Celentano | ELIMINATO per volere di Alessandra Celentano | ELIMINATO per volere di Alessandra Celentano | ELIMINATO per volere di Alessandra Celentano | ELIMINATO per volere di Alessandra Celentano | ELIMINATO per volere di Alessandra Celentano | ELIMINATO per volere di Alessandra Celentano | ELIMINATO per volere di Alessandra Celentano |
| Eleonora  | Non in gara | Non in gara | Non in gara | Non in gara | Non in gara | Non in gara | Non in gara | Non in gara | Non in gara | Non in gara | Non in gara | Non in gara                       | Non in gara                       | Non in gara                       | Non in gara                       | Non in gara                       | Non in gara                            | Non in gara                            | Non in gara                            | Non in gara                            | Non in gara                            |                                        |                                              |                                              |                                              |                                              |                                              |                                              | ELIMINATA per volere di Raimondo Todaro      | ELIMINATA per volere di Raimondo Todaro      | ELIMINATA per volere di Raimondo Todaro      | ELIMINATA per volere di Raimondo Todaro      | ELIMINATA per volere di Raimondo Todaro      | ELIMINATA per volere di Raimondo Todaro      | ELIMINATA per volere di Raimondo Todaro      | ELIMINATA per volere di Raimondo Todaro      | ELIMINATA per volere di Raimondo Todaro      | ELIMINATA per volere di Raimondo Todaro      | ELIMINATA per volere di Raimondo Todaro      | ELIMINATA per volere di Raimondo Todaro      | ELIMINATA per volere di Raimondo Todaro      | ELIMINATA per volere di Raimondo Todaro      | ELIMINATA per volere di Raimondo Todaro      | ELIMINATA per volere di Raimondo Todaro      |
| Vanessa   | Non in gara | Non in gara | Non in gara | Non in gara | Non in gara | Non in gara | Non in gara | Non in gara | Non in gara | Non in gara | Non in gara | Non in gara                       | Non in gara                       | Non in gara                       | Non in gara                       | Non in gara                       | Non in gara                            | Non in gara                            | Non in gara                            | Non in gara                            |                                        |                                        |                                              |                                              |                                              |                                              |                                              | ELIMINATA per volere di Emanuel Lo           | ELIMINATA per volere di Emanuel Lo           | ELIMINATA per volere di Emanuel Lo           | ELIMINATA per volere di Emanuel Lo           | ELIMINATA per volere di Emanuel Lo           | ELIMINATA per volere di Emanuel Lo           | ELIMINATA per volere di Emanuel Lo           | ELIMINATA per volere di Emanuel Lo           | ELIMINATA per volere di Emanuel Lo           | ELIMINATA per volere di Emanuel Lo           | ELIMINATA per volere di Emanuel Lo           | ELIMINATA per volere di Emanuel Lo           | ELIMINATA per volere di Emanuel Lo           | ELIMINATA per volere di Emanuel Lo           | ELIMINATA per volere di Emanuel Lo           | ELIMINATA per volere di Emanuel Lo           | ELIMINATA per volere di Emanuel Lo           |
| Samuel    |             |             |             |             |             |             |             |             |             |             |             |                                   |                                   |                                   |                                   |                                   |                                        |                                        |                                        |                                        |                                        |                                        |                                              |                                              |                                              |                                              |                                              |                                              | SOSTITUITO con Alessio                       | SOSTITUITO con Alessio                       | SOSTITUITO con Alessio                       | SOSTITUITO con Alessio                       | SOSTITUITO con Alessio                       | SOSTITUITO con Alessio                       | SOSTITUITO con Alessio                       | SOSTITUITO con Alessio                       | SOSTITUITO con Alessio                       | SOSTITUITO con Alessio                       | SOSTITUITO con Alessio                       | SOSTITUITO con Alessio                       | SOSTITUITO con Alessio                       | SOSTITUITO con Alessio                       | SOSTITUITO con Alessio                       | SOSTITUITO con Alessio                       |
| Rita      |             |             |             |             |             |             |             |             |             |             |             |                                   |                                   |                                   |                                   |                                   |                                        |                                        |                                        |                                        |                                        |                                        | ELIMINATA per volere di Alessandra Celentano | ELIMINATA per volere di Alessandra Celentano | ELIMINATA per volere di Alessandra Celentano | ELIMINATA per volere di Alessandra Celentano | ELIMINATA per volere di Alessandra Celentano | ELIMINATA per volere di Alessandra Celentano | ELIMINATA per volere di Alessandra Celentano | ELIMINATA per volere di Alessandra Celentano | ELIMINATA per volere di Alessandra Celentano | ELIMINATA per volere di Alessandra Celentano | ELIMINATA per volere di Alessandra Celentano | ELIMINATA per volere di Alessandra Celentano | ELIMINATA per volere di Alessandra Celentano | ELIMINATA per volere di Alessandra Celentano | ELIMINATA per volere di Alessandra Celentano | ELIMINATA per volere di Alessandra Celentano | ELIMINATA per volere di Alessandra Celentano | ELIMINATA per volere di Alessandra Celentano | ELIMINATA per volere di Alessandra Celentano | ELIMINATA per volere di Alessandra Celentano | ELIMINATA per volere di Alessandra Celentano | ELIMINATA per volere di Alessandra Celentano |
| Ludovica  |             |             |             |             |             |             |             |             |             |             |             |                                   |                                   |                                   |                                   |                                   |                                        |                                        |                                        |                                        | ELIMINATA per volere di Emanuel Lo     | ELIMINATA per volere di Emanuel Lo     | ELIMINATA per volere di Emanuel Lo           | ELIMINATA per volere di Emanuel Lo           | ELIMINATA per volere di Emanuel Lo           | ELIMINATA per volere di Emanuel Lo           | ELIMINATA per volere di Emanuel Lo           | ELIMINATA per volere di Emanuel Lo           | ELIMINATA per volere di Emanuel Lo           | ELIMINATA per volere di Emanuel Lo           | ELIMINATA per volere di Emanuel Lo           | ELIMINATA per volere di Emanuel Lo           | ELIMINATA per volere di Emanuel Lo           | ELIMINATA per volere di Emanuel Lo           | ELIMINATA per volere di Emanuel Lo           | ELIMINATA per volere di Emanuel Lo           | ELIMINATA per volere di Emanuel Lo           | ELIMINATA per volere di Emanuel Lo           | ELIMINATA per volere di Emanuel Lo           | ELIMINATA per volere di Emanuel Lo           | ELIMINATA per volere di Emanuel Lo           | ELIMINATA per volere di Emanuel Lo           | ELIMINATA per volere di Emanuel Lo           | ELIMINATA per volere di Emanuel Lo           |
| Claudia   | Non in gara | Non in gara | Non in gara | Non in gara | Non in gara |             |             |             |             |             |             |                                   |                                   |                                   |                                   |                                   | PERDE la sfida immediata contro Isobel | PERDE la sfida immediata contro Isobel | PERDE la sfida immediata contro Isobel | PERDE la sfida immediata contro Isobel | PERDE la sfida immediata contro Isobel | PERDE la sfida immediata contro Isobel | PERDE la sfida immediata contro Isobel       | PERDE la sfida immediata contro Isobel       | PERDE la sfida immediata contro Isobel       | PERDE la sfida immediata contro Isobel       | PERDE la sfida immediata contro Isobel       | PERDE la sfida immediata contro Isobel       | PERDE la sfida immediata contro Isobel       | PERDE la sfida immediata contro Isobel       | PERDE la sfida immediata contro Isobel       | PERDE la sfida immediata contro Isobel       | PERDE la sfida immediata contro Isobel       | PERDE la sfida immediata contro Isobel       | PERDE la sfida immediata contro Isobel       | PERDE la sfida immediata contro Isobel       | PERDE la sfida immediata contro Isobel       | PERDE la sfida immediata contro Isobel       | PERDE la sfida immediata contro Isobel       | PERDE la sfida immediata contro Isobel       | PERDE la sfida immediata contro Isobel       | PERDE la sfida immediata contro Isobel       | PERDE la sfida immediata contro Isobel       | PERDE la sfida immediata contro Isobel       |
| Asia      |             |             |             |             |             |             |             |             |             |             |             | ELIMINATA per volere del pubblico | ELIMINATA per volere del pubblico | ELIMINATA per volere del pubblico | ELIMINATA per volere del pubblico | ELIMINATA per volere del pubblico | ELIMINATA per volere del pubblico      | ELIMINATA per volere del pubblico      | ELIMINATA per volere del pubblico      | ELIMINATA per volere del pubblico      | ELIMINATA per volere del pubblico      | ELIMINATA per volere del pubblico      | ELIMINATA per volere del pubblico            | ELIMINATA per volere del pubblico            | ELIMINATA per volere del pubblico            | ELIMINATA per volere del pubblico            | ELIMINATA per volere del pubblico            | ELIMINATA per volere del pubblico            | ELIMINATA per volere del pubblico            | ELIMINATA per volere del pubblico            | ELIMINATA per volere del pubblico            | ELIMINATA per volere del pubblico            | ELIMINATA per volere del pubblico            | ELIMINATA per volere del pubblico            | ELIMINATA per volere del pubblico            | ELIMINATA per volere del pubblico            | ELIMINATA per volere del pubblico            | ELIMINATA per volere del pubblico            | ELIMINATA per volere del pubblico            | ELIMINATA per volere del pubblico            | ELIMINATA per volere del pubblico            | ELIMINATA per volere del pubblico            | ELIMINATA per volere del pubblico            | ELIMINATA per volere del pubblico            |

### Canto
| Settimane  | 1           | 2           | 2           | 3           | 4           | 5           | 5           | 6           | 6           | 7           | 7           | 8                                       | 8                                       | 9                                       | 10                                      | 11                                       | 11                                       | 11                                       | 12                                       | 12                                       | 13                                       | 14                                       | 15                                       | 15                                       | 16                                       | 16                                       | 17                                       | 18                                       | 18                                       | 19                                       | 20                                       | 20                                       | 21                                       | 21                                       | 22                                       | 23                                       | 23                                       | 23                                       | 23                                       | 24                                       | 24                                       | 24                                       | 24                                       | 24                                       |
| ---------- | ----------- | ----------- | ----------- | ----------- | ----------- | ----------- | ----------- | ----------- | ----------- | ----------- | ----------- | --------------------------------------- | --------------------------------------- | --------------------------------------- | --------------------------------------- | ---------------------------------------- | ---------------------------------------- | ---------------------------------------- | ---------------------------------------- | ---------------------------------------- | ---------------------------------------- | ---------------------------------------- | ---------------------------------------- | ---------------------------------------- | ---------------------------------------- | ---------------------------------------- | ---------------------------------------- | ---------------------------------------- | ---------------------------------------- | ---------------------------------------- | ---------------------------------------- | ---------------------------------------- | ---------------------------------------- | ---------------------------------------- | ---------------------------------------- | ---------------------------------------- | ---------------------------------------- | ---------------------------------------- | ---------------------------------------- | ---------------------------------------- | ---------------------------------------- | ---------------------------------------- | ---------------------------------------- | ---------------------------------------- |
| Angelina   | Non in gara | Non in gara | Non in gara | Non in gara | Non in gara | Non in gara | Non in gara | Non in gara | Non in gara | Non in gara | Non in gara | Non in gara                             | Non in gara                             | Non in gara                             |                                         |                                          |                                          |                                          |                                          |                                          |                                          |                                          |                                          |                                          |                                          |                                          |                                          |                                          |                                          |                                          |                                          |                                          |                                          |                                          |                                          |                                          |                                          |                                          |                                          |                                          |                                          |                                          |                                          | CE                                       |
| Wax        |             |             |             |             |             |             |             |             |             |             |             |                                         |                                         |                                         |                                         |                                          |                                          |                                          |                                          |                                          |                                          |                                          |                                          |                                          |                                          |                                          |                                          |                                          |                                          |                                          |                                          |                                          |                                          |                                          |                                          |                                          |                                          |                                          |                                          |                                          |                                          |                                          | AT                                       |                                          |
| Aaron      |             |             |             |             |             |             |             |             |             |             |             |                                         |                                         |                                         |                                         |                                          |                                          |                                          |                                          |                                          |                                          |                                          |                                          |                                          |                                          |                                          |                                          |                                          |                                          |                                          |                                          |                                          |                                          |                                          |                                          |                                          |                                          |                                          |                                          |                                          |                                          |                                          |                                          | ZC                                       |
| Cricca     |             |             |             |             |             |             |             |             |             |             |             |                                         |                                         |                                         |                                         |                                          |                                          |                                          |                                          |                                          |                                          |                                          |                                          | [ N 2 ]                                  |                                          |                                          |                                          |                                          |                                          |                                          |                                          |                                          |                                          |                                          |                                          |                                          |                                          |                                          |                                          |                                          |                                          |                                          |                                          | CE                                       |
| Federica   |             |             |             |             |             |             |             |             |             |             |             |                                         |                                         |                                         |                                         |                                          |                                          |                                          |                                          |                                          |                                          |                                          |                                          |                                          |                                          |                                          |                                          |                                          |                                          |                                          |                                          |                                          |                                          |                                          |                                          |                                          |                                          |                                          |                                          |                                          |                                          |                                          |                                          | AT                                       |
| Piccolo G  |             |             |             |             |             |             |             |             |             |             |             |                                         |                                         |                                         |                                         |                                          |                                          |                                          |                                          |                                          |                                          |                                          |                                          |                                          |                                          |                                          |                                          |                                          |                                          |                                          |                                          |                                          |                                          |                                          |                                          |                                          |                                          |                                          |                                          |                                          |                                          |                                          |                                          | ZC                                       |
| NDG        |             |             |             |             |             |             |             |             |             |             |             |                                         |                                         |                                         |                                         |                                          |                                          |                                          |                                          |                                          |                                          |                                          |                                          |                                          |                                          |                                          |                                          |                                          |                                          |                                          |                                          |                                          |                                          |                                          |                                          |                                          |                                          |                                          |                                          |                                          |                                          |                                          |                                          | CE                                       |
| Niveo      |             |             |             |             |             |             |             |             |             |             |             |                                         |                                         |                                         |                                         |                                          |                                          |                                          |                                          |                                          |                                          |                                          |                                          |                                          |                                          |                                          |                                          |                                          |                                          |                                          |                                          |                                          |                                          |                                          |                                          |                                          |                                          |                                          |                                          |                                          |                                          |                                          |                                          |                                          |
| Mezkal     | Non in gara | Non in gara | Non in gara | Non in gara | Non in gara | Non in gara | Non in gara | Non in gara | Non in gara | Non in gara | Non in gara | Non in gara                             | Non in gara                             | Non in gara                             | Non in gara                             | Non in gara                              | Non in gara                              | Non in gara                              | Non in gara                              | Non in gara                              | Non in gara                              | Non in gara                              | Non in gara                              | Non in gara                              | Non in gara                              | Non in gara                              | Non in gara                              | Non in gara                              | Non in gara                              | Non in gara                              |                                          |                                          |                                          |                                          |                                          |                                          | ELIMINATO per volere di Rudy Zerbi       | ELIMINATO per volere di Rudy Zerbi       | ELIMINATO per volere di Rudy Zerbi       | ELIMINATO per volere di Rudy Zerbi       | ELIMINATO per volere di Rudy Zerbi       | ELIMINATO per volere di Rudy Zerbi       | ELIMINATO per volere di Rudy Zerbi       | ELIMINATO per volere di Rudy Zerbi       |
| Jore       | Non in gara | Non in gara | Non in gara | Non in gara | Non in gara | Non in gara | Non in gara | Non in gara | Non in gara | Non in gara | Non in gara | Non in gara                             | Non in gara                             | Non in gara                             | Non in gara                             | Non in gara                              | Non in gara                              | Non in gara                              | Non in gara                              | Non in gara                              | Non in gara                              | Non in gara                              |                                          |                                          |                                          |                                          |                                          |                                          |                                          |                                          |                                          |                                          | RITIRATO per motivi personali            | RITIRATO per motivi personali            | RITIRATO per motivi personali            | RITIRATO per motivi personali            | RITIRATO per motivi personali            | RITIRATO per motivi personali            | RITIRATO per motivi personali            | RITIRATO per motivi personali            | RITIRATO per motivi personali            | RITIRATO per motivi personali            | RITIRATO per motivi personali            | RITIRATO per motivi personali            |
| Guera      | Non in gara | Non in gara | Non in gara | Non in gara | Non in gara | Non in gara | Non in gara | Non in gara | Non in gara | Non in gara | Non in gara | Non in gara                             | Non in gara                             | Non in gara                             | Non in gara                             | Non in gara                              | Non in gara                              | Non in gara                              | Non in gara                              | Non in gara                              | Non in gara                              |                                          |                                          |                                          |                                          |                                          | PERDE la sfida immediata contro Cricca   | PERDE la sfida immediata contro Cricca   | PERDE la sfida immediata contro Cricca   | PERDE la sfida immediata contro Cricca   | PERDE la sfida immediata contro Cricca   | PERDE la sfida immediata contro Cricca   | PERDE la sfida immediata contro Cricca   | PERDE la sfida immediata contro Cricca   | PERDE la sfida immediata contro Cricca   | PERDE la sfida immediata contro Cricca   | PERDE la sfida immediata contro Cricca   | PERDE la sfida immediata contro Cricca   | PERDE la sfida immediata contro Cricca   | PERDE la sfida immediata contro Cricca   | PERDE la sfida immediata contro Cricca   | PERDE la sfida immediata contro Cricca   | PERDE la sfida immediata contro Cricca   | PERDE la sfida immediata contro Cricca   |
| Tommy Dali |             |             |             |             |             |             |             |             |             |             |             |                                         |                                         |                                         |                                         |                                          |                                          |                                          |                                          |                                          |                                          |                                          |                                          |                                          |                                          | ELIMINATO per volere di Rudy Zerbi       | ELIMINATO per volere di Rudy Zerbi       | ELIMINATO per volere di Rudy Zerbi       | ELIMINATO per volere di Rudy Zerbi       | ELIMINATO per volere di Rudy Zerbi       | ELIMINATO per volere di Rudy Zerbi       | ELIMINATO per volere di Rudy Zerbi       | ELIMINATO per volere di Rudy Zerbi       | ELIMINATO per volere di Rudy Zerbi       | ELIMINATO per volere di Rudy Zerbi       | ELIMINATO per volere di Rudy Zerbi       | ELIMINATO per volere di Rudy Zerbi       | ELIMINATO per volere di Rudy Zerbi       | ELIMINATO per volere di Rudy Zerbi       | ELIMINATO per volere di Rudy Zerbi       | ELIMINATO per volere di Rudy Zerbi       | ELIMINATO per volere di Rudy Zerbi       | ELIMINATO per volere di Rudy Zerbi       | ELIMINATO per volere di Rudy Zerbi       |
| Ascanio    | Non in gara | Non in gara | Non in gara | Non in gara | Non in gara | Non in gara | Non in gara | Non in gara | Non in gara |             |             |                                         |                                         |                                         |                                         | PERDE la sfida immediata contro Angelina | PERDE la sfida immediata contro Angelina | PERDE la sfida immediata contro Angelina | PERDE la sfida immediata contro Angelina | PERDE la sfida immediata contro Angelina | PERDE la sfida immediata contro Angelina | PERDE la sfida immediata contro Angelina | PERDE la sfida immediata contro Angelina | PERDE la sfida immediata contro Angelina | PERDE la sfida immediata contro Angelina | PERDE la sfida immediata contro Angelina | PERDE la sfida immediata contro Angelina | PERDE la sfida immediata contro Angelina | PERDE la sfida immediata contro Angelina | PERDE la sfida immediata contro Angelina | PERDE la sfida immediata contro Angelina | PERDE la sfida immediata contro Angelina | PERDE la sfida immediata contro Angelina | PERDE la sfida immediata contro Angelina | PERDE la sfida immediata contro Angelina | PERDE la sfida immediata contro Angelina | PERDE la sfida immediata contro Angelina | PERDE la sfida immediata contro Angelina | PERDE la sfida immediata contro Angelina | PERDE la sfida immediata contro Angelina | PERDE la sfida immediata contro Angelina | PERDE la sfida immediata contro Angelina | PERDE la sfida immediata contro Angelina | PERDE la sfida immediata contro Angelina |
| Andre      |             |             |             |             |             |             |             |             |             |             |             | PERDE la sfida immediata contro Ascanio | PERDE la sfida immediata contro Ascanio | PERDE la sfida immediata contro Ascanio | PERDE la sfida immediata contro Ascanio | PERDE la sfida immediata contro Ascanio  | PERDE la sfida immediata contro Ascanio  | PERDE la sfida immediata contro Ascanio  | PERDE la sfida immediata contro Ascanio  | PERDE la sfida immediata contro Ascanio  | PERDE la sfida immediata contro Ascanio  | PERDE la sfida immediata contro Ascanio  | PERDE la sfida immediata contro Ascanio  | PERDE la sfida immediata contro Ascanio  | PERDE la sfida immediata contro Ascanio  | PERDE la sfida immediata contro Ascanio  | PERDE la sfida immediata contro Ascanio  | PERDE la sfida immediata contro Ascanio  | PERDE la sfida immediata contro Ascanio  | PERDE la sfida immediata contro Ascanio  | PERDE la sfida immediata contro Ascanio  | PERDE la sfida immediata contro Ascanio  | PERDE la sfida immediata contro Ascanio  | PERDE la sfida immediata contro Ascanio  | PERDE la sfida immediata contro Ascanio  | PERDE la sfida immediata contro Ascanio  | PERDE la sfida immediata contro Ascanio  | PERDE la sfida immediata contro Ascanio  | PERDE la sfida immediata contro Ascanio  | PERDE la sfida immediata contro Ascanio  | PERDE la sfida immediata contro Ascanio  | PERDE la sfida immediata contro Ascanio  | PERDE la sfida immediata contro Ascanio  | PERDE la sfida immediata contro Ascanio  |

## Team dei professori e banco del pubblico
| Canto                              | Canto                     | Ballo                                          | Ballo                                          |
| Team di Rudy Zerbi                 | Team di Rudy Zerbi        | Team di Alessandra Celentano                   | Team di Alessandra Celentano                   |
| Componenti                         | Componenti                | Componenti                                     | Componenti                                     |
| Nome                               | Disciplina                | Nome                                           | Disciplina                                     |
| ---------------------------------- | ------------------------- | ---------------------------------------------- | ---------------------------------------------- |
| Aaron (Edoardo Boari)              | cantautorato              | Isobel Fetiye Kinnear                          | ballo                                          |
| Piccolo G (Giovanni Rinaldi)       | cantautorato              | Ramon Agnelli                                  | classico                                       |
| Mezkal (Diego Taralletto De Falco) | cantautorato              | Gianmarco Petrelli                             | hip-hop                                        |
| Jore (Lorenzo Longoni)             | cantautorato              | Paky (Pasquale Brunetti)                       | hip-hop                                        |
| Tommy Dali (Tommaso Daliana)       | cantautorato              | Rita Pompili                                   | ballo                                          |
| Ascanio (Andrea Ascanio)           | cantautorato              |                                                |                                                |
| Team di Lorella Cuccarini          | Team di Lorella Cuccarini | Team di Raimondo Todaro                        | Team di Raimondo Todaro                        |
| Componenti                         |                           |                                                |                                                |
| Nome                               | Disciplina                | Nome                                           | Disciplina                                     |
| Angelina Mango                     | cantautorato              | Mattia Zenzola                                 | latino                                         |
| Cricca (Giovanni Cricca)           | cantautorato              | Alessio Cavaliere                              | hip-hop                                        |
| NDG (Nicolò di Girolamo)           | cantautorato              | Benedetta Vari                                 | latino                                         |
| Niveo (Marco Fasano)               | cantautorato              | Eleonora Cabras                                | latino                                         |
| Guera (Valeria Mancini)            | canto                     | Samuel Antinelli                               | ballo                                          |
|                                    |                           | Claudia Bentrovato                             | ballo                                          |
| Team di Arisa                      | Team di Arisa             | Team di Emanuel Lo                             | Team di Emanuel Lo                             |
| Componenti                         |                           |                                                |                                                |
| Nome                               | Disciplina                | Nome                                           | Disciplina                                     |
| Wax (Matteo Lucido)                | cantautorato              | Maddalena Svevi                                | ballo                                          |
| Federica Andreani                  | canto                     | Samu (Samuele Segreto)                         | hip-hop                                        |
| Andre (Andrea Mandelli)            | canto                     | Megan Ria                                      | ballo                                          |
|                                    |                           | Vanessa Bellini                                | hip-hop                                        |
| Ludovica Grimaldi                  | hip-hop                   |                                                |                                                |
| Banco del pubblico                 |                           |                                                |                                                |
| Canto                              | Canto                     | Ballo                                          | Ballo                                          |
| Non utilizzato                     | Non utilizzato            | Team di Elena D'Amario e Francesco Porcelluzzi | Team di Elena D'Amario e Francesco Porcelluzzi |
| Non utilizzato                     | Non utilizzato            | Componenti                                     |                                                |
| Non utilizzato                     | Non utilizzato            | Nome                                           | Disciplina                                     |
| Non utilizzato                     | Non utilizzato            | Asia Bigolin                                   | ballo                                          |

## Settimane
Legenda:
     Allieva/o
     Allievo/a al serale
     Esibizione di canto
     Esibizione di ballo

### Settimana 1

#### 1ª puntata
Ospiti: Luigi Strangis, Can Yaman, Alessia Marcuzzi, Roberto Saviano, Pio e Amedeo, Salvatore Esposito, Christian De Sica, Leonardo Pieraccioni, Gianmarco Tamberi, Peppe Vessicchio
Nella puntata di domenica 18 settembre inizia la formazione della classe.
Legenda:
 Banco SÌ 
 Banco NO 

| Candidato/a al banco | Esibizione                                            | Giudizio Professori | Giudizio Professori  | Giudizio Professori  | Esito                | Note    |
| Candidato/a al banco | Esibizione                                            | R. Zerbi            | L. Cuccarini         | Arisa                | Esito                | Note    |
| -------------------- | ----------------------------------------------------- | ------------------- | -------------------- | -------------------- | -------------------- | ------- |
| CRICCA               | Mare mare                                             |                     |                      |                      | Ottiene il banco     | [ N 6 ] |
| CRICCA               | Se mi guardi così (inedito)                           |                     |                      |                      | Ottiene il banco     | [ N 6 ] |
| RAQ3L                | Voce                                                  |                     |                      | Non ottiene il banco | –                    |         |
| ANDRE                | Make It Rain                                          |                     | Ottiene il banco     |                      | –                    |         |
| NDG                  | Fuori (inedito)                                       |                     | Ottiene il banco     |                      | –                    |         |
| FEDERICA             | Amare                                                 |                     | Ottiene il banco     | [ N 7 ]              |                      |         |
| RISTO                | Follia pura (inedito)                                 |                     |                      | Non ottiene il banco | –                    |         |
| AARON                | Per due che come noi                                  |                     |                      | Ottiene il banco     | [ N 8 ]              |         |
| AARON                | Universale (inedito)                                  |                     |                      | Ottiene il banco     | [ N 8 ]              |         |
| NIVEO                | Scarabocchi (inedito)                                 |                     |                      | Ottiene il banco     | –                    |         |
| CLOE                 | L'importante è finire                                 |                     |                      | Non ottiene il banco | –                    |         |
| BLUESY               | It's A Man’s Man's Man's World                        |                     |                      | Non ottiene il banco | –                    |         |
| PICCOLO G            | Stavo pensando a te                                   |                     | Ottiene il banco     |                      | –                    |         |
| PICCOLO G            | La coda dell'occhio (inedito)                         |                     | Ottiene il banco     |                      | –                    |         |
| WAX                  | Turista per sempre (inedito)                          |                     | Ottiene il banco     |                      | –                    |         |
| SPICCI               | A colori (inedito)                                    |                     | Non ottiene il banco |                      | –                    |         |
| BEATRICE             | Impossible                                            |                     | Non ottiene il banco |                      | –                    |         |
| TOMMY DALI           | Finisce bene (inedito)                                |                     | Ottiene il banco     |                      | –                    |         |
| Candidato/a al banco | Esibizione                                            | Giudizio Professori | Giudizio Professori  | Giudizio Professori  | Esito                | Note    |
| Candidato/a al banco | Esibizione                                            | A. Celentano        | R. Todaro            | E. Lo                | Esito                | Note    |
| UGO                  | Land of 1000 Dances                                   |                     |                      |                      | Non ottiene il banco | –       |
| GIOVANNI             | Electro                                               |                     |                      |                      | Non ottiene il banco | –       |
| ASIA                 | Mezz'ora di sole                                      |                     | Ottiene il banco     |                      |                      | –       |
| MADDALENA            | A palé                                                |                     | Ottiene il banco     | [ N 9 ]              |                      |         |
| MEGAN                | Mash up Quimbara / Ritmo (Bad Boys for Life) / Hit It |                     | Ottiene il banco     | –                    |                      |         |
| SAMUEL               | Bop Daddy                                             |                     | Ottiene il banco     | –                    |                      |         |
| RITA                 | Young and Beautiful                                   |                     | Ottiene il banco     | –                    |                      |         |
| CRISTIANA            | Partition                                             |                     | Non ottiene il banco | –                    |                      |         |
| GIANMARCO            | Chimica                                               |                     | Ottiene il banco     | –                    |                      |         |
| RAMON                | Variazione Flammes de Paris - Pas de deux (Philippe)  |                     | Ottiene il banco     | –                    |                      |         |
| SAMU                 | 4 My People                                           |                     | Ottiene il banco     | –                    |                      |         |

#### Day-time
Nel day-time di martedì 20 settembre si completa la formazione della classe.
| Candidato/a al banco | Esibizione                      | Giudizio Professori | Giudizio Professori  | Giudizio Professori | Esito                | Note     |
| Candidato/a al banco | Esibizione                      | R. Zerbi            | L. Cuccarini         | Arisa               | Esito                | Note     |
| -------------------- | ------------------------------- | ------------------- | -------------------- | ------------------- | -------------------- | -------- |
| SAVO                 | Non amarti abbastanza (inedito) |                     |                      |                     | Non ottiene il banco | –        |
| JOCELYN              | Your Song                       |                     |                      |                     | Non ottiene il banco | –        |
| MICHELE              | New Shoes                       |                     |                      |                     | Non ottiene il banco | –        |
| SCANFRAWER           | Vedrai, vedrai                  |                     |                      |                     | Non ottiene il banco | –        |
| Candidato/a al banco | Esibizione                      | Giudizio Professori | Giudizio Professori  | Giudizio Professori | Esito                | Note     |
| Candidato/a al banco | Esibizione                      | A. Celentano        | R. Todaro            | E. Lo               | Esito                | Note     |
| MATTIA               | Titanium                        |                     |                      |                     | Ottiene il banco     | [ N 10 ] |
| ANTONIO              | Courage to Change               |                     | Non ottiene il banco | –                   |                      |          |
| LUDOVICA             | Emergencia                      |                     | Ottiene il banco     | [ N 11 ]            |                      |          |
| GABRIELE             | Piove                           |                     | Non ottiene il banco | [ N 11 ]            |                      |          |

Classifica interna ballo
Nel day-time di mercoledì 21 settembre viene rivelata ai ballerini la classifica ottenuta dalla media dei voti dati dagli insegnanti durante la prima puntata del pomeridiano.
| Allievo/a | Team di appartenenza | Giudizio Professori | Giudizio Professori | Giudizio Professori | Esito | Esito                   |
| Allievo/a | Team di appartenenza | A. Celentano        | R. Todaro           | E. Lo               | Media | Posizione in classifica |
| --------- | -------------------- | ------------------- | ------------------- | ------------------- | ----- | ----------------------- |
| MADDALENA | E. Lo                | 6,5                 | 7,5                 | 9                   | 7,66  | 1°                      |
| SAMU      | E. Lo                | 6                   | 7,5                 | 8                   | 7,16  | 2°                      |
| SAMUEL    | R. Todaro            | 6                   | 8                   | 7                   | 7     | 3°                      |
| MATTIA    | R. Todaro            | 5                   | 9                   | 7                   | 7     | 3°                      |
| LUDOVICA  | E. Lo                | 6                   | 4,5                 | 8,5                 | 6,33  | 4°                      |
| MEGAN     | R. Todaro            | 6                   | 7                   | 6                   | 6,33  | 4°                      |
| GIANMARCO | A. Celentano         | 6,5                 | 5                   | 6                   | 5,83  | 5°                      |
| RAMON     | A. Celentano         | 8                   | 5                   | 4                   | 5,66  | 6°                      |
| RITA      | A. Celentano         | 7                   | 5                   | 5                   | 5,66  | 6°                      |
| ASIA      | R. Todaro            | 0                   | 8                   | 5                   | 4,33  | 7°                      |

Classifica interna canto
Nel day-time di giovedì 22 settembre viene rivelata ai cantanti la classifica ottenuta dalla media dei voti dati dagli insegnanti durante la prima puntata del pomeridiano.
| Allievo/a  | Team di appartenenza | Giudizio Professori | Giudizio Professori | Giudizio Professori | Esito | Esito                   |
| Allievo/a  | Team di appartenenza | R. Zerbi            | L. Cuccarini        | Arisa               | Media | Posizione in classifica |
| ---------- | -------------------- | ------------------- | ------------------- | ------------------- | ----- | ----------------------- |
| CRICCA     | L. Cuccarini         | 7                   | 8                   | 10                  | 8,33  | 1°                      |
| NIVEO      | L. Cuccarini         | 6                   | 7,8                 | 9                   | 7,6   | 2°                      |
| FEDERICA   | Arisa                | 6                   | 7,5                 | 8                   | 7,16  | 3°                      |
| AARON      | R. Zerbi             | 8                   | 6,5                 | 7                   | 7,16  | 3°                      |
| PICCOLO G  | R. Zerbi             | 8                   | 7                   | 5                   | 6,66  | 4°                      |
| NDG        | L. Cuccarini         | 6                   | 7,5                 | 5                   | 6,16  | 5°                      |
| TOMMY DALI | R. Zerbi             | 7                   | 6,2                 | 4                   | 5,73  | 6°                      |
| WAX        | Arisa                | 4                   | 6                   | 7                   | 5,66  | 7°                      |
| ANDRE      | Arisa                | 1                   | 6                   | 8,5                 | 5,16  | 8°                      |

### Settimana 2

#### 2ª puntata
Ospiti: Federica Gentile, Ornella Vanoni, Giuseppe Giofrè, Annalisa
Nella puntata di domenica 25 settembre Asia esegue il compito assegnato in settimana da Alessandra Celentano, che le vale come prova di mantenimento del banco. 
| Allieva | Esibizione    | Team di appartenenza | Esito             | Note     |
| ------- | ------------- | -------------------- | ----------------- | -------- |
| ASIA    | Liberian Girl | R. Todaro            | Mantiene il banco | [ N 12 ] |

Gara di canto Inediti con Federica Gentile
In puntata viene chiesto a Federica Gentile di RTL 102.5 di valutare gli inediti di tre allievi, scelti tramite votazione avvenuta tra gli stessi cantanti in maniera anonima. Il vincitore vedrà prodotto il proprio inedito. 
| Allievo    | Inedito      | Team di appartenenza |
| ---------- | ------------ | -------------------- |
| AARON      | Universale   | R. Zerbi             |
| TOMMY DALI | Finisce bene | R. Zerbi             |
| NDG        | Fuori        | L. Cuccarini         |
| VITTORIA   | AARON        | AARON                |

Gara di canto Interpretazione con Ornella Vanoni
In puntata viene chiesto ad Ornella Vanoni di valutare i restanti allievi di canto su alcune cover, permettendo così di stilare una classifica. L'ultimo classificato è a rischio eliminazione.
| Allievo/a | Cover                       | Team di appartenenza | Esito                  | Esito                      | Esito                   |
| Allievo/a | Cover                       | Team di appartenenza | Interno                | Giudizio di Ornella Vanoni | Posizione in classifica |
| --------- | --------------------------- | -------------------- | ---------------------- | -------------------------- | ----------------------- |
| FEDERICA  | Nessuno vuole essere Robin  | Arisa                | Mantiene il banco      | 9                          | 1°                      |
| CRICCA    | Tu sei l'unica donna per me | L. Cuccarini         | Mantiene il banco      | 9                          | 1°                      |
| NIVEO     | Svegliarsi la mattina       | L. Cuccarini         | Mantiene il banco      | 8,5                        | 2°                      |
| PICCOLO G | A muso duro                 | R. Zerbi             | Mantiene il banco      | 8                          | 3°                      |
| ANDRE     | She Used to Be Mine         | Arisa                | A rischio eliminazione | 7                          | 4°                      |
| WAX       | Are You Gonna Be My Girl    | Arisa                | A rischio eliminazione | 7                          | 4°                      |

Andre, risultato ultimo in classifica, viene sottoposto al giudizio della propria professoressa di riferimento, la quale, secondo il proprio volere, potrà eliminarlo o salvarlo.
| Allievo | Esibizione          | Team di appartenenza | Esito             | Note     |
| ------- | ------------------- | -------------------- | ----------------- | -------- |
| ANDRE   | Demons              | Arisa                | Mantiene il banco | –        |
| ANDRE   | Sempre e per sempre | Arisa                | Mantiene il banco | [ N 13 ] |

Gara di ballo Improvvisazione con Giuseppe Giofrè
In puntata viene chiesto a Giuseppe Giofrè di valutare tre allievi sull'improvvisazione, scelti tramite votazione avvenuta tra gli stessi ballerini in maniera anonima. Il vincitore si esibirà al concerto di Marco Mengoni il 22 ottobre 2022 al Palalottomatica di Roma.
| Allievo/a | Improvvisazione | Team di appartenenza |
| --------- | --------------- | -------------------- |
| MEGAN     | Call Me Maybe   | R. Todaro            |
| SAMUEL    | As It Was       | R. Todaro            |
| LUDOVICA  | Promettimi      | E. Lo                |
| VITTORIA  | LUDOVICA        | LUDOVICA             |

Gara di ballo con Giuseppe Giofrè
In puntata viene chiesto sempre a Giuseppe Giofrè di valutare i restanti allievi di ballo su alcune coreografie, permettendo così di stilare una classifica. L'ultimo classificato è a rischio eliminazione. Avendo già sostenuto la prova di riconferma della felpa, Asia viene esonerata.
| Allievo/a | Esibizione                  | Team di appartenenza | Esito                  | Esito                       | Esito                   | Note     |
| Allievo/a | Esibizione                  | Team di appartenenza | Interno                | Giudizio di Giuseppe Giofrè | Posizione in classifica | Note     |
| --------- | --------------------------- | -------------------- | ---------------------- | --------------------------- | ----------------------- | -------- |
| SAMU      | Turn Up the Music           | E. Lo                | Mantiene il banco      | 9.2                         | 1°                      | –        |
| GIANMARCO | Baby Goddamn                | A. Celentano         | Mantiene il banco      | 8                           | 2°                      | –        |
| MATTIA    | 1, 2, 3                     | R. Todaro            | Mantiene il banco      | 7.5                         | 3°                      | –        |
| MADDALENA | Love on the Brain           | E. Lo                | Mantiene il banco      | 6.2                         | 4°                      | –        |
| RITA      | Inside                      | A. Celentano         | A rischio eliminazione | 6                           | 5°                      | –        |
| RAMON     | La nuova stella di Broadway | A. Celentano         | Giudizio sospeso       | Giudizio sospeso            | Giudizio sospeso        | [ N 14 ] |

#### Day-time
Nel day-time di lunedì 26 settembre, Wax e Rita, risultati ultimi nella classifiche stilate rispettivamente da Ornella Vanoni e Giuseppe Giofrè nello speciale pomeridiano di domenica 25 settembre, vengono sottoposti al giudizio delle proprie professoresse di riferimento, le quali, secondo il proprio volere, potranno eliminarli o salvarli.
| Allievo/a | Esibizione                   | Team di appartenenza | Esito             | Note     | Note     |
| --------- | ---------------------------- | -------------------- | ----------------- | -------- | -------- |
| WAX       | Turista per sempre (inedito) | Arisa                | Mantiene il banco | –        | [ N 15 ] |
| WAX       | Wonderwall                   | Arisa                | Mantiene il banco | [ N 16 ] | [ N 15 ] |
| RITA      | Malafemmina                  | A. Celentano         | Mantiene il banco | –        | [ N 15 ] |

Nello stesso day-time Alessandra Celentano sceglie di riconfermare la maglia a Ramon. 
| Allievo | Team di appartenenza | Esito             |
| ------- | -------------------- | ----------------- |
| RAMON   | A. Celentano         | Mantiene il banco |

Verifica di danza classica
Nel day-time di martedì 27 settembre i ballerini vengono convocati da Alessandra Celentano per verificare le loro abilità e la loro base nella danza classica, per poi stilare una classifica. Per volere della stessa Alessandra Celentano, Asia viene esonerata dalla verifica.
| Allievo/a | Esercizi                        | Team di appartenenza | Esito | Esito                   |
| Allievo/a | Esercizi                        | Team di appartenenza | Voto  | Posizione in classifica |
| --------- | ------------------------------- | -------------------- | ----- | ----------------------- |
| RAMON     | Adagio - Pirouettes - Diagonale | A. Celentano         | 10    | 1°                      |
| RITA      | Adagio - Pirouettes - Diagonale | A. Celentano         | 7     | 2°                      |
| LUDOVICA  | Adagio - Pirouettes - Diagonale | E. Lo                | 3     | 3°                      |
| MADDALENA | Adagio - Pirouettes - Diagonale | E. Lo                | 3     | 3°                      |
| SAMU      | Adagio - Pirouettes - Diagonale | E. Lo                | 3     | 3°                      |
| MATTIA    | Adagio - Pirouettes - Diagonale | R. Todaro            | 1     | 4°                      |
| MEGAN     | Adagio - Pirouettes - Diagonale | R. Todaro            | 1     | 4°                      |
| SAMUEL    | Adagio - Pirouettes - Diagonale | R. Todaro            | 1     | 4°                      |
| GIANMARCO | Adagio - Pirouettes - Diagonale | A. Celentano         | 0     | 5°                      |

### Settimana 3

#### 3ª puntata
Ospiti: Max Brigante, Achille Lauro, Giorgio Meneschincheri, Anbeta Toromani, Pinguini Tattici Nucleari
Nella puntata di domenica 2 ottobre Rita esegue il compito assegnato in settimana da Emanuel Lo, che le vale come prova di mantenimento del banco.
| Allieva | Esibizione      | Team di appartenenza | Esito             | Note     |
| ------- | --------------- | -------------------- | ----------------- | -------- |
| RITA    | Mare malinconia | A. Celentano         | Mantiene il banco | [ N 17 ] |

Si prosegue svolgendo la sfida per sostituzione di Wax, richiesta da Rudy Zerbi.
| PROVA                              | WAX        | DAAVI           |
| Commissari esterni: Charlie Rapino |            |                 |
| I                                  | Shakerando | Nonno Hollywood |
| VITTORIA                           | WAX        | DAAVI           |

Gara di canto Inediti con Max Brigante
In puntata viene chiesto a Max Brigante, di Radio 105, di valutare gli inediti di tre allievi, scelti tramite votazione avvenuta tra gli stessi cantanti, in maniera anonima. Il vincitore vedrà prodotto il proprio inedito. 
| Allievo    | Inedito            | Team di appartenenza |
| ---------- | ------------------ | -------------------- |
| TOMMY DALI | Male               | R. Zerbi             |
| NIVEO      | Scarabocchi        | L. Cuccarini         |
| WAX        | Turista per sempre | Arisa                |
| VITTORIA   | TOMMY DALI         | TOMMY DALI           |

Gara di canto Cover con Achille Lauro
In puntata viene chiesto ad Achille Lauro di valutare i restanti allievi di canto su alcune cover, permettendo così di stilare una classifica. Per un provvedimento disciplinare, che riguarda tutti i cantanti ad eccezione di Aaron, l'ultimo in classifica va in sfida immediata. Tommy Dali, Niveo e Wax decidono di partecipare, consapevoli del provvedimento disciplinare e se pure erano esonerati dalla gara, per equipararsi agli altri cantanti. 
| Allievo/a  | Cover                       | Team di appartenenza | Esito                                   | Esito                     | Esito                   |
| Allievo/a  | Cover                       | Team di appartenenza | Interno                                 | Giudizio di Achille Lauro | Posizione in classifica |
| ---------- | --------------------------- | -------------------- | --------------------------------------- | ------------------------- | ----------------------- |
| WAX        | Ciao ciao                   | Arisa                | Mantiene il banco                       | 8                         | 1°                      |
| NDG        | Suavemente                  | L. Cuccarini         | Mantiene il banco                       | 8                         | 1°                      |
| TOMMY DALI | L’amore esiste              | R. Zerbi             | Mantiene il banco                       | 7                         | 2°                      |
| FEDERICA   | Ti dedico il silenzio       | Arisa                | Mantiene il banco                       | 6,5                       | 3°                      |
| ANDRE      | Un milione di cose da dirti | Arisa                | Mantiene il banco                       | 6,5                       | 3°                      |
| AARON      | Leave a Light On            | R. Zerbi             | Mantiene il banco                       | 6                         | 4°                      |
| PICCOLO G  | Un tempo piccolo            | R. Zerbi             | In sfida per provvedimento disciplinare | 6                         | 4°                      |
| NIVEO      | La musica non c'è           | L. Cuccarini         | In sfida per provvedimento disciplinare | 6                         | 4°                      |

Cricca è assente in puntata per motivi di salute ma mantiene comunque il banco.
| Allievo | Team di appartenenza | Esito             |
| ------- | -------------------- | ----------------- |
| CRICCA  | L. Cuccarini         | Mantiene il banco |

Gara di ballo con Anbeta Toromani
In puntata viene chiesto ad Anbeta Toromani di valutare gli allievi di ballo su alcune coreografie, permettendo così di stilare una classifica. L'ultimo classificato è a rischio eliminazione. Avendo già sostenuto la prova di riconferma della felpa, Rita viene esonerata. 
| Allievo/a | Esibizione           | Team di appartenenza | Esito                  | Esito                       | Esito                   |
| Allievo/a | Esibizione           | Team di appartenenza | Interno                | Giudizio di Anbeta Toromani | Posizione in classifica |
| --------- | -------------------- | -------------------- | ---------------------- | --------------------------- | ----------------------- |
| LUDOVICA  | Boys                 | E. Lo                | Mantiene il banco      | 8,5                         | 1°                      |
| MATTIA    | Una música brutal    | R. Todaro            | Mantiene il banco      | 8                           | 2°                      |
| MEGAN     | A’ storia e Maria    | R. Todaro            | Mantiene il banco      | 8                           | 2°                      |
| RAMON     | Oh My God            | A. Celentano         | Mantiene il banco      | 8                           | 2°                      |
| GIANMARCO | The Hills            | A. Celentano         | Mantiene il banco      | 7,5                         | 3°                      |
| SAMUEL    | Storia del mio corpo | R. Todaro            | Mantiene il banco      | 7,5                         | 3°                      |
| SAMU      | Ainsi bas la vida    | E. Lo                | Mantiene il banco      | 7+                          | 4°                      |
| MADDALENA | Say Something        | E. Lo                | Mantiene il banco      | 7-                          | 5°                      |
| ASIA      | Bang Bang            | R.Todaro             | A rischio eliminazione | 6+                          | 6°                      |

In seguito ad un alterco con Ramon, A. Celentano decide di sospendergli nuovamente la maglia. 
| Allievo | Team di appartenenza | Esito            |
| ------- | -------------------- | ---------------- |
| RAMON   | A. Celentano         | Giudizio sospeso |

#### Day-time
Nel day-time di lunedì 3 ottobre si procede con la sfida per provvedimento disciplinare di Niveo, richiesta dalla produzione, in quanto arrivato ultimo nella classifica stilata da Achille Lauro, nel pomeridiano di domenica 2 ottobre, giudicata dai professori di categoria.
| PROVA                                                    | NIVEO        | GIULIA    |
| Commissari interni: Rudy Zerbi, Lorella Cuccarini, Arisa |              |           |
| I                                                        | All Time Low | Del verde |
| VITTORIA                                                 | NIVEO        | GIULIA    |

Nel day-time di martedì 4 ottobre Asia, risultata ultima nella classifica stilata da Anbeta Toromani nello speciale pomeridiano di domenica 2 ottobre, viene sottoposta al giudizio del proprio professore di riferimento, il quale, secondo il proprio volere, potrà eliminarla o salvarla.
| Allieva | Esibizione | Team di appartenenza | Esito             | Note     |
| ------- | ---------- | -------------------- | ----------------- | -------- |
| ASIA    | Ki-Ki      | R. Todaro            | Mantiene il banco | [ N 15 ] |

Nel day-time di giovedì 6 ottobre Alessandra Celentano sceglie di riconfermare la maglia a Ramon.
| Allievo | Team di appartenenza | Esito             |
| ------- | -------------------- | ----------------- |
| RAMON   | A. Celentano         | Mantiene il banco |

### Settimana 4

#### 4ª puntata
Ospiti: Giorgia, Sangiovanni, Little Phil, Davide Simonetta, Diana Del Bufalo
Nella puntata di domenica 9 ottobre Mattia esegue il compito assegnato in settimana da Alessandra Celentano, che gli vale come prova di mantenimento del banco. 
| Allievo | Esibizione       | Team di appartenenza | Esito             | Note     |
| ------- | ---------------- | -------------------- | ----------------- | -------- |
| MATTIA  | Virtual Insanity | R. Todaro            | Mantiene il banco | [ N 12 ] |

Si prosegue poi con la sfida per sostituzione di Gianmarco richiesta da Raimondo Todaro.
| PROVA                               | GIANMARCO    | CLAUDIA    |
| Commissario esterno: Gabriele Rossi |              |            |
| I                                   | Suit and Tie | Coltellata |
| II                                  | Pare         | Pelle      |
| III                                 | Closer       | Acqua      |
| VITTORIA                            | GIANMARCO    | CLAUDIA    |

Si prosegue poi con la sfida per provvedimento disciplinare di Piccolo G, richiesta dalla produzione, in quanto arrivato ultimo nella classifica stilata da Achille Lauro, nel pomeridiano di domenica 2 ottobre, giudicata dai professori di categoria.
| PROVA                                                    | PICCOLO G         | VIN MARTIN       |
| Commissari interni: Rudy Zerbi, Lorella Cuccarini, Arisa |                   |                  |
| I                                                        | Più mia (inedito) | Un'ora (inedito) |
| VITTORIA                                                 | PICCOLO G         | VIN MARTIN       |

Gara di canto Cover con Giorgia
In puntata viene chiesto a Giorgia di valutare gli allievi di canto su alcune cover, permettendo così di stilare una classifica. Per un provvedimento disciplinare, che riguarda tutti i cantanti, gli ultimi due in classifica andranno in sfida nello speciale della domenica successiva. 
| Allievo/a  | Cover                       | Team di appartenenza | Esito                                   | Esito               | Esito                   |
| Allievo/a  | Cover                       | Team di appartenenza | Interno                                 | Giudizio di Giorgia | Posizione in classifica |
| ---------- | --------------------------- | -------------------- | --------------------------------------- | ------------------- | ----------------------- |
| TOMMY DALI | 7 Years                     | R. Zerbi             | Mantiene il banco                       | 9                   | 1°                      |
| FEDERICA   | Giudizi universali          | Arisa                | Mantiene il banco                       | 8+                  | 2°                      |
| PICCOLO G  | Hai delle isole negli occhi | R. Zerbi             | Mantiene il banco                       | 8                   | 3°                      |
| AARON      | Anna e Marco                | R. Zerbi             | Mantiene il banco                       | 8-                  | 4°                      |
| CRICCA     | Domenica bestiale           | L. Cuccarini         | Mantiene il banco                       | 8--                 | 5°                      |
| WAX        | Knocking on Heaven's Door   | Arisa                | Mantiene il banco                       | 7,5                 | 6°                      |
| NDG        | Bugiarda                    | L. Cuccarini         | Mantiene il banco                       | 7+                  | 7°                      |
| ANDRE      | Impossible                  | Arisa                | In sfida per provvedimento disciplinare | 7                   | 8°                      |
| NIVEO      | Per me è importante         | L. Cuccarini         | In sfida per provvedimento disciplinare | 6,5                 | 9°                      |

Gara di ballo con Little Phil
In puntata viene chiesto a Little Phil di valutare gli allievi di ballo su alcune coreografie, permettendo così di stilare una classifica. L'ultimo classificato è a rischio eliminazione. Avendo già sostenuto rispettivamente la prova di riconferma della felpa e la sfida, Mattia e Gianmarco vengono esonerati. Ramon, invece, è escluso per il compito assegnato in settimana.
| Allievo/a | Esibizione              | Team di appartenenza | Esito                  | Esito                   | Esito                   |
| Allievo/a | Esibizione              | Team di appartenenza | Interno                | Giudizio di Little Phil | Posizione in classifica |
| --------- | ----------------------- | -------------------- | ---------------------- | ----------------------- | ----------------------- |
| SAMU      | Let It Be               | E. Lo                | Mantiene il banco      | 8,5                     | 1°                      |
| LUDOVICA  | Dancing                 | E. Lo                | Mantiene il banco      | 8                       | 2°                      |
| SAMUEL    | Vieni nel mio cuore     | R. Todaro            | Mantiene il banco      | 7,5                     | 3°                      |
| MEGAN     | I Put a Spell on You    | R. Todaro            | Mantiene il banco      | 7+                      | 4°                      |
| ASIA      | Per un'ora d'amore      | R. Todaro            | Mantiene il banco      | 7                       | 5°                      |
| RITA      | Occhi che sanno parlare | A. Celentano         | Mantiene il banco      | 7-                      | 6°                      |
| MADDALENA | Don't Stop the Music    | E. Lo                | A rischio eliminazione | 6,5                     | 7°                      |

Gara di canto Inediti con d.Whale
In puntata viene chiesto al produttore musicale d.Whale di valutare gli inediti di tre allievi, scelti tramite votazione avvenuta tra gli stessi cantanti in maniera palese. Il vincitore vedrà prodotto il proprio inedito. 
| Allievo  | Inedito            | Team di appartenenza |
| -------- | ------------------ | -------------------- |
| NDG      | Fuori              | L. Cuccarini         |
| CRICCA   | Se mi guardi così  | L. Cuccarini         |
| WAX      | Turista per sempre | Arisa                |
| VITTORIA | WAX                | WAX                  |

#### Day-time
Nel day-time di martedì 11 ottobre Maddalena, risultata ultima nella classifica stilata da Little Phil nello speciale pomeridiano di domenica 9 ottobre, viene sottoposta al giudizio del proprio professore di riferimento, il quale, secondo il proprio volere, potrà eliminarla o salvarla. 
| Allieva   | Esibizione    | Team di appartenenza | Esito             | Note     |
| --------- | ------------- | -------------------- | ----------------- | -------- |
| MADDALENA | Un autunno fa | E. Lo                | Mantiene il banco | [ N 15 ] |

Nel day-time di mercoledì 12 ottobre Ramon esegue il compito assegnato in settimana da Raimondo Todaro, che gli vale come prova di mantenimento del banco.
| Allievo | Esibizione        | Team di appartenenza | Esito             | Note              |
| ------- | ----------------- | -------------------- | ----------------- | ----------------- |
| RAMON   | Because the Night | A. Celentano         | Mantiene il banco | [ N 21 ] [ N 15 ] |

### Settimana 5

#### 5ª puntata
Ospiti: Loredana Bertè, Elena D'Amario, Michele Bravi, Jacopo Tissi, Merk, Tananai
Nella puntata di domenica 16 ottobre Raimondo Todaro decide di far esibire Asia contro Claudia, una ragazza che aveva visto ai casting e aveva perso la sfida contro Gianmarco nello speciale del 9 ottobre. Al termine delle due esibizioni, lo stesso Raimondo Todaro decide di sostituire Asia con Claudia, ritenendola più pronta per studiare all’interno della scuola.
| Allieva | Esibizioni | Esibizioni | Team di riferimento | Esito            |
| Allieva | I          | II         | Team di riferimento | Esito            |
| ------- | ---------- | ---------- | ------------------- | ---------------- |
| ASIA    | Boca       | Fallin'    | R. Todaro           | Sostituita       |
| ASIA    | Boca       | Fallin'    | R. Todaro           | Giudizio sospeso |
| CLAUDIA | Alive      | Latch      | R. Todaro           | Ottiene il banco |

In seguito alla sostituzione di Asia, quest'ultima ha ancora la possibilità di ottenere il "banco del pubblico", che le permetterà di rimanere nella scuola se il pubblico sarà favorevole per la sua permanenza. In caso di esito positivo del televoto, l'allieva sarà sotto la guida dei professionisti.
Nella stessa puntata si svolge la sfida per sostituzione di Tommy Dali richiesta da Arisa.
| PROVA                                   | TOMMY DALI                 | LINER                      |
| Commissario esterno: Carlo di Francesco |                            |                            |
| I                                       | Comparata CANTO Let Her Go | Comparata CANTO Let Her Go |
| II                                      | Male (inedito)             | Hula-hoop (inedito)        |
| VITTORIA                                | TOMMY DALI                 | LINER                      |

Nella stessa puntata Maddalena e Samuel eseguono i compiti assegnati in settimana da Alessandra Celentano, che valgono come prova di mantenimento del banco. Allo stesso modo Tommy Dali esegue la cover assegnatagli da Rudy Zerbi.
| Allievo/a  | Esibizione             | Team di appartenenza | Esito             | Note              |
| ---------- | ---------------------- | -------------------- | ----------------- | ----------------- |
| SAMUEL     | Someone You Loved      | R. Todaro            | Mantiene il banco | [ N 12 ]          |
| MADDALENA  | Carina                 | E. Lo                | Mantiene il banco | [ N 12 ]          |
| TOMMY DALI | Il diario degli errori | R. Zerbi             | Mantiene il banco | [ N 23 ] [ N 24 ] |

Gara di canto Cover con Loredana Berté
In puntata viene chiesto a Loredana Berté di valutare gli allievi di canto su alcune cover, permettendo così di stilare una classifica. L'ultimo classificato è a rischio eliminazione. Andre, Niveo e Tommy Dali sono esclusi perché sono in sfida.
| Allievo/a | Cover                     | Team di appartenenza | Esito                  | Esito                      | Esito                   |
| Allievo/a | Cover                     | Team di appartenenza | Interno                | Giudizio di Loredana Berté | Posizione in classifica |
| --------- | ------------------------- | -------------------- | ---------------------- | -------------------------- | ----------------------- |
| AARON     | Another Love              | R. Zerbi             | Mantiene il banco      | 9                          | 1°                      |
| NDG       | I See Fire                | L. Cuccarini         | Mantiene il banco      | 8+                         | 2°                      |
| FEDERICA  | La mia storia tra le dita | Arisa                | Mantiene il banco      | 8                          | 3°                      |
| CRICCA    | America                   | L. Cuccarini         | Mantiene il banco      | 7+                         | 4°                      |
| WAX       | Psycho Killer             | Arisa                | A rischio eliminazione | 6                          | 5°                      |
| PICCOLO G | You'll Never Know         | R. Zerbi             | A rischio eliminazione | 6                          | 5°                      |

Gara di ballo Improvvisazione con Elena D'Amario
In puntata viene chiesto a Elena D'Amario di valutare l'improvvisazione di tre allievi, scelti tramite votazione avvenuta tra gli stessi ballerini in maniera palese. Il vincitore parteciperà allo spettacolo della Parsons Dance Company il 13 novembre al Teatro Olimpico di Roma.
| Allievo/a | Improvvisazione         | Emozione da interpretare | Team di appartenenza |
| --------- | ----------------------- | ------------------------ | -------------------- |
| SAMU      | What a Feeling          | Gioia                    | E. Lo                |
| MADDALENA | Smells like Teen Spirit | Rabbia                   | E. Lo                |
| LUDOVICA  | La notte                | Dolore                   | E. Lo                |
| VITTORIA  | SAMU                    | SAMU                     | SAMU                 |

Gara di ballo con Jacopo Tissi
In puntata viene chiesto a Jacopo Tissi di valutare gli allievi di ballo su alcune coreografie, permettendo così di stilare una classifica. L'ultimo classificato è a rischio eliminazione. Maddalena e Samuel sono esonerati, in quanto svolgono un compito assegnato in settimana, mentre Asia e Claudia hanno affrontato la sostituzione.
| Allievo/a | Esibizione               | Team di appartenenza | Esito                  | Esito                    | Esito                   |
| Allievo/a | Esibizione               | Team di appartenenza | Interno                | Giudizio di Jacopo Tissi | Posizione in classifica |
| --------- | ------------------------ | -------------------- | ---------------------- | ------------------------ | ----------------------- |
| RAMON     | The Heart of Every Girl  | A. Celentano         | Mantiene il banco      | 8++                      | 1°                      |
| SAMU      | Bubble                   | E. Lo                | Mantiene il banco      | 8+                       | 2°                      |
| MATTIA    | Yo no sé                 | R. Todaro            | Mantiene il banco      | 8-                       | 3°                      |
| RITA      | Snow on the Sahara       | A. Celentano         | Mantiene il banco      | 7,5                      | 4°                      |
| MEGAN     | Hips Don't Lie           | R. Todaro            | Mantiene il banco      | 7+                       | 5°                      |
| LUDOVICA  | Attention                | E. Lo                | Mantiene il banco      | 7                        | 6°                      |
| GIANMARCO | Tell Me That You Love Me | A. Celentano         | A rischio eliminazione | 7-                       | 7°                      |

Gara di canto Inediti con Merk
In puntata viene chiesto a Merk di scegliere uno tra gli inediti dei tre allievi che non hanno ancora il singolo prodotto. Niveo è escluso perché in sfida. 
| Allievo   | Inedito           | Team di appartenenza |
| --------- | ----------------- | -------------------- |
| NDG       | Fuori             | L. Cuccarini         |
| CRICCA    | Se mi guardi così | L. Cuccarini         |
| PICCOLO G | Più mia           | R. Zerbi             |
| VITTORIA  | NDG               | NDG                  |

#### Day-time
Nel day-time di lunedì 17 ottobre si svolge la sfida per provvedimento disciplinare di Niveo, richiesta dalla produzione, in quanto arrivato ultimo nella classifica stilata da Giorgia nella puntata di domenica 9 ottobre. Per richiesta dei professori di categoria, organo giudicante in caso di provvedimento disciplinare, la sfida viene giudicata da un commissario esterno. La sfida però viene sostituita da una richiesta di Rudy Zerbi, che per l'occasione chiede alla produzione stessa di poter far sfidare Niveo contro Roadelli, un ragazzo conosciuto ai casting. La richiesta viene accettata.
| PROVA                                   | NIVEO                 | ROADELLI                  |
| Commissario esterno: Carlo di Francesco |                       |                           |
| I                                       | Scarabocchi (inedito) | Sentirmi grande (inedito) |
| II                                      | A te                  | Una lunga storia d'amore  |
| VITTORIA                                | NIVEO                 | ROADELLI                  |

Nello stesso day-time Piccolo G, risultato ultimo nella classifica stilata da Loredana Bertè nello speciale pomeridiano di domenica 16 ottobre, viene sottoposto al giudizio del proprio professore di riferimento, il quale, secondo il proprio volere, potrà eliminarlo o salvarlo.
| Allievo   | Esibizione             | Team di appartenenza | Esito             | Note     |
| --------- | ---------------------- | -------------------- | ----------------- | -------- |
| PICCOLO G | La stagione dell'amore | R. Zerbi             | Mantiene il banco | [ N 15 ] |

Nel day-time di martedì 18 ottobre, Gianmarco, risultato ultimo nella classifica stilata da Jacopo Tissi nello speciale pomeridiano di domenica 16 ottobre, viene sottoposto al giudizio della propria professoressa di riferimento, la quale, secondo il proprio volere, potrà eliminarlo o salvarlo.
| Allievo   | Esibizione | Team di appartenenza | Esito             | Note     |
| --------- | ---------- | -------------------- | ----------------- | -------- |
| GIANMARCO | Low        | A. Celentano         | Mantiene il banco | [ N 15 ] |

Nella puntata di mercoledì 19 ottobre Wax, risultato ultimo nella classifica stilata da Loredana Bertè nello speciale pomeridiano di domenica 16 ottobre, viene sottoposto al giudizio della propria professoressa di riferimento, la quale, secondo il proprio volere, potrà eliminarlo o salvarlo.
| Allievo | Esibizione                   | Team di appartenenza | Esito             | Note     |
| ------- | ---------------------------- | -------------------- | ----------------- | -------- |
| WAX     | Turista per sempre (inedito) | Arisa                | Mantiene il banco | [ N 15 ] |

### Settimana 6

#### 6ª puntata
Ospiti: Nek, Alex W, Sebastian Melo Taveira, Eleonora Abbagnato, Coma Cose, Federico Vaccari
Nella puntata di domenica 23 ottobre viene svelato l'esito del televoto aperto da domenica 16 a martedì 18 ottobre che ha visto coinvolta Asia, e che in caso di esito positivo le permetterebbe di rimanere nella scuola, ottenendo il "banco del pubblico". 
| Allieva | Vuoi che rimanga nella scuola? | Vuoi che rimanga nella scuola? | Esito                         |
| Allieva | SÌ                             | NO                             | Esito                         |
| ------- | ------------------------------ | ------------------------------ | ----------------------------- |
| ASIA    | 57,50%                         | 42,50%                         | Ottiene il banco del pubblico |

Nella stessa puntata si svolge la sfida per provvedimento disciplinare di Andre, richiesta dalla produzione, in quanto arrivato ultimo nella classifica stilata da Giorgia nella puntata di domenica 9 ottobre. Per richiesta dei professori di categoria, organo giudicante in caso di provvedimento disciplinare, la sfida viene giudicata da un commissario esterno.
| PROVA                                | ANDRE                      | BLUESY                     |
| Commissario esterno: Federico Sacchi |                            |                            |
| I                                    | Comparata CANTO Fai rumore | Comparata CANTO Fai rumore |
| II                                   | Careless Whisper           | Pastello bianco            |
| VITTORIA                             | ANDRE                      | BLUESY                     |

Si prosegue poi con la sfida per sostituzione di Rita richiesta da Emanuel Lo.
| PROVA                            | RITA                | CHIARA   |
| Commissario esterno: Kledi Kadiu |                     |          |
| I                                | Young and Beautiful | Oxytocin |
| VITTORIA                         | RITA                | CHIARA   |

Nella stessa puntata Megan e Federica eseguono rispettivamente le assegnazioni di Alessandra Celentano e Rudy Zerbi; allo stesso modo Cricca esegue il compito assegnato dalla sua insegnante Lorella Cuccarini.
| Allievo/a | Esibizione                 | Team di appartenenza | Esito             | Note              |
| --------- | -------------------------- | -------------------- | ----------------- | ----------------- |
| MEGAN     | Historia de un amor        | R. Todaro            | Mantiene il banco | [ N 12 ] [ N 26 ] |
| FEDERICA  | Proud Mary                 | Arisa                | Mantiene il banco | [ N 13 ]          |
| CRICCA    | La costruzione di un amore | L. Cuccarini         | Mantiene il banco | [ N 27 ]          |

Gara di canto Cover con Nek 
In puntata viene chiesto a Nek di valutare gli allievi di canto su alcune cover, permettendo così di stilare una classifica. L'ultimo classificato è a rischio eliminazione. Andre è escluso perché ha affrontato la sfida; Federica e Cricca sono esonerati, in quanto hanno svolto un compito assegnato in settimana.
| Allievo    | Cover                   | Team di appartenenza | Esito                  | Esito           | Esito                   |
| Allievo    | Cover                   | Team di appartenenza | Interno                | Giudizio di Nek | Posizione in classifica |
| ---------- | ----------------------- | -------------------- | ---------------------- | --------------- | ----------------------- |
| AARON      | The Blower's Daughter   | R. Zerbi             | Mantiene il banco      | 8               | 1°                      |
| NIVEO      | Diamante lei e luce lui | L. Cuccarini         | Mantiene il banco      | 8-              | 2°                      |
| PICCOLO G  | Senza una donna         | R. Zerbi             | Mantiene il banco      | 8--             | 3°                      |
| TOMMY DALI | Paris                   | R. Zerbi             | Mantiene il banco      | 7,5             | 4°                      |
| WAX        | Per sentirmi vivo       | Arisa                | Mantiene il banco      | 7,5             | 4°                      |
| NDG        | Remedios                | L. Cuccarini         | A rischio eliminazione | 6,5             | 5°                      |

Gara di ballo Sex appeal con Sebastian Melo Taveira
In puntata viene chiesto a Sebastian Melo Taveira di valutare tre allievi maschi, scelti tramite votazione avvenuta tra gli stessi ballerini, sul Sex Appeal, nell'improvvisazione. Il vincitore avrà l'opportunità di fare uno stage con lo stesso Sebastian.
| Allievo   | Esibizione                | Partner di ballo     | Team di appartenenza |
| --------- | ------------------------- | -------------------- | -------------------- |
| MATTIA    | Straight to... Number One | Maddalena            | R. Todaro            |
| GIANMARCO | Sexual Healing            | Megan                | A. Celentano         |
| RAMON     | Mad About You             | Alessandra Celentano | A. Celentano         |
| VITTORIA  | MATTIA                    | MATTIA               | MATTIA               |

Gara di ballo con Eleonora Abbagnato
In puntata viene chiesto a Eleonora Abbagnato di valutare gli allievi di ballo su alcune coreografie, permettendo così di stilare una classifica. L'ultimo classificato è a rischio eliminazione. Rita e Megan sono esonerate, in quanto hanno svolto rispettivamente la sfida e un compito assegnato in settimana. 
| Allievo/a | Esibizione       | Team di appartenenza | Esito                  | Esito                          | Esito                   |
| Allievo/a | Esibizione       | Team di appartenenza | Interno                | Giudizio di Eleonora Abbagnato | Posizione in classifica |
| --------- | ---------------- | -------------------- | ---------------------- | ------------------------------ | ----------------------- |
| MADDALENA | Ordinary People  | E. Lo                | Mantiene il banco      | 8                              | 1°                      |
| RAMON     | Confessa         | A. Celentano         | Mantiene il banco      | 8                              | 1°                      |
| SAMUEL    | Farfalle         | R. Todaro            | Mantiene il banco      | 8                              | 1°                      |
| CLAUDIA   | Lipstick         | R. Todaro            | Mantiene il banco      | 7                              | 2°                      |
| GIANMARCO | Non è vero       | A. Celentano         | Mantiene il banco      | 7                              | 2°                      |
| LUDOVICA  | Scelgo ancora te | E. Lo                | Mantiene il banco      | 6                              | 3°                      |
| SAMU      | Rockin'          | E. Lo                | Mantiene il banco      | 6                              | 3°                      |
| MATTIA    | Something        | R. Todaro            | A rischio eliminazione | 5                              | 4°                      |
| ASIA      | El anillo        | Banco del pubblico   | A rischio eliminazione | 5                              | 4°                      |

Mattia, risultato ultimo in classifica, viene sottoposto al giudizio del proprio professore di riferimento, il quale, secondo il proprio volere, potrà eliminarlo o salvarlo.
| Allievo | Team di appartenenza | Esito             |
| ------- | -------------------- | ----------------- |
| MATTIA  | R. Todaro            | Mantiene il banco |

#### Day-time
Gara di canto Inediti con Fede dei 2ND ROOF
Nel day-time di lunedì 24 ottobre viene chiesto a Fede di scegliere uno tra gli inediti dei tre allievi che non hanno ancora il loro pezzo prodotto.
| Allievo   | Inedito           | Team di appartenenza |
| --------- | ----------------- | -------------------- |
| NIVEO     | Scarabocchi       | L. Cuccarini         |
| CRICCA    | Se mi guardi così | L. Cuccarini         |
| PICCOLO G | Più mia           | R. Zerbi             |
| VITTORIA  | PICCOLO G         | PICCOLO G            |

Nello stesso day-time NDG, risultato ultimo nella classifica stilata da Nek nello speciale pomeridiano di domenica 23 ottobre, viene sottoposto al giudizio della propria professoressa di riferimento, la quale, secondo il proprio volere, potrà eliminarlo o salvarlo.
| Allievo | Esibizione      | Team di appartenenza | Esito             | Note     |
| ------- | --------------- | -------------------- | ----------------- | -------- |
| NDG     | Fuori (inedito) | L. Cuccarini         | Mantiene il banco | [ N 25 ] |

Nello stesso day-time viene aperto il televoto riguardante Asia, risultata ultima nella classifica stilata da Eleonora Abbagnato nello speciale pomeridiano di domenica 23 ottobre, che viene sottoposta al giudizio del pubblico da casa, il quale, secondo il proprio volere, potrà eliminarla o salvarla. Il televoto viene chiuso nel day-time di martedì 25 ottobre. 
| Allieva | Esibizione   | Team di appartenenza | Vuoi che rimanga nella scuola? | Vuoi che rimanga nella scuola? | Esito     | Note              |
| Allieva | Esibizione   | Team di appartenenza | SÌ                             | NO                             | Esito     | Note              |
| ------- | ------------ | -------------------- | ------------------------------ | ------------------------------ | --------- | ----------------- |
| ASIA    | Snap         | Banco del pubblico   | 35,73%                         | 64,27%                         | Eliminata | [ N 25 ] [ N 28 ] |
| ASIA    | Sweet Dreams | Banco del pubblico   | 35,73%                         | 64,27%                         | Eliminata | [ N 25 ] [ N 28 ] |

### Settimana 7

#### 7ª puntata
Ospiti: Tommaso Paradiso, Garrison Rochelle, Giordana Angi, Marcello Sacchetta
Nella puntata di domenica 30 ottobre Gianmarco, Samu, Cricca e Rita eseguono i compiti assegnati in settimana dai vari insegnanti, che vale loro come prova di mantenimento del banco. 
| Allievo/a | Esibizione          | Team di appartenenza | Esito              | Note     |
| --------- | ------------------- | -------------------- | ------------------ | -------- |
| GIANMARCO | Iron                | A. Celentano         | In sfida immediata | [ N 21 ] |
| SAMU      | When I Was Your Man | E. Lo                | Mantiene il banco  | [ N 12 ] |
| SAMU      | Without Me          | E. Lo                | Mantiene il banco  | [ N 23 ] |
| CRICCA    | Aida                | L. Cuccarini         | Mantiene il banco  | [ N 13 ] |
| RITA      | Cara                | A. Celentano         | Mantiene il banco  | [ N 27 ] |

Si procede quindi con la sfida immediata per la sostituzione di Gianmarco richiesta da Raimondo Todaro.
| PROVA                                  | GIANMARCO     | CRISTIAN              |
| Commissario esterno: Garrison Rochelle |               |                       |
| I                                      | The Hills     | All Through the NIght |
| II                                     | Walk This Way | Rhapsody              |
| VITTORIA                               | GIANMARCO     | CRISTIAN              |

Si prosegue poi con la sfida per sostituzione di Niveo richiesta da Arisa.
| PROVA                                   | NIVEO                 | 2UE                       |
| Commissario esterno: Carlo di Francesco |                       |                           |
| I                                       | Scarabocchi (inedito) | Mercedes bianca (inedito) |
| VITTORIA                                | NIVEO                 | 2UE                       |

Gara di canto Cover con Tommaso Paradiso
In puntata viene chiesto a Tommaso Paradiso di valutare gli allievi di canto su alcune cover, permettendo così di stilare una classifica. L'ultimo classificato è a rischio eliminazione. Cricca e Niveo sono esonerati in quanto hanno svolto rispettivamente un compito assegnato in settimana e la sfida. 
| Allievo/a  | Cover                | Team di appartenenza | Esito                  | Esito                        | Esito                   |
| Allievo/a  | Cover                | Team di appartenenza | Interno                | Giudizio di Tommaso Paradiso | Posizione in classifica |
| ---------- | -------------------- | -------------------- | ---------------------- | ---------------------------- | ----------------------- |
| WAX        | Svalutation          | Arisa                | Mantiene il banco      | 8,5                          | 1°                      |
| AARON      | With or Without You  | R. Zerbi             | Mantiene il banco      | 8                            | 2°                      |
| TOMMY DALI | Dancing on My Own    | R. Zerbi             | Mantiene il banco      | 8                            | 2°                      |
| PICCOLO G  | Ragazzo di strada    | R. Zerbi             | Mantiene il banco      | 7,5                          | 3°                      |
| FEDERICA   | Nothing Compares 2 U | Arisa                | Mantiene il banco      | 7--                          | 4°                      |
| NDG        | Funky Bahia          | L. Cuccarini         | A rischio eliminazione | 6                            | 5°                      |
| ANDRE      | Lonely               | Arisa                | In sfida immediata     | In sfida immediata           | In sfida immediata      |

Si procede con la sfida immediata per la sostituzione di Andre richiesta da Rudy Zerbi.
| PROVA                                | ANDRE        | ASCANIO          |
| Commissario esterno: Federico Sacchi |              |                  |
| I                                    | Wake Me Up   | Margot (inedito) |
| II                                   | We Are Young | Si, ah           |
| VITTORIA                             | ASCANIO      | ANDRE            |

Gara di ballo con Garrison
In puntata viene chiesto a Garrison di valutare i restanti allievi di ballo su alcune coreografie, permettendo così di stilare una classifica. L'ultimo classificato è a rischio eliminazione. Gianmarco, Megan, Rita e Samu sono esonerati in quanto hanno svolto rispettivamente la sfida immediata e i compiti assegnati in settimana. 
| Allievo/a | Esibizione                      | Team di appartenenza | Esito                  | Esito                | Esito                   |
| Allievo/a | Esibizione                      | Team di appartenenza | Interno                | Giudizio di Garrison | Posizione in classifica |
| --------- | ------------------------------- | -------------------- | ---------------------- | -------------------- | ----------------------- |
| RAMON     | Variazione Paquita #8 - Allegro | A. Celentano         | Mantiene il banco      | 8+                   | 1°                      |
| MADDALENA | Out Here On My Own              | E. Lo                | Mantiene il banco      | 7,5                  | 2°                      |
| MATTIA    | Unstoppable                     | R. Todaro            | Mantiene il banco      | 7                    | 3°                      |
| CLAUDIA   | Gabriel                         | R. Todaro            | Mantiene il banco      | 7-                   | 4°                      |
| LUDOVICA  | Gioventù bruciata               | E. Lo                | Mantiene il banco      | 6,5                  | 5°                      |
| SAMUEL    | Como te llamas                  | R. Todaro            | A rischio eliminazione | 6                    | 6°                      |

#### Day-time
Gara di ballo Versatilità su tre stili di danza con Marcello Sacchetta
Nel day-time di mercoledì 2 novembre viene chiesto a Marcello Sacchetta di valutare tre allievi, scelti tramite votazione avvenuta tra gli stessi ballerini, sull'improvvisazione in tre stili di danza, quali latino americano (jive), hip-hop e modern, su tre brani diversi. Al vincitore verrà data la possibilità di fare uno stage con lo stesso Marcello.
| Allievo/a | Improvvisazione                                      | Team di appartenenza |
| --------- | ---------------------------------------------------- | -------------------- |
| MATTIA    | Footloose / Work It / Se piovesse il tuo nome        | R. Todaro            |
| MEGAN     | Tutti Frutti / Get Busy / Running Up the Hill        | R. Todaro            |
| MADDALENA | The Boy Does Nothing / Shut Up / Cielo dammi la luna | E. Lo                |
| VITTORIA  | MEGAN                                                | MEGAN                |

Nella stessa puntata Samuel e NDG, risultati ultimi nelle classifiche stilate da Garrison e Tommaso Paradiso nello speciale pomeridiano di domenica 30 ottobre, vengono sottoposti al giudizio dei propri professori di riferimento, i quali, secondo il proprio volere, potranno eliminarli o salvarli.
| Allievo | Esibizione | Team di appartenenza | Esito             | Note     |
| ------- | ---------- | -------------------- | ----------------- | -------- |
| SAMUEL  | No Stress  | R. Todaro            | Mantiene il banco | [ N 15 ] |
| NDG     | I See Fire | L. Cuccarini         | Mantiene il banco | [ N 15 ] |

### Settimana 8

#### 8ª puntata
Ospiti: Cristiano Malgioglio, Froz, Beppe Vessicchio, Federica Gentile, Marco Mengoni, David Parsons
Nella puntata di domenica 6 novembre Aaron e Ramon eseguono i compiti assegnati in settimana dai vari insegnanti, che vale loro come prova di mantenimento del banco.
Sempre in puntata NDG, Tommy Dali e Wax presentano i loro inediti a Federica Gentile di Radio Zeta.
| Allievo    | Esibizione                                 | Team di appartenenza | Esito             | Note     |
| ---------- | ------------------------------------------ | -------------------- | ----------------- | -------- |
| AARON      | It's Me                                    | R. Zerbi             | Mantiene il banco | [ N 29 ] |
| RAMON      | Men in Black                               | A. Celentano         | Mantiene il banco | [ N 17 ] |
| RAMON      | Variazione Le Corsaire - II Atto (Allegro) | A. Celentano         | Mantiene il banco | [ N 23 ] |
| NDG        | Fuori (inedito)                            | L. Cuccarini         | Mantiene il banco | [ N 30 ] |
| TOMMY DALI | Male (inedito)                             | R. Zerbi             | Mantiene il banco | [ N 30 ] |
| WAX        | Turista per sempre (inedito)               | Arisa                | Mantiene il banco | [ N 30 ] |

Gara di canto Cover con Cristiano Malgioglio
In puntata viene chiesto a Cristiano Malgioglio di valutare i restanti allievi su alcune cover, permettendo così di stilare una classifica. L'ultimo classificato è a rischio eliminazione. Aaron e Piccolo G sono esonerati per aver affrontato rispettivamente un compito settimanale e la sfida.
| Allievo/a  | Cover                     | Team di appartenenza | Esito                  | Esito                            | Esito                   |
| Allievo/a  | Cover                     | Team di appartenenza | Interno                | Giudizio di Cristiano Malgioglio | Posizione in classifica |
| ---------- | ------------------------- | -------------------- | ---------------------- | -------------------------------- | ----------------------- |
| FEDERICA   | Hypnotized                | Arisa                | Mantiene il banco      | 10                               | 1°                      |
| TOMMY DALI | Reckoning Song            | R. Zerbi             | Mantiene il banco      | 10                               | 1°                      |
| CRICCA     | Rolling in the Deep       | L. Cuccarini         | Mantiene il banco      | 10-                              | 2°                      |
| NDG        | Mercy                     | L. Cuccarini         | Mantiene il banco      | 9                                | 3°                      |
| WAX        | Il rock di Capitan Uncino | Arisa                | Mantiene il banco      | 9-                               | 4°                      |
| ASCANIO    | Makumba                   | R. Zerbi             | A rischio eliminazione | 7+                               | 5°                      |
| NIVEO      | In un giorno qualunque    | L. Cuccarini         | A rischio eliminazione | 7+                               | 5°                      |

Gara di ballo con Froz
In puntata viene chiesto sempre a Froz di valutare i restanti allievi su alcune coreografie, permettendo così di stilare una classifica. L'ultimo classificato è a rischio eliminazione. Ramon e Samuel sono esonerati per aver affrontato un compito settimanale. 
| Allievo/a | Esibizione        | Team di appartenenza | Esito                  | Esito            | Esito                   |
| Allievo/a | Esibizione        | Team di appartenenza | Interno                | Giudizio di Froz | Posizione in classifica |
| --------- | ----------------- | -------------------- | ---------------------- | ---------------- | ----------------------- |
| MEGAN     | Baianà            | R. Todaro            | Mantiene il banco      | 8,5              | 1°                      |
| MADDALENA | Glimpse of Us     | E. Lo                | Mantiene il banco      | 8,5              | 1°                      |
| SAMU      | In My Blood       | E. Lo                | Mantiene il banco      | 8                | 2°                      |
| MATTIA    | Innuendo          | R. Todaro            | Mantiene il banco      | 7,5              | 3°                      |
| CLAUDIA   | Freed from Desire | R. Todaro            | Mantiene il banco      | 7                | 4°                      |
| RITA      | Luna diamante     | A. Celentano         | Mantiene il banco      | 6,5              | 5°                      |
| LUDOVICA  | Energy            | E. Lo                | Mantiene il banco      | 6+               | 6°                      |
| GIANMARCO | Add Me In         | A. Celentano         | A rischio eliminazione | 6                | 7°                      |

Gara di canto Estemporanea per immunità con Beppe Vessicchio
In puntata viene chiesto a Beppe Vessicchio di valutare tre allievi volontari sulla canzone Imagine di John Lennon. Il vincitore otterrà l'immunità da poter usare per un'eventuale futura sfida. 
| Allievo    | Cover      | Team di appartenenza |
| ---------- | ---------- | -------------------- |
| NIVEO      | Imagine    | L. Cuccarini         |
| TOMMY DALI | Imagine    | R. Zerbi             |
| AARON      | Imagine    | R. Zerbi             |
| VITTORIA   | TOMMY DALI | TOMMY DALI           |

#### Day-time
Nel day-time di lunedì 7 novembre si svolge la sfida per sostituzione di Piccolo G richiesta da Arisa, che per l'occasione chiede alla produzione stessa di poter far sfidare Piccolo G contro 2UE, un ragazzo conosciuto ai casting che aveva già affrontato una sfida contro Niveo nello speciale pomeridiano di domenica 30 ottobre. La richiesta viene accettata.
| PROVA                                 | PICCOLO G         | 2UE                           |
| Commissario esterno: Beppe Vessicchio |                   |                               |
| I                                     | Più mia (inedito) | Dentro la discoteca (inedito) |
| II                                    | Fenomenale        | Man in the Mirror             |
| VITTORIA                              | PICCOLO G         | 2UE                           |

Nella stessa puntata Samuel esegue il compito assegnato da Alessandra Celentano, che gli vale come prova di mantenimento del banco. Sempre nella stessa giornata la piattaforma Witty TV pubblica la riconferma di Ascanio, risultato ultimo nella classifica stilata da Cristiano Malgioglio nello speciale pomeridiano di domenica 6 novembre, sottoposto al giudizio del proprio professore di riferimento, il quale, secondo il proprio volere, potrà eliminarlo o salvarlo. 
| Allievo | Esibizione                                               | Team di appartenenza | Esito             | Note     | Note     |
| ------- | -------------------------------------------------------- | -------------------- | ----------------- | -------- | -------- |
| SAMUEL  | Concerto Grosso in B Minor, Op. 3/10, RV 580: 1. Allegro | R. Todaro            | Mantiene il banco | [ N 12 ] | [ N 15 ] |
| ASCANIO | Margot (inedito)                                         | R. Zerbi             | Mantiene il banco | [ 4 ]    | [ N 15 ] |

Gianmarco e Niveo, risultati ultimi nelle classifiche stilate rispettivamente da Froz e Cristiano Malgioglio nello speciale pomeridiano di domenica 6 novembre, vengono sottoposti al giudizio delle proprie professoresse di riferimento, le quali, secondo il proprio volere, potranno eliminarli o salvarli. 
| Allievo   | Team di appartenenza | Esito             | Note     |
| --------- | -------------------- | ----------------- | -------- |
| GIANMARCO | A. Celentano         | Mantiene il banco | [ N 31 ] |
| NIVEO     | L. Cuccarini         | Mantiene il banco | [ N 31 ] |

Verifica teorica di canto e solfeggio con Giovanni Sciabbarrasi
Nel day-time di mercoledì 9 novembre viene svolta una verifica di solfeggio valutata dall'insegnante Giovanni Sciabbarrasi, e richiesta da Rudy Zerbi che permette successivamente di stilare una classifica. L'ultimo classificato sarà soggetto a un provvedimento disciplinare.
| Allievo/a  | Team di riferimento | Giudizio di Giovanni Sciabbarrasi | Esito in classifica |
| ---------- | ------------------- | --------------------------------- | ------------------- |
| WAX        | Arisa               | 8                                 | 1º                  |
| ASCANIO    | R. Zerbi            | 7-                                | 2°                  |
| AARON      | R. Zerbi            | 6,5                               | 3º                  |
| CRICCA     | L. Cuccarini        | 6,5                               | 3º                  |
| NIVEO      | L. Cuccarini        | 6,5                               | 3º                  |
| FEDERICA   | Arisa               | 5,5                               | 4º                  |
| PICCOLO G  | R. Zerbi            | 4                                 | 5°                  |
| TOMMY DALI | R. Zerbi            | 2                                 | 6º                  |
| NDG        | L. Cuccarini        | 2                                 | 6º                  |

### Settimana 9

#### 9ª puntata
Ospiti: Belén Rodríguez, Michele Bravi, Beppe Vessicchio, Stash Fiordispino, Irma Di Paola, Giorgia, Giulia Pauselli, Samuele Barbetta, Alessandra Amoroso, Federica Gentile; in collegamento video: Silvia Notargiacomo, Beppe Cuva, Rebecca Staffelli, Alan Palmieri, Adriana Petro
Nella puntata di domenica 13 novembre Megan e Niveo eseguono i compiti assegnati in settimana rispettivamente da Alessandra Celentano e Rudy Zerbi; Mattia ottiene l'esibizione aggiuntiva TIM.
| Allievo/a | Esibizione       | Team di appartenenza | Esito             | Note     |
| --------- | ---------------- | -------------------- | ----------------- | -------- |
| MEGAN     | Sei bellissima   | R. Todaro            | Mantiene il banco | [ N 12 ] |
| NIVEO     | Un giorno in più | L. Cuccarini         | Mantiene il banco | [ N 13 ] |
| MATTIA    | I Like It        | R. Todaro            | Mantiene il banco | [ N 33 ] |

Gara La finale di Tú sí que vales
In puntata viene chiesto ad una Giuria d'eccezione composta da Michele Bravi, Beppe Vessicchio e Stash Fiordispino per il canto e da Irma Di Paola per il ballo di valutare gli allievi e stilarne una classifica. I vincitori avranno l'opportunità di esibirsi in diretta alla finale di Tú sí que vales, il 19 novembre su Canale 5. Gli ultimi classificati sono a rischio eliminazione.
| Allievo/a  | Inedito            | Team di appartenenza | Esito             | Esito                     | Esito                   |
| Allievo/a  | Inedito            | Team di appartenenza | Interno           | Media                     | Posizione in classifica |
| ---------- | ------------------ | -------------------- | ----------------- | ------------------------- | ----------------------- |
| AARON      | Universale         | R. Zerbi             | Mantiene il banco | 9                         | 1°                      |
| FEDERICA   | Meno sola          | Arisa                | Mantiene il banco | 8++                       | 2°                      |
| NDG        | Fuori              | L. Cuccarini         | Mantiene il banco | 8++                       | 2°                      |
| TOMMY DALI | Male               | R. Zerbi             | Mantiene il banco | 8+                        | 3°                      |
| CRICCA     | Supereroi          | L. Cuccarini         | Mantiene il banco | 8-                        | 4°                      |
| WAX        | Turista per sempre | Arisa                | Mantiene il banco | 8-                        | 4°                      |
| ASCANIO    | Margot             | R. Zerbi             | Mantiene il banco | 8--                       | 5°                      |
| PICCOLO G  | Più mia            | R. Zerbi             | Mantiene il banco | 8--                       | 5°                      |
| NIVEO      | Scarabocchi        | L. Cuccarini         | Mantiene il banco | 7                         | 6°                      |
| Allievo/a  | Esibizione         | Team di appartenenza | Esito             | Esito                     | Esito                   |
| Allievo/a  | Esibizione         | Team di appartenenza | Interno           | Giudizio di Irma Di Paola | Posizione in classifica |
| GIANMARCO  | Hey Hey            | A. Celentano         | Mantiene il banco | 9,5                       | 1°                      |
| SAMU       | Beautiful Monster  | E. Lo                | Mantiene il banco | 9                         | 2°                      |
| LUDOVICA   | I'm Good           | E. Lo                | Mantiene il banco | 8,5                       | 3°                      |
| SAMUEL     | Un passo indietro  | R. Todaro            | Mantiene il banco | 8++                       | 4°                      |
| MADDALENA  | Wrecking Ball      | E. Lo                | Mantiene il banco | 8+                        | 5°                      |
| MEGAN      | Bagno a mezzanotte | R. Todaro            | Mantiene il banco | 8                         | 6°                      |
| RITA       | Sway               | A. Celentano         | Mantiene il banco | 7+                        | 7°                      |
| MATTIA     | Umbrella           | R. Todaro            | Mantiene il banco | 7                         | 8°                      |
| CLAUDIA    | Come tu mi vuoi    | R. Todaro            | Mantiene il banco | 6,5                       | 9°                      |
| RAMON      | Hard Headed Woman  | A. Celentano         | Mantiene il banco | 6                         | 10°                     |

Gara di canto Inediti con le radio
Durante la gara con la Giuria d'eccezione viene chiesto a Radio Bruno, Alan Palmieri per Radionorba, Federica Gentile per RTL 102.5 e Radio Zeta, Adriana Petro per Radio Kiss Kiss, Silvia Notargiacomo per R101, Beppe Cuva per Radio Subasio, Rebecca Staffelli per Radio 105 - in collegamento video - di valutare quale fosse l'inedito più radiofonico, per poi stilarne una classifica indipendente dalla prima gara.
| Allievo/a  | Inedito            | Team di appartenenza | Giudizio delle radio | Giudizio delle radio    |
| Allievo/a  | Inedito            | Team di appartenenza | Media                | Posizione in classifica |
| ---------- | ------------------ | -------------------- | -------------------- | ----------------------- |
| FEDERICA   | Meno sola          | Arisa                | 7,95                 | 1°                      |
| NDG        | Fuori              | L. Cuccarini         | 7,85                 | 2°                      |
| AARON      | Universale         | R. Zerbi             | 7,83                 | 3°                      |
| WAX        | Turista per sempre | Arisa                | 6,88                 | 4°                      |
| ASCANIO    | Margot             | R. Zerbi             | 6,68                 | 5°                      |
| PICCOLO G  | Più mia            | R. Zerbi             | 6,57                 | 6°                      |
| TOMMY DALI | Male               | R. Zerbi             | 6,5                  | 7°                      |
| CRICCA     | Supereroi          | L. Cuccarini         | 6,5                  | 7°                      |
| NIVEO      | Scarabocchi        | L. Cuccarini         | 6,42                 | 8°                      |

Gara di ballo Improvvisazione con Giulia Pauselli
In puntata viene chiesto a Giulia Pauselli di giudicare tre allieve in una gara di improvvisazione con un oggetto, dimostrata da Samuele Barbetta. La vincitrice aprirà l'evento Effetto Domino il 26 novembre a Roma.
| Allieva   | Improvvisazione             | Oggetti                                       | Team di appartenenza |
| --------- | --------------------------- | --------------------------------------------- | -------------------- |
| MADDALENA | Video Killed the Radio Star | Telecomando, Telefono, Poltrona e Plaid       | E. Lo                |
| LUDOVICA  | Born This Way               | Giacca, Specchio, Appendiabiti e Rossetto     | E. Lo                |
| CLAUDIA   | Sogna, ragazzo sogna        | Girasole, Valigia, Cappello e Bolle di sapone | R. Todaro            |
| VITTORIA  | LUDOVICA                    | LUDOVICA                                      | LUDOVICA             |
| VITTORIA  | MADDALENA                   |                                               |                      |

#### Day-time
Nel day-time di giovedì 17 novembre Claudia esegue il compito assegnato da Alessandra Celentano in settimana.
| Allieva | Esibizione                   | Team di appartenenza | Esito             | Note              |
| ------- | ---------------------------- | -------------------- | ----------------- | ----------------- |
| CLAUDIA | Medley Turning Tables / Numb | R. Todaro            | Mantiene il banco | [ N 15 ] [ N 12 ] |

Niveo e Ramon, risultati ultimi nella classifica stilata dalla Giuria d'eccezione nello speciale pomeridiano di domenica 13 novembre, vengono sottoposti al giudizio delle proprie professoresse di riferimento, le quali, secondo il proprio volere, potranno eliminarli o salvarli.
| Allievo | Team di appartenenza | Esito             | Note     |
| ------- | -------------------- | ----------------- | -------- |
| NIVEO   | L. Cuccarini         | Mantiene il banco | [ N 31 ] |
| RAMON   | A. Celentano         | Mantiene il banco | [ N 31 ] |

### Settimana 10

#### 10ª puntata
Ospiti: Eleonora Abbagnato, Garrison Rochelle, Irma Di Paola, Dardust, Samuele Barbetta, Fabrizio Moro, Federica Gentile
Nella puntata di domenica 20 novembre Mattia ottiene l'esibizione aggiuntiva TIM.
| Allievo | Esibizione | Team di appartenenza | Esito             | Note     |
| ------- | ---------- | -------------------- | ----------------- | -------- |
| MATTIA  | Recovery   | R. Todaro            | Mantiene il banco | [ N 33 ] |

Gara Sfida immediata?
In puntata viene chiesto a Eleonora Abbagnato, Garrison e Irma Di Paola per il ballo e a Dardust per il canto di valutare gli allievi, permettendo così di stilare una classifica. 
| Allievo/a  | Esibizione                      | Team di appartenenza | Esito              | Esito               | Esito                   | Note     |
| Allievo/a  | Esibizione                      | Team di appartenenza | Interno            | Media               | Posizione in classifica | Note     |
| ---------- | ------------------------------- | -------------------- | ------------------ | ------------------- | ----------------------- | -------- |
| MADDALENA  | Eppure sentire (Un senso di te) | E. Lo                | Mantiene il banco  | 8++                 | 1°                      | –        |
| MATTIA     | Medley Dirty Dancing            | R. Todaro            | Mantiene il banco  | 8-                  | 2°                      | –        |
| RAMON      | La sera dei miracoli            | A. Celentano         | Mantiene il banco  | 8-                  | 2°                      | –        |
| GIANMARCO  | Blame It On the Boogie          | A. Celentano         | Mantiene il banco  | 7+                  | 3°                      | –        |
| SAMU       | Boom Boom Pow                   | E. Lo                | Mantiene il banco  | 7-                  | 4°                      | –        |
| MEGAN      | Physical                        | R. Todaro            | Mantiene il banco  | 7--                 | 5°                      | –        |
| RITA       | Tango Argentine                 | A. Celentano         | Mantiene il banco  | 6++                 | 6°                      | –        |
| LUDOVICA   | Me Against The Music            | E. Lo                | Mantiene il banco  | 6++                 | 6°                      | –        |
| CLAUDIA    | Take Me Home                    | R. Todaro            | In sfida immediata | 6++                 | 6°                      | [ N 34 ] |
| SAMUEL     | Falene                          | R. Todaro            | Mantiene il banco  | 6-                  | 7°                      | –        |
| Allievo/a  | Cover                           | Team di appartenenza | Esito              | Esito               | Esito                   | Note     |
| Allievo/a  | Cover                           | Team di appartenenza | Interno            | Giudizio di Dardust | Posizione in classifica | Note     |
| TOMMY DALI | Non lasciarmi cadere            | R. Zerbi             | Mantiene il banco  | 10                  | 1°                      | –        |
| WAX        | C'est la vie                    | Arisa                | Mantiene il banco  | 9,5                 | 2°                      | –        |
| FEDERICA   | Running Up That Hill            | Arisa                | Mantiene il banco  | 9                   | 3°                      | –        |
| PICCOLO G  | Pesto                           | R. Zerbi             | Mantiene il banco  | 9-                  | 4°                      | –        |
| NDG        | !LY                             | L. Cuccarini         | Mantiene il banco  | 8+                  | 5°                      | –        |
| AARON      | Stay                            | R. Zerbi             | Mantiene il banco  | 8                   | 6°                      | –        |
| CRICCA     | Moves like Jagger               | L. Cuccarini         | Mantiene il banco  | 8-                  | 7°                      | –        |
| ASCANIO    | Amarena                         | R. Zerbi             | In sfida immediata | 7+                  | 8°                      | [ N 35 ] |
| NIVEO      | Scrivile scemo                  | L. Cuccarini         | Mantiene il banco  | 6,5                 | 9°                      | –        |

In settimana Alessandra Celentano e Rudy Zerbi propongono alla produzione di mandare in sfida immediata gli ultimi classificati: la proposta viene rifiutata, ma i professori hanno la possibilità di mettere tutti gli allievi in sfida immediata. Si procede quindi con le sfide immediate per sostituzione di Claudia e Ascanio.
| PROVA                                    | CLAUDIA             | ISOBEL  |
| Commissario esterno: Francesca Bernabini |                     |         |
| I                                        | La coda del diavolo | Toxic   |
| VITTORIA                                 | ISOBEL              | CLAUDIA |

| PROVA                                   | ASCANIO          | ANGELINA                   |
| Commissario esterno: Carlo di Francesco |                  |                            |
| I                                       | Nonno Hollywood  | Something                  |
| II                                      | Margot (inedito) | Voglia di vivere (inedito) |
| VITTORIA                                | ANGELINA         | ASCANIO                    |

#### Day-time
Nel day-time di lunedì 21 novembre Maddalena e Piccolo G svolgono i compiti assegnati in settimana rispettivamente da Alessandra Celentano e Arisa.
| Allievo/a | Esibizione           | Team di appartenenza | Esito             | Note     |
| --------- | -------------------- | -------------------- | ----------------- | -------- |
| MADDALENA | Feedback             | E. Lo                | Mantiene il banco | [ N 12 ] |
| PICCOLO G | Volevo un gatto nero | R. Zerbi             | Mantiene il banco | [ N 29 ] |

Sempre in puntata Cricca e Federica presentano i loro inediti a Federica Gentile di Radio Zeta.
| Allievo/a | Inedito   | Team di appartenenza | Esito             | Note     |
| --------- | --------- | -------------------- | ----------------- | -------- |
| CRICCA    | Supereroi | L. Cuccarini         | Mantiene il banco | [ N 30 ] |
| FEDERICA  | Meno sola | Arisa                | Mantiene il banco | [ N 30 ] |

Nel day-time di martedì 22 novembre Angelina e Isobel scelgono il proprio team di riferimento.
| Allieva  | Team di appartenenza | Esito            | Note     |
| -------- | -------------------- | ---------------- | -------- |
| ANGELINA | L. Cuccarini         | Ottiene il banco | [ N 36 ] |
| ISOBEL   | A. Celentano         | Ottiene il banco | [ N 37 ] |

Nel day-time di mercoledì 23 novembre Ludovica esegue il compito assegnatole da Alessandra Celentano.
| Allieva  | Esibizione       | Team di appartenenza | Esito             | Note              |
| -------- | ---------------- | -------------------- | ----------------- | ----------------- |
| LUDOVICA | Bimbi per strada | E. Lo                | Mantiene il banco | [ N 15 ] [ N 12 ] |

### Settimana 11

#### 11ª puntata
Ospiti: Irama, Cristiano Malgioglio, Federica Camba, Nancy Berti, Federica Gentile
Nella puntata di domenica 27 novembre Angelina presenta il suo inedito.
| Allieva  | Inedito          | Team di appartenenza | Esito             | Note     |
| -------- | ---------------- | -------------------- | ----------------- | -------- |
| ANGELINA | Voglia di vivere | L. Cuccarini         | Mantiene il banco | [ N 30 ] |

Gara Chi sarà salvato/a?
In puntata viene chiesto ad Irama, Federica Camba e Cristiano Malgioglio per il canto e a Nancy Berti per il ballo di valutare gli allievi, permettendo così di stilare una classifica. Per provvedimento disciplinare, chi si classifica al di fuori del podio viene sottoposto al giudizio dei professori, che volendo possono metterli in sfida immediata. Isobel e Angelina sono esonerate da tali sfide, in quanto arrivate da poco.
| Allievo/a  | Esibizione                                  | Team di appartenenza | Esito              | Esito                   | Esito                   | Note              |
| Allievo/a  | Esibizione                                  | Team di appartenenza | Interno            | Giudizio di Nancy Berti | Posizione in classifica | Note              |
| ---------- | ------------------------------------------- | -------------------- | ------------------ | ----------------------- | ----------------------- | ----------------- |
| ISOBEL     | Dirrty                                      | A. Celentano         | Mantiene il banco  | 9                       | 1°                      | –                 |
| RAMON      | Variazione Don Quixote - III Atto (Basilio) | A. Celentano         | Mantiene il banco  | 9-                      | 2°                      | –                 |
| SAMU       | Hallelujah                                  | E. Lo                | Mantiene il banco  | 8,5                     | 3°                      | –                 |
| MADDALENA  | Malamente                                   | E. Lo                | Mantiene il banco  | 8+                      | 4°                      | –                 |
| GIANMARCO  | Piccola anima                               | A. Celentano         | In sfida immediata | 8-                      | 5°                      | [ N 39 ]          |
| RITA       | A Little Party Never Killed Nobody          | A. Celentano         | Mantiene il banco  | 7,5                     | 6°                      | [ N 21 ] [ N 40 ] |
| MATTIA     | Hanuman                                     | R. Todaro            | In sfida immediata | 7-                      | 7°                      | [ N 41 ]          |
| SAMUEL     | Piece of Your Heart                         | R. Todaro            | Mantiene il banco  | 6+                      | 8°                      | –                 |
| MEGAN      | Big Black Horse and the Cherry Tree         | R. Todaro            | Mantiene il banco  | 6--                     | 9°                      | –                 |
| LUDOVICA   | Pon de Replay                               | E. Lo                | Mantiene il banco  | 5                       | 10°                     | –                 |
| Allievo/a  | Cover                                       | Team di appartenenza | Esito              | Esito                   | Esito                   | Note              |
| Allievo/a  | Cover                                       | Team di appartenenza | Interno            | Media                   | Posizione in classifica | Note              |
| AARON      | A Change's Gonna Come                       | R. Zerbi             | Mantiene il banco  | 9-                      | 1°                      | –                 |
| ANGELINA   | Se telefonando                              | L. Cuccarini         | Mantiene il banco  | 9--                     | 2°                      | –                 |
| TOMMY DALI | Falling                                     | R. Zerbi             | Mantiene il banco  | 8,5                     | 3°                      | –                 |
| FEDERICA   | Me Too                                      | Arisa                | Mantiene il banco  | 8--                     | 4°                      | –                 |
| NIVEO      | Budapest                                    | L. Cuccarini         | Mantiene il banco  | 7++                     | 5°                      | –                 |
| CRICCA     | Only Love Can Hurt like This                | L. Cuccarini         | Mantiene il banco  | 7+                      | 6°                      | –                 |
| PICCOLO G  | Lo shampoo                                  | R. Zerbi             | Mantiene il banco  | 7-                      | 7°                      | [ N 29 ]          |
| NDG        | Sui muri                                    | L. Cuccarini         | In sfida immediata | 7--                     | 8°                      | [ N 42 ]          |
| WAX        | Vivere                                      | Arisa                | Mantiene il banco  | 6,5                     | 9°                      | –                 |

Si svolgono quindi le sfide immediate di NDG, Gianmarco e Mattia.
| PROVA                                                    | NDG               | MICHELLE            |
| Commissari interni: Rudy Zerbi, Lorella Cuccarini, Arisa |                   |                     |
| I                                                        | Fuori (inedito)   | Saliva              |
| II                                                       | I Hate I Love You | Libellule (inedito) |
| VITTORIA                                                 | NDG               | MICHELLE            |

| PROVA                                                                 | GIANMARCO     | GINEVRA       |
| Commissari interni: Alessandra Celentano, Raimondo Todaro, Emanuel Lo |               |               |
| I                                                                     | Insuperabile  | Mil pasos     |
| VITTORIA                                                              | SFIDA SOSPESA | SFIDA SOSPESA |

| PROVA                                                                 | MATTIA          | SERENA                 |
| Commissari interni: Alessandra Celentano, Raimondo Todaro, Emanuel Lo |                 |                        |
| I                                                                     | Blinding Lights | Niente canzoni d’amore |
| VITTORIA                                                              | MATTIA          | SERENA                 |

#### Day-time
Nel day-time di lunedì 28 novembre Mattia e Ramon eseguono i compiti assegnati in settimana. 
| Allievo | Esibizione         | Team di appartenenza | Esito             | Note     |
| ------- | ------------------ | -------------------- | ----------------- | -------- |
| RAMON   | In the Air Tonight | A. Celentano         | Mantiene il banco | [ N 17 ] |
| MATTIA  | Un giorno credi    | R. Todaro            | Mantiene il banco | [ N 12 ] |

Nella giornata di venerdì 2 dicembre la piattaforma Witty TV pubblica la decisione di Lorella Cuccarini riguardo al provvedimento disciplinare per la mancanza di ordine in casetta, che consiste nel sospendere la maglia ad NDG e Niveo.
| Allievo | Team di appartenenza | Esito            | Note  |
| ------- | -------------------- | ---------------- | ----- |
| NDG     | L. Cuccarini         | Giudizio sospeso | [ 5 ] |
| NIVEO   | L. Cuccarini         | Giudizio sospeso | [ 5 ] |

### Settimana 12

#### 12ª puntata
Ospiti: Il Volo, Anbeta Toromani, Federica Gentile
Nella puntata di domenica 4 dicembre Mattia ottiene l'esibizione aggiuntiva TIM.
| Allievo | Esibizione | Team di appartenenza | Esito             | Note     |
| ------- | ---------- | -------------------- | ----------------- | -------- |
| MATTIA  | Gatúbela   | R. Todaro            | Mantiene il banco | [ N 33 ] |

A seguito della sospensione della sfida per provvedimento disciplinare di Gianmarco, nella puntata del pomeridiano precedente, Alessandra Celentano (la quale ne aveva congelato l'esito) chiede alla produzione di poter fare giudicare la sfida da un commissario esterno. La proposta viene accettata.
| PROVA                                    | GIANMARCO  | GINEVRA                  |
| Commissario esterno: Francesca Bernabini |            |                          |
| I                                        | Non è vero | Il mare calmo della sera |
| VITTORIA                                 | GIANMARCO  | GINEVRA                  |

In seguito si svolge la sfida per provvedimento disciplinare di Samu per volere di Emanuel Lo, che per l'occasione chiede ad Alessandra Celentano di metterlo in sfida. 
| PROVA                                    | SAMU            | LISA           |
| Commissario esterno: Francesca Bernabini |                 |                |
| I                                        | Ni**as in Paris | Dernière danse |
| VITTORIA                                 | SAMU            | LISA           |

In seguito Lorella Cuccarini decide di riconfermare la felpa, precedentemente sospesa per provvedimento disciplinare, a NDG e Niveo.
| Allievo | Team di appartenenza | Esito             |
| ------- | -------------------- | ----------------- |
| NDG     | L. Cuccarini         | Mantiene il banco |
| NIVEO   | L. Cuccarini         | Mantiene il banco |

Gara Premio: Il Capodanno di Canale 5
In puntata viene chiesto al trio Il Volo per il canto e Anbeta Toromani per il ballo di valutare gli allievi, permettendo così di stilare una classifica. I vincitori delle due categorie si esibiranno al concerto di Capodanno in musica a Genova, il 31 dicembre su Canale 5. Per volere di Maria De Filippi e della produzione, i voti dei giudici non vengono mostrati in questa puntata. Gli ultimi classificati sono a rischio eliminazione.
| Allievo/a  | Cover                          | Team di appartenenza | Esito             | Esito                          | Note     |
| Allievo/a  | Cover                          | Team di appartenenza | Interno           | Classifica per Il Volo         | Note     |
| ---------- | ------------------------------ | -------------------- | ----------------- | ------------------------------ | -------- |
| ANGELINA   | Happier Than Ever              | L. Cuccarini         | Mantiene il banco | 1°                             | –        |
| CRICCA     | Happy Ending                   | L. Cuccarini         | Mantiene il banco | 1°                             | –        |
| FEDERICA   | It Don't Matter                | Arisa                | Mantiene il banco | 2°                             | –        |
| AARON      | Crocodile Rock                 | R. Zerbi             | Mantiene il banco | 3°                             | –        |
| WAX        | Sfiorivano le viole            | Arisa                | Mantiene il banco | 4°                             | –        |
| NDG        | The Lazy Song                  | L. Cuccarini         | Mantiene il banco | 5°                             | –        |
| TOMMY DALI | Back to Black                  | R. Zerbi             | Mantiene il banco | 6°                             | –        |
| PICCOLO G  | Nanì                           | R. Zerbi             | Mantiene il banco | 7°                             | –        |
| NIVEO      | Paracetamolo                   | L. Cuccarini         | Mantiene il banco | 8°                             | –        |
| Allievo/a  | Esibizione                     | Team di appartenenza | Esito             | Esito                          | Note     |
| Allievo/a  | Esibizione                     | Team di appartenenza | Interno           | Classifica per Anbeta Toromani | Note     |
| RITA       | My Love                        | A. Celentano         | Mantiene il banco | 1°                             | –        |
| RAMON      | Scream                         | A. Celentano         | Mantiene il banco | 2°                             | –        |
| ISOBEL     | It's a Man's Man's Man's World | A. Celentano         | Mantiene il banco | 3°                             | –        |
| GIANMARCO  | Ta fête                        | A. Celentano         | Mantiene il banco | 4°                             | –        |
| LUDOVICA   | Lose My Breath                 | E. Lo                | Mantiene il banco | 5°                             | –        |
| MATTIA     | Besame mucho                   | R. Todaro            | Mantiene il banco | 6°                             | –        |
| MEGAN      | O forse sei tu                 | R. Todaro            | Mantiene il banco | 7°                             | –        |
| MADDALENA  | La casa dell'amore possibile   | E. Lo                | Mantiene il banco | 8°                             | [ N 44 ] |
| SAMU       | Run Boy Run                    | E. Lo                | Mantiene il banco | 9°                             | –        |
| SAMUEL     | 4 Minutes                      | R. Todaro            | Mantiene il banco | 10°                            | –        |

In seguito alla visione di un filmato dove NDG, Tommy Dali, Piccolo G e Wax escono fuori dalla scuola senza permesso, Lorella Cuccarini decide di risospendere la felpa al suo allievo, mentre Rudy Zerbi, come provvedimento per i suoi allievi, chiede a Lorella Cuccarini di metterli in sfida immediata; inoltre, dovranno scegliere se presentare il loro nuovo inedito o partecipare alla gara sui beat di Dardust.
| Allievo    | Team di appartenenza | Esito              |
| ---------- | -------------------- | ------------------ |
| NDG        | L. Cuccarini         | Giudizio sospeso   |
| TOMMY DALI | R. Zerbi             | In sfida immediata |
| PICCOLO G  | R. Zerbi             | In sfida immediata |

Si prosegue con la sfida immediata a tre di Tommy Dali e Piccolo G.
| PROVA                               | PICCOLO G               | TOMMY DALI | KATE      |
| Commissario esterno: Charlie Rapino |                         |            |           |
| I                                   | Disperato erotico stomp | Jealous    | Rise Up   |
| VITTORIA                            | PICCOLO G               | PICCOLO G  | PICCOLO G |

A questo punto ha inizio una sfida tra Tommy Dali e Kate, al termine della quale si decreterà l'eliminazione definitiva di uno dei due.
| PROVA                               | TOMMY DALI | KATE                |
| Commissario esterno: Charlie Rapino |            |                     |
| I                                   | 5 gocce    | I'd Rather Go Blind |
| VITTORIA                            | TOMMY DALI | KATE                |

#### Day-time
Nel day-time di lunedì 5 dicembre, Rita esegue il compito assegnatole dalla sua professoressa Alessandra Celentano. 
| Allieva | Esibizione | Team di appartenenza | Esito             | Note     |
| ------- | ---------- | -------------------- | ----------------- | -------- |
| RITA    | Bad Vibes  | A. Celentano         | Mantiene il banco | [ N 15 ] |

Samuel e Niveo risultati ultimi nelle classifiche stilate da Anbeta Toromani e Il Volo nello speciale pomeridiano di domenica 4 dicembre, vengono sottoposto al giudizio dei propri professori di riferimento, il quale, secondo il proprio volere, potranno eliminarli o salvarli; allo stesso modo Lorella Cuccarini riconferma la maglia a NDG.
| Allievo | Team di appartenenza | Esito             | Note     |
| ------- | -------------------- | ----------------- | -------- |
| SAMUEL  | R. Todaro            | Mantiene il banco | [ N 31 ] |
| NIVEO   | L. Cuccarini         | Mantiene il banco | [ N 31 ] |
| NDG     | L. Cuccarini         | Mantiene il banco | –        |

Classifiche complessive ballo e canto
Nel day-time di mercoledì 7 dicembre la produzione svela le classifiche complessive di ballo e canto, riguardanti le gare svolte con i giudici esterni, dalla seconda alla dodicesima puntata.
Ballo
| Allievo/a | Team di appartenenza | Esito | Esito                   |
| Allievo/a | Team di appartenenza | Media | Posizione in classifica |
| --------- | -------------------- | ----- | ----------------------- |
| ISOBEL    | A. Celentano         | 8,5   | 1°                      |
| RAMON     | A. Celentano         | 7,73  | 2°                      |
| SAMU      | E. Lo                | 7,66  | 3°                      |
| MADDALENA | E. Lo                | 7,53  | 4°                      |
| GIANMARCO | A. Celentano         | 7,51  | 5°                      |
| MEGAN     | R. Todaro            | 7,3   | 6°                      |
| MATTIA    | R. Todaro            | 7,19  | 7°                      |
| RITA      | A. Celentano         | 7,05  | 8°                      |
| SAMUEL    | R. Todaro            | 6,97  | 9°                      |
| LUDOVICA  | E. Lo                | 6,97  | 9°                      |

Canto
| Allievo/a  | Team di appartenenza | Esito | Esito                   |
| Allievo/a  | Team di appartenenza | Media | Posizione in classifica |
| ---------- | -------------------- | ----- | ----------------------- |
| ANGELINA   | L. Cuccarini         | 8,6   | 1°                      |
| TOMMY DALI | R. Zerbi             | 8,37  | 2°                      |
| FEDERICA   | Arisa                | 8,16  | 3°                      |
| CRICCA     | L. Cuccarini         | 8,13  | 4°                      |
| AARON      | R. Zerbi             | 8,08  | 5°                      |
| WAX        | Arisa                | 7,71  | 6°                      |
| NDG        | L. Cuccarini         | 7,58  | 7°                      |
| PICCOLO G  | R. Zerbi             | 7,32  | 8°                      |
| NIVEO      | L. Cuccarini         | 7     | 9°                      |

### Settimana 13

#### 13ª puntata
Ospiti: Veronica Peparini, Kledi Kadiu, Garrison Rochelle, Emma, Rebecca Staffelli, Achille Lauro
Nella puntata di domenica 11 dicembre Samu esegue il compito assegnato da Alessandra Celentano; Mattia ottiene l'esibizione aggiuntiva TIM.
| Allievo | Esibizione     | Team di appartenenza | Esito             | Note     |
| ------- | -------------- | -------------------- | ----------------- | -------- |
| SAMU    | Feeling Good   | E. Lo                | Mantiene il banco | [ N 12 ] |
| MATTIA  | Swing the Mood | R. Todaro            | Mantiene il banco | [ N 33 ] |

Gara Premio
In puntata viene chiesto a Veronica Peparini, Kledi e Garrison per il ballo e ad Emma per il canto di valutare gli allievi, permettendo così di stilare una classifica. Coloro che si posizionano nel podio della gara canto hanno l'opportunità di presentare il loro nuovo inedito da alcuni esponenti della musica italiana (Takagi & Ketra, Zef, Merk & Kremont, Katoo, Davide Simonetta, Michelangelo, Room9); chi conquista il podio ballo ottiene la possibilità di accedere ad un'audizione per un videoclip del World of Dance. Accanto alla Giuria è presente anche Rebecca Staffelli, che valuta l'impatto radiofonico dei nuovi inediti presentati senza influire sulla classifica.
| Allievo/a  | Esibizione                                       | Team di appartenenza | Esito             | Esito                                              | Note     |
| Allievo/a  | Esibizione                                       | Team di appartenenza | Interno           | Classifica per Veronica Peparini, Kledi e Garrison | Note     |
| ---------- | ------------------------------------------------ | -------------------- | ----------------- | -------------------------------------------------- | -------- |
| ISOBEL     | Cuore                                            | A. Celentano         | Mantiene il banco | 1°                                                 | [ N 45 ] |
| GIANMARCO  | How Long                                         | A. Celentano         | Mantiene il banco | 2°                                                 | [ N 45 ] |
| RAMON      | Variazione Lago dei cigni - Atto III (Siegfried) | A. Celentano         | Mantiene il banco | 3°                                                 | [ N 45 ] |
| MADDALENA  | Ho perso il mio amore                            | E. Lo                | Mantiene il banco | 4°                                                 | –        |
| MEGAN      | Naughty Girl                                     | R. Todaro            | Mantiene il banco | 5°                                                 | –        |
| SAMU       | Aldo ritmo                                       | E. Lo                | Mantiene il banco | 6°                                                 | –        |
| SAMUEL     | Diamonds                                         | R. Todaro            | Mantiene il banco | 7°                                                 | –        |
| LUDOVICA   | Come, come                                       | E. Lo                | Mantiene il banco | 8°                                                 | –        |
| MATTIA     | Take You Dancing                                 | R. Todaro            | Mantiene il banco | 9°                                                 | –        |
| RITA       | Smells like Teen Spirit                          | A. Celentano         | Mantiene il banco | 10°                                                | –        |
| Allievo/a  | Inedito                                          | Team di appartenenza | Esito             | Esito                                              | Note     |
| Allievo/a  | Inedito                                          | Team di appartenenza | Interno           | Classifica per Emma                                | Note     |
| ANGELINA   | Voglia di vivere                                 | L. Cuccarini         | Mantiene il banco | 1°                                                 | –        |
| CRICCA     | Se mi guardi così                                | L. Cuccarini         | Mantiene il banco | 2°                                                 | –        |
| PICCOLO G  | Acquario                                         | R. Zerbi             | Mantiene il banco | 3°                                                 | –        |
| WAX        | Storie                                           | Arisa                | Mantiene il banco | 4°                                                 | –        |
| AARON      | Baciami e ballami                                | R. Zerbi             | Mantiene il banco | 5°                                                 | –        |
| NDG        | Perdonami                                        | L. Cuccarini         | Mantiene il banco | 6°                                                 | –        |
| FEDERICA   | 26 modi                                          | Arisa                | Mantiene il banco | 7°                                                 | –        |
| TOMMY DALI | Finisce bene                                     | R. Zerbi             | Mantiene il banco | 8°                                                 | –        |
| NIVEO      | Sui sedili della metro                           | L. Cuccarini         | Mantiene il banco | 9°                                                 | –        |

In settimana, Alessandra Celentano propone l'eliminazione diretta per l'ultimo allievo nella classifica generale di ballo. La proposta viene inizialmente rifiutata dagli altri professori, ma la produzione rivela comunque la classifica ottenuta dalla media delle gare precedenti, tra cui l'ultima appena conclusa: Emanuel Lo decide quindi di eliminare Ludovica. 
| Allievo/a | Team di appartenenza | Esito             | Esito                            |
| Allievo/a | Team di appartenenza | Interno           | Posizione in classifica generale |
| --------- | -------------------- | ----------------- | -------------------------------- |
| ISOBEL    | A. Celentano         | Mantiene il banco | 1°                               |
| RAMON     | A. Celentano         | Mantiene il banco | 2°                               |
| SAMU      | E. Lo                | Mantiene il banco | 3°                               |
| GIANMARCO | A. Celentano         | Mantiene il banco | 4°                               |
| MADDALENA | E. Lo                | Mantiene il banco | 5°                               |
| MEGAN     | R. Todaro            | Mantiene il banco | 6°                               |
| MATTIA    | R. Todaro            | Mantiene il banco | 7°                               |
| SAMUEL    | R. Todaro            | Mantiene il banco | 8°                               |
| RITA      | A. Celentano         | Mantiene il banco | 8°                               |
| LUDOVICA  | E. Lo                | Eliminata         | 9°                               |

Sempre per richiesta della stessa Alessandra Celentano, viene chiesta l'abolizione dell'ottenimento del banco del pubblico. La proposta viene appoggiata dagli altri professori e accettata dalla produzione: Ludovica deve quindi abbandonare definitivamente la scuola.

#### Day-time
Nel day-time di lunedì 12 dicembre Rudy Zerbi propone l'eliminazione diretta per l'ultimo allievo nella classifica generale di canto aggiornata all'ultimo speciale pomeridiano.
| Allievo/a  | Team di appartenenza | Esito             | Esito                            |
| Allievo/a  | Team di appartenenza | Interno           | Posizione in classifica generale |
| ---------- | -------------------- | ----------------- | -------------------------------- |
| ANGELINA   | L. Cuccarini         | Mantiene il banco | 1°                               |
| TOMMY DALI | R. Zerbi             | Mantiene il banco | 2°                               |
| CRICCA     | L. Cuccarini         | Mantiene il banco | 3°                               |
| FEDERICA   | Arisa                | Mantiene il banco | 4°                               |
| AARON      | R. Zerbi             | Mantiene il banco | 5°                               |
| WAX        | Arisa                | Mantiene il banco | 6°                               |
| NDG        | L. Cuccarini         | Mantiene il banco | 7°                               |
| PICCOLO G  | R. Zerbi             | Mantiene il banco | 8°                               |
| NIVEO      | L. Cuccarini         | Mantiene il banco | 9°                               |

### Settimana 14

#### 14ª puntata
Ospiti: Annalisa, Stash Fiordispino, Enrico Nigiotti, Fabrizio Mainini
Nella puntata di domenica 18 dicembre Piccolo G presenta il suo inedito prodotto dal produttore Zef, mentre Mattia ottiene l'esibizione aggiuntiva TIM.
Sempre in puntata Lorella Cuccarini, Raimondo Todaro ed Emanuel Lo presentano Guera, Aurora e Vanessa, tre ragazze conosciute ai casting, annunciando la possibilità di procedere per sostituzione o sfida: a tal proposito, Raimondo Todaro ed Emanuel Lo chiedono rispettivamente a Samuel e Gianmarco e a Megan e Rita di riesibirsi.
| Allievo/a | Esibizione            | Team di appartenenza | Esito             | Note     |
| --------- | --------------------- | -------------------- | ----------------- | -------- |
| PICCOLO G | Acquario (inedito)    | R. Zerbi             | Mantiene il banco | [ N 30 ] |
| MATTIA    | Libertango            | R. Todaro            | Mantiene il banco | [ N 33 ] |
| SAMUEL    | Mentre ti spoglio     | R. Todaro            | Mantiene il banco | [ N 23 ] |
| GIANMARCO | They Don't Want Music | A. Celentano         | Mantiene il banco | [ N 46 ] |
| MEGAN     | L'eccezione           | R. Todaro            | Mantiene il banco | [ N 47 ] |
| RITA      | Vento di passioni     | A. Celentano         | Mantiene il banco | [ N 47 ] |

Gara Premio: Esibizione Concerto Elisa
In puntata viene chiesto ad Annalisa, Stash Fiordispino ed Enrico Nigiotti per il canto e a Fabrizio Mainini per il ballo di valutare gli allievi, permettendo così di stilare una classifica. Per i cantanti la prova consiste nel riarrangiare una cover a scelta, mentre i ballerini si sono autocoreografati.
Chi si posiziona al primo posto delle classifiche si esibirà al concerto di Elisa all'Auditorium Parco della Musica di Roma il 28 e il 29 dicembre; in caso di parità si procederà per spareggio. 
| Allievo/a  | Esibizione                                   | Team di appartenenza | Esito             | Esito                                             |
| Allievo/a  | Esibizione                                   | Team di appartenenza | Interno           | Classifica per Fabrizio Mainini                   |
| ---------- | -------------------------------------------- | -------------------- | ----------------- | ------------------------------------------------- |
| ISOBEL     | Take Me to Church                            | A. Celentano         | Mantiene il banco | 1°                                                |
| RAMON      | The Nutcracker Dance of the Sugar Plum Fairy | A. Celentano         | Mantiene il banco | 2°                                                |
| SAMU       | Che cosa c'è                                 | E. Lo                | Mantiene il banco | 3°                                                |
| MEGAN      | Crazy in Love                                | R. Todaro            | Mantiene il banco | 4°                                                |
| MADDALENA  | Le tasche piene di sassi                     | E. Lo                | Mantiene il banco | 5°                                                |
| GIANMARCO  | Disco (I Love It)                            | A. Celentano         | Mantiene il banco | 6°                                                |
| MATTIA     | On the Floor                                 | R. Todaro            | Mantiene il banco | 7°                                                |
| RITA       | Gli uomini non cambiano                      | A. Celentano         | Mantiene il banco | 8°                                                |
| SAMUEL     | Tutte le cose che io so                      | R. Todaro            | Mantiene il banco | 9°                                                |
| Allievo/a  | Cover                                        | Team di appartenenza | Esito             | Esito                                             |
| Allievo/a  | Cover                                        | Team di appartenenza | Interno           | Classifica per Annalisa, Stash ed Enrico Nigiotti |
| ANGELINA   | Azzurro                                      | L. Cuccarini         | Mantiene il banco | 1°                                                |
| WAX        | Amorfoda                                     | Arisa                | Mantiene il banco | 1°                                                |
| CRICCA     | Everybody                                    | L. Cuccarini         | Mantiene il banco | 2°                                                |
| NDG        | Sei bellissima                               | L. Cuccarini         | Mantiene il banco | 3°                                                |
| PICCOLO G  | Ancora tu                                    | R. Zerbi             | Mantiene il banco | 4°                                                |
| TOMMY DALI | Moth to a Flame                              | R. Zerbi             | Mantiene il banco | 5°                                                |
| AARON      | Vivere o niente                              | R. Zerbi             | Mantiene il banco | 6°                                                |
| FEDERICA   | Zombie                                       | Arisa                | Mantiene il banco | 7°                                                |
| NIVEO      | Coraline                                     | L. Cuccarini         | Mantiene il banco | 8°                                                |

Si svolge quindi lo spareggio tra Wax e Angelina, giudicata dall'intera commissione dei professori (ballo e canto).
Legenda:
 Preferenza del/la professore/ssa 

| Allievo/a | Esibizione                    | Giudizio Professori | Giudizio Professori | Giudizio Professori | Giudizio Professori | Giudizio Professori | Giudizio Professori |
| Allievo/a | Esibizione                    | R. Zerbi            | L. Cuccarini        | Arisa               | A. Celentano        | R. Todaro           | E. Lo               |
| --------- | ----------------------------- | ------------------- | ------------------- | ------------------- | ------------------- | ------------------- | ------------------- |
| WAX       | Tous les mêmes                |                     |                     |                     |                     |                     |                     |
| ANGELINA  | (I Can't Get No) Satisfaction |                     |                     |                     |                     |                     |                     |
| VITTORIA  | ANGELINA                      | ANGELINA            | ANGELINA            | ANGELINA            | ANGELINA            | ANGELINA            | ANGELINA            |

### Settimana 15

#### 15ª puntata
Ospiti: Ermal Meta, Fiorella Mannoia, Beppe Vessicchio, Rossella Brescia, Rebecca Staffelli, AKA 7even, Dardust
Con la puntata di domenica 8 gennaio inizia la corsa verso il serale e, così come le scorse edizioni, non vi è più un numero limitato di posti per l'accesso. A differenza delle precedenti due edizioni, gli allievi fino all'ultima puntata del pomeridiano dovranno confermare la loro permanenza, mentre il loro accesso al serale avverrà solo sotto giudizio diretto del proprio professore, dopo il piazzamento in prima posizione nella gara di puntata o per volontà dello/a stesso/a.
Viene mostrata anche per la prima volta ai ragazzi una compilation contenente tutti gli inediti dei cantanti in gara, intitolata Amici Full Out, disponibile in pre-ordine, in versione autografata da ognuno di loro, a partire dall'8 gennaio 2023.
Nella stessa puntata Mattia ottiene l'esibizione aggiuntiva TIM.
| Allievo | Esibizione | Team di appartenenza | Esito                             | Note     |
| ------- | ---------- | -------------------- | --------------------------------- | -------- |
| MATTIA  | Caruso     | R. Todaro            | Continua la corsa verso il serale | [ N 33 ] |

Sempre in puntata Guera, Vanessa ed Eleonora, allieve notate dai professori durante i casting, si sottopongono al giudizio dei professori, che tramite un Sì o un No, devono votare per l'assegnazione del banco diretto, che a maggioranza può essere assegnato.
Legenda:
 Banco diretto Sì 
 Banco diretto No 
N.D. Il/la professore(ssa) non esprime la propria preferenza 
| Allieva  | Esibizione                     | Team di assegnazione | Giudizio Professori | Giudizio Professori | Giudizio Professori | Giudizio Professori | Giudizio Professori | Giudizio Professori | Esito            | Note     |
| Allieva  | Esibizione                     | Team di assegnazione | R. Zerbi            | L. Cuccarini        | Arisa               | A. Celentano        | R. Todaro           | E. Lo               | Esito            | Note     |
| -------- | ------------------------------ | -------------------- | ------------------- | ------------------- | ------------------- | ------------------- | ------------------- | ------------------- | ---------------- | -------- |
| GUERA    | Come suona la stanza (inedito) | L. Cuccarini         |                     | N.D.                |                     |                     |                     |                     | Ottiene il banco | [ N 48 ] |
| VANESSA  | Up                             | E. Lo                |                     | N.D.                |                     |                     |                     |                     | Ottiene il banco | [ N 48 ] |
| ELEONORA | Bella ciao                     | R. Todaro            | N.D.                |                     | -                   |                     |                     |                     | Ottiene il banco |          |

Classifica dei voti prof ballo
In puntata, dopo la richiesta di Alessandra Celentano, viene mostrata la classifica ottenuta dalla media dei voti dei professori dati durante le settimane precedenti. A seguito del piazzamento in ultima posizione, la stessa A. Celentano decide di eliminare Rita. 
| Allievo/a | Team di appartenenza | Esito                             | Esito                            | Esito                            |
| Allievo/a | Team di appartenenza | Interno                           | Posizione in classifica generale | Posizione in classifica generale |
| --------- | -------------------- | --------------------------------- | -------------------------------- | -------------------------------- |
| ISOBEL    | A. Celentano         | Continua la corsa verso il serale | 1°                               | 1°                               |
| SAMU      | E. Lo                | Continua la corsa verso il serale | 2°                               | 2°                               |
| MATTIA    | R. Todaro            | Continua la corsa verso il serale | 3°                               | 3°                               |
| RAMON     | A. Celentano         | Continua la corsa verso il serale | 4°                               | 4°                               |
| MADDALENA | E. Lo                | Continua la corsa verso il serale | 5°                               | 5°                               |
| MEGAN     | R. Todaro            | Continua la corsa verso il serale | 6°                               | 6°                               |
| SAMUEL    | R. Todaro            | Continua la corsa verso il serale | 7°                               | 7°                               |
| GIANMARCO | A. Celentano         | Continua la corsa verso il serale | 7°                               | 7°                               |
| RITA      | A. Celentano         | Eliminata                         | 7°                               | 7°                               |

Classifica dei voti prof canto
Rudy Zerbi avanza la stessa proposta: adducendo a scarsi risultati ottenuti con lo streaming, decide di mandare Cricca in sfida immediata.
| Allievo/a  | Team di appartenenza | Esito                             | Esito                            | Esito                             |
| Allievo/a  | Team di appartenenza | Interno                           | Posizione in classifica generale | Posizione in classifica streaming |
| ---------- | -------------------- | --------------------------------- | -------------------------------- | --------------------------------- |
| ANGELINA   | L. Cuccarini         | Continua la corsa verso il serale | 1°                               | N.C.                              |
| TOMMY DALI | R. Zerbi             | Continua la corsa verso il serale | 2°                               | 5°                                |
| FEDERICA   | Arisa                | Continua la corsa verso il serale | 3°                               | 7°                                |
| AARON      | R. Zerbi             | Continua la corsa verso il serale | 4°                               | 2°                                |
| WAX        | Arisa                | Continua la corsa verso il serale | 5°                               | 1°                                |
| PICCOLO G  | R. Zerbi             | Continua la corsa verso il serale | 6°                               | 6°                                |
| CRICCA     | L. Cuccarini         | In sfida immediata                | 7°                               | 8°                                |
| NDG        | L. Cuccarini         | Continua la corsa verso il serale | 8°                               | 4°                                |
| NIVEO      | L. Cuccarini         | Continua la corsa verso il serale | 9°                               | 3°                                |

Si procede quindi con la sfida immediata di Cricca richiesta da Rudy Zerbi.
| PROVA                              | CRICCA                      | JORE              |
| Commissario esterno: Sara Andreani |                             |                   |
| I                                  | Supereroi (inedito)         | Solo tu (inedito) |
| II                                 | Se mi guardi così (inedito) | 24/7 (inedito)    |
| VITTORIA                           | JORE                        | CRICCA            |

Gara Premio: Possibilità di accesso al serale
In puntata viene chiesto ad Ermal Meta, Fiorella Mannoia e Beppe Vessicchio per il canto e a Rossella Brescia per il ballo di valutare gli allievi, permettendo così di stilare una classifica. I primi classificati di entrambe le gare hanno la possibilità di sostenere una prova aggiuntiva, che garantirebbe l'accesso immediato al serale.
| Allievo/a  | Esibizione             | Team di appartenenza | Esito                             | Esito                                                          |
| Allievo/a  | Esibizione             | Team di appartenenza | Interno                           | Classifica per Rossella Brescia                                |
| ---------- | ---------------------- | -------------------- | --------------------------------- | -------------------------------------------------------------- |
| MADDALENA  | Niente canzoni d'amore | E. Lo                | Candidata ad accedere al serale   | 1°                                                             |
| RAMON      | A L I                  | A. Celentano         | Continua la corsa verso il serale | N.D.                                                           |
| ISOBEL     | Bleeding Love          | A. Celentano         | Continua la corsa verso il serale | N.D.                                                           |
| SAMU       | Yeah!                  | E. Lo                | Continua la corsa verso il serale | 4°                                                             |
| MEGAN      | Pummarola Black        | R. Todaro            | Continua la corsa verso il serale | 5°                                                             |
| GIANMARCO  | Too Good at Goodbyes   | A. Celentano         | Continua la corsa verso il serale | 6°                                                             |
| MATTIA     | Camera 209             | R. Todaro            | Continua la corsa verso il serale | 7°                                                             |
| SAMUEL     | LaLa Song              | R. Todaro            | Continua la corsa verso il serale | 8°                                                             |
| Allievo/a  | Inedito                | Team di appartenenza | Esito                             | Esito                                                          |
| Allievo/a  | Inedito                | Team di appartenenza | Interno                           | Classifica per Ermal Meta, Fiorella Mannoia e Beppe Vessicchio |
| ANGELINA   | Voglia di vivere       | L. Cuccarini         | Candidata ad accedere al serale   | 1°                                                             |
| AARON      | Baciami e ballami      | R. Zerbi             | Continua la corsa verso il serale | 2°                                                             |
| NIVEO      | Sui sedili della metro | L. Cuccarini         | Continua la corsa verso il serale | 3°                                                             |
| TOMMY DALI | Finisce bene           | R. Zerbi             | Continua la corsa verso il serale | 4°                                                             |
| PICCOLO G  | Acquario               | R. Zerbi             | Continua la corsa verso il serale | 5°                                                             |
| NDG        | Perdonami              | L. Cuccarini         | Continua la corsa verso il serale | 6°                                                             |
| FEDERICA   | 26 modi                | Arisa                | Continua la corsa verso il serale | 7°                                                             |

Maddalena sostiene quindi la prova di accesso al serale, di fronte al proprio professore di riferimento.
| Allieva   | Esibizione      | Team di appartenenza | Esito                             |
| --------- | --------------- | -------------------- | --------------------------------- |
| MADDALENA | Sorry Not Sorry | E. Lo                | Continua la corsa verso il serale |

In seguito anche Angelina si presenta davanti alla propria professoressa di riferimento, che può consegnarle la felpa direttamente o farle proseguire la corsa al serale. Successivamente, Alessandra Celentano decide invece di assegnare direttamente la maglia del serale a Ramon.
| Allieva  | Team di appartenenza | Esito                             |
| -------- | -------------------- | --------------------------------- |
| ANGELINA | L. Cuccarini         | Continua la corsa verso il serale |
| RAMON    | A. Celentano         | Accede al serale                  |

Gara di canto Creatività con Dardust
In puntata viene chiesto a Dardust di scegliere il vincitore della gara sulla scrittura di un inedito su delle basi prodotte dallo stesso, in modo da produrre il pezzo migliore.
| Allievo/a | Inedito                              | Team di appartenenza |
| --------- | ------------------------------------ | -------------------- |
| FEDERICA  | Beat #1: Drum in the Week Domani     | Arisa                |
| NDG       | Beat #2: Urban Funk Voglio di più    | L. Cuccarini         |
| WAX       | Beat #3: Sparks Ballerine e guantoni | Arisa                |
| VITTORIA  | WAX                                  | WAX                  |

### Settimana 16

#### 16ª puntata
Ospiti: Garrison Rochelle, Irma Di Paola, Federico Leli, Alessandro Cattelan, Rita Pompili, Giuseppe Canale, Deddy
Nella puntata di domenica 15 gennaio Mattia e Samuel eseguono i compiti assegnati da A. Celentano, in più il primo ottiene anche l'esibizione aggiuntiva TIM, mentre Ramon riconferma la maglia del serale.
| Allievo | Esibizione             | Team di appartenenza | Esito                             | Note     | Note     |
| ------- | ---------------------- | -------------------- | --------------------------------- | -------- | -------- |
| MATTIA  | The Plaza of Execution | R. Todaro            | Continua la corsa verso il serale | [ N 12 ] | [ N 33 ] |
| SAMUEL  | Photograph             | R. Todaro            | Continua la corsa verso il serale | [ N 12 ] | –        |
| RAMON   | Domani torno           | A. Celentano         | Conferma l'accesso al serale      | –        | –        |

In puntata viene fatto riferimento ad un episodio grave avvenuto in casetta nella notte di Capodanno, e di conseguenza viene presa una decisione su alcuni allievi:
- Tommy Dali viene direttamente eliminato per volere di R. Zerbi.
- Guera, Maddalena, Wax, NDG e Samu affronteranno una sfida immediata.

| Allievo/a  | Team di riferimento | Esito                                   |
| ---------- | ------------------- | --------------------------------------- |
| GUERA      | L. Cuccarini        | In sfida per provvedimento disciplinare |
| NDG        | L. Cuccarini        | In sfida per provvedimento disciplinare |
| WAX        | Arisa               | In sfida per provvedimento disciplinare |
| MADDALENA  | E. Lo               | In sfida per provvedimento disciplinare |
| SAMU       | E. Lo               | In sfida per provvedimento disciplinare |
| TOMMY DALI | R. Zerbi            | Eliminato                               |

Si procede quindi svolgendo le sfide immediate. 
| PROVA                                    | SAMU                                   | PAKY                                   |
| Commissario esterno: Francesca Bernabini |                                        |                                        |
| I                                        | Ain't Nobody                           | Scream                                 |
| II                                       | Battle Freestyle In da Club / SexyBack | Battle Freestyle In da Club / SexyBack |
| VITTORIA                                 | SFIDA SOSPESA                          | SFIDA SOSPESA                          |

Per la sfida di Guera la produzione aveva scelto un'altra sfidante, ma dopo una richiesta da parte di L. Cuccarini alla produzione, viene data la possibilità a Cricca di svolgere la sfida con il parere favorevole dell'intero corpo docente.
| PROVA                               | GUERA                          | CRICCA                      |
| Commissario esterno: Paolo Giordano |                                |                             |
| I                                   | Come suona la stanza (inedito) | Se mi guardi così (inedito) |
| VITTORIA                            | CRICCA                         | GUERA                       |

Si procede svolgendo le restanti sfide immediate.
| PROVA                                  | MADDALENA | MARTINA |
| Commissario esterno: Garrison Rochelle |           |         |
| I                                      | Acapella  | Voilà   |
| VITTORIA                               | MADDALENA | MARTINA |

| PROVA                             | NDG              | PATRICK            |
| Commissario esterno: Luca Dondoni |                  |                    |
| I                                 | La mia signorina | Io che amo solo te |
| VITTORIA                          | NDG              | PATRICK            |

| PROVA                               | WAX          | PANDAX   |
| Commissario esterno: Federica Camba |              |          |
| I                                   | E penso a te | Lucciole |
| VITTORIA                            | WAX          | PANDAX   |

Nonostante la vittoria delle sfide Maddalena, Wax ed NDG sono costretti ad abbandonare lo studio e rientrare in casetta; stesso discorso vale anche per Samu con la sfida sospesa dal commissario esterno.
Gara Premio: Possibilità di accesso al serale
In puntata viene chiesto ad Alessandro Cattelan per il canto e Garrison, Irma Di Paola e Federico Leli per il ballo di valutare gli allievi, permettendo così di stilare una classifica. I primi classificati di entrambe le gare hanno la possibilità di sostenere una prova aggiuntiva, che garantirebbe l'accesso immediato al serale. 
| Allievo/a | Inedito                     | Team di appartenenza | Esito                             | Esito                                                  |
| Allievo/a | Inedito                     | Team di appartenenza | Interno                           | Classifica per Alessandro Cattelan                     |
| --------- | --------------------------- | -------------------- | --------------------------------- | ------------------------------------------------------ |
| ANGELINA  | Voglia di vivere            | L. Cuccarini         | Candidata ad accedere al serale   | 1°                                                     |
| JORE      | Solo tu                     | R. Zerbi             | Continua la corsa verso il serale | 2°                                                     |
| FEDERICA  | 26 modi                     | Arisa                | Continua la corsa verso il serale | 3°                                                     |
| AARON     | Baciami e ballami           | R. Zerbi             | Continua la corsa verso il serale | 4°                                                     |
| NIVEO     | Sui sedili della metro      | L. Cuccarini         | Continua la corsa verso il serale | 5°                                                     |
| PICCOLO G | Acquario                    | R. Zerbi             | Continua la corsa verso il serale | 6°                                                     |
| Allievo/a | Esibizione                  | Team di appartenenza | Esito                             | Esito                                                  |
| Allievo/a | Esibizione                  | Team di appartenenza | Interno                           | Classifica per Garrison, Irma Di Paola e Federico Leli |
| ISOBEL    | I Wanna Dance with Somebody | A. Celentano         | Candidata ad accedere al serale   | 1°                                                     |
| MEGAN     | Jerusalema                  | R. Todaro            | Continua la corsa verso il serale | 2º                                                     |
| GIANMARCO | September                   | A. Celentano         | Continua la corsa verso il serale | 3º                                                     |
| SAMUEL    | Sign of the Times           | R. Todaro            | Continua la corsa verso il serale | 4°                                                     |
| VANESSA   | Questions                   | E. Lo                | Continua la corsa verso il serale | 5°                                                     |
| MATTIA    | Eso beso                    | R. Todaro            | Continua la corsa verso il serale | 5°                                                     |
| ELEONORA  | Ginza                       | R. Todaro            | Continua la corsa verso il serale | 6°                                                     |

Angelina si presenta davanti alla propria professoressa di riferimento, che può assegnarle la maglia del serale direttamente o farle proseguire la corsa al serale. 
| Allieva  | Esibizione           | Team di appartenenza | Esito                             | Note     |
| -------- | -------------------- | -------------------- | --------------------------------- | -------- |
| ANGELINA | Il bacio sulla bocca | L. Cuccarini         | Continua la corsa verso il serale | [ N 23 ] |

In seguito anche Isobel si presenta davanti alla propria professoressa che può decidere se assegnarle direttamente la maglia del serale.
| Allievo/a | Team di appartenenza | Esito                             |
| --------- | -------------------- | --------------------------------- |
| ISOBEL    | A. Celentano         | Continua la corsa verso il serale |

### Settimana 17

#### 17ª puntata
Ospiti: Riccardo Cocchi, Virna Toppi, Francesco Mariottini, Gerry Scotti, Giacomo Triglia, Garrison Rochelle, Ernia
Nella puntata di domenica 22 gennaio Mattia ottiene l'esibizione aggiuntiva TIM.
| Allievo | Esibizione | Team di appartenenza | Esito                             | Note     |
| ------- | ---------- | -------------------- | --------------------------------- | -------- |
| MATTIA  | Titanium   | R. Todaro            | Continua la corsa verso il serale | [ N 33 ] |

La puntata prosegue con la sfida per provvedimento disciplinare di Samu richiesta dalla produzione, sospesa la settimana precedente.
| PROVA                                    | SAMU                                | PAKY                                |
| Commissario esterno: Francesca Bernabini |                                     |                                     |
| I                                        | Comparata BALLO LoveStoned          | Comparata BALLO LoveStoned          |
| II                                       | Comparata BALLO Hold Back the River | Comparata BALLO Hold Back the River |
| VITTORIA                                 | SFIDA ANNULLATA                     | SFIDA ANNULLATA                     |

A. Celentano decide di sospendere la sfida tra Samu e Paky per dare direttamente un banco a quest'ultimo; Samu dovrà quindi affrontare un'ulteriore sfida. 
| Allievo | Team di assegnazione | Esito            |
| ------- | -------------------- | ---------------- |
| PAKY    | A. Celentano         | Ottiene il banco |

Gara Premio: Possibilità di accesso al serale
In puntata viene chiesto a Gerry Scotti per il canto ed a Riccardo Cocchi, Virna Toppi e Francesco Mariottini per il ballo di valutare gli allievi, permettendo così di stilare una classifica. I primi classificati di entrambe le gare hanno la possibilità di sostenere una prova aggiuntiva, che garantirebbe l'accesso immediato al serale.
| Allievo/a | Cover                    | Team di appartenenza | Esito                             | Esito                                                              |
| Allievo/a | Cover                    | Team di appartenenza | Interno                           | Classifica per Gerry Scotti                                        |
| --------- | ------------------------ | -------------------- | --------------------------------- | ------------------------------------------------------------------ |
| AARON     | Iris                     | R. Zerbi             | Candidato ad accedere al serale   | 1°                                                                 |
| ANGELINA  | Eye in the Sky           | L. Cuccarini         | Continua la corsa verso il serale | 2°                                                                 |
| CRICCA    | Spaccacuore              | L. Cuccarini         | Continua la corsa verso il serale | 3°                                                                 |
| FEDERICA  | Chiamami ancora amore    | Arisa                | Continua la corsa verso il serale | 4°                                                                 |
| JORE      | Mi fido di te            | R. Zerbi             | Continua la corsa verso il serale | 5°                                                                 |
| NDG       | Get Lucky                | L. Cuccarini         | Continua la corsa verso il serale | 6°                                                                 |
| NIVEO     | 7000 caffè               | L. Cuccarini         | Continua la corsa verso il serale | 7°                                                                 |
| WAX       | Vengo anch'io            | Arisa                | Continua la corsa verso il serale | 7°                                                                 |
| PICCOLO G | Fuori dal tunnel         | R. Zerbi             | Continua la corsa verso il serale | 8°                                                                 |
| Allievo/a | Esibizione               | Team di appartenenza | Esito                             | Esito                                                              |
| Allievo/a | Esibizione               | Team di appartenenza | Interno                           | Classifica per Riccardo Cocchi, Virna Toppi e Francesco Mariottini |
| ISOBEL    | She Wants to Move        | A. Celentano         | Candidata ad accedere al serale   | 1°                                                                 |
| MATTIA    | Trumpets                 | R. Todaro            | Continua la corsa verso il serale | 2º                                                                 |
| SAMUEL    | PamPamPamPamPamPamPamPam | R. Todaro            | Continua la corsa verso il serale | 3º                                                                 |
| MADDALENA | Hands to Myself          | E. Lo                | Continua la corsa verso il serale | 4°                                                                 |
| SAMU      | Hasta la vista           | E. Lo                | Continua la corsa verso il serale | 5°                                                                 |
| ELEONORA  | Maria Maria              | R. Todaro            | Continua la corsa verso il serale | 6°                                                                 |
| MEGAN     | Freedom                  | R. Todaro            | Continua la corsa verso il serale | 7°                                                                 |
| VANESSA   | Lose Control             | E. Lo                | Continua la corsa verso il serale | 8°                                                                 |

Gianmarco è assente in puntata, per motivi di salute, ma continua comunque la propria corsa al serale.
| Allievo   | Team di appartenenza | Esito                             |
| --------- | -------------------- | --------------------------------- |
| GIANMARCO | A. Celentano         | Continua la corsa verso il serale |

Isobel e Aaron si presentano quindi davanti ai loro professori di riferimento, che potranno assegnare loro la maglia del serale.
| Allievo/a | Esibizione            | Team di appartenenza | Esito                             |
| --------- | --------------------- | -------------------- | --------------------------------- |
| ISOBEL    | Unstoppable           | A. Celentano         | Accede al serale                  |
| ISOBEL    | La gatta sul tetto    | A. Celentano         | Accede al serale                  |
| ISOBEL    | Improvvisazione Hello | A. Celentano         | Accede al serale                  |
| AARON     | Purple Rain           | R. Zerbi             | Continua la corsa verso il serale |

Gara di canto Torneo Inediti: Chi vincerà il videoclip? con Giacomo Triglia
In puntata viene chiesto ai ragazzi di votare 2 allievi: Federica e Cricca e Angelina (a pari merito) partecipano insieme ad Aaron, vincitore della gara precedente, ad una gara sui propri inediti giudicata da Giacomo Triglia. Il vincitore avrà la possibilità di registrare il videoclip del proprio inedito.
| Allievo/a | Inedito           | Team di appartenenza |
| --------- | ----------------- | -------------------- |
| AARON     | Baciami e ballami | R. Zerbi             |
| FEDERICA  | 26 modi           | Arisa                |
| CRICCA    | Se mi guardi così | L. Cuccarini         |
| ANGELINA  | Voglia di vivere  | L. Cuccarini         |
| VITTORIA  | CRICCA            | CRICCA               |

Gara di ballo Premio: Esibizione concerto Achille Lauro con Garrison Rochelle
In puntata viene chiesto ai ragazzi di votare 2 allievi: Samu e Megan e Ramon (a pari merito) partecipano insieme a Isobel, vincitrice della gara precedente, ad una gara sui propri cavalli di battaglia giudicata da Garrison. Il vincitore avrà la possibilità di esibirsi al concerto di Achille Lauro venerdì 17 febbraio 2023 all'Auditorium Parco della Musica di Roma.
| Allievo/a | Esibizione      | Team di appartenenza |
| --------- | --------------- | -------------------- |
| SAMU      | Unholy          | E. Lo                |
| RAMON     | Dangerous       | A. Celentano         |
| MEGAN     | Get Ur Freak On | R. Todaro            |
| ISOBEL    | Milkshake       | A. Celentano         |
| VITTORIA  | SAMU            | SAMU                 |

#### Day-time
Gara Inediti con il Televoto
Nel day-time di lunedì 23 gennaio si svolge una gara, tra gli allievi di canto, sugli ultimi inediti pubblicati, giudicata dal televoto. I risultati vengono rivelati nel day-time di martedì 24 gennaio.
| Codice Televoto | Allievo/a | Inedito                | Team di appartenenza | Esito Televoto          | Esito Televoto |
| Codice Televoto | Allievo/a | Inedito                | Team di appartenenza | Posizione in classifica | %              |
| --------------- | --------- | ---------------------- | -------------------- | ----------------------- | -------------- |
| 03              | CRICCA    | Se mi guardi così      | L. Cuccarini         | 1°                      | 26,01%         |
| 02              | ANGELINA  | Voglia di vivere       | L. Cuccarini         | 2°                      | 14,02%         |
| 01              | AARON     | Baciami e ballami      | R. Zerbi             | 3°                      | 12,97%         |
| 09              | WAX       | Ballerine e guantoni   | Arisa                | 4°                      | 11,37%         |
| 08              | PICCOLO G | Acquario               | R. Zerbi             | 5°                      | 10,52%         |
| 05              | JORE      | Solo tu                | R. Zerbi             | 6°                      | 8,09%          |
| 04              | FEDERICA  | 26 modi                | Arisa                | 7°                      | 7,43%          |
| 07              | NIVEO     | Sui sedili della metro | L. Cuccarini         | 8°                      | 5,69%          |
| 06              | NDG       | Perdonami              | L. Cuccarini         | 9°                      | 3,90%          |

Nel day-time di giovedì 26 gennaio Vanessa esegue il compito assegnatole da A. Celentano. 
| Allieva | Esibizione   | Team di appartenenza | Esito                             | Note              |
| ------- | ------------ | -------------------- | --------------------------------- | ----------------- |
| VANESSA | Girl on Fire | E. Lo                | Continua la corsa verso il serale | [ N 12 ] [ N 15 ] |

### Settimana 18

#### 18ª puntata
Ospiti: Anna Pettinelli, Rocco Hunt, Alex Britti, Sergio Bernal, Fabrizio Conte, Andrea Alemanno, Rebecca Staffelli, Alex W e Sophie and the Giants
Nella puntata di domenica 29 gennaio Gianmarco esegue il compito assegnato da R. Todaro, mentre Mattia ottiene l'esibizione aggiuntiva TIM.
| Allievo   | Esibizione         | Team di appartenenza | Esito                             | Note     |
| --------- | ------------------ | -------------------- | --------------------------------- | -------- |
| GIANMARCO | Losing My Religion | A. Celentano         | Continua la corsa verso il serale | [ N 21 ] |
| MATTIA    | La combi Versace   | R. Todaro            | Continua la corsa verso il serale | [ N 33 ] |

Si prosegue con la sfida per sostituzione di Federica, richiesta da Rudy Zerbi.
| PROVA                               | FEDERICA          | VENTIDUE            |
| Commissario esterno: Charlie Rapino |                   |                     |
| I                                   | 26 modi (inedito) | Sciccherie          |
| II                                  | Rimmel            | Schiarirà (inedito) |
| VITTORIA                            | FEDERICA          | VENTIDUE            |

Gara Premio: Possibilità di accesso al serale
In puntata viene chiesto ad Anna Pettinelli, Alex Britti e Rocco Hunt per il canto ed a Sergio Bernal per il ballo di valutare gli allievi, permettendo così di stilare una classifica. I primi classificati di entrambe le gare hanno la possibilità di sostenere una prova aggiuntiva, che garantirebbe l'accesso immediato al serale.
| Allievo/a | Esibizione                  | Team di appartenenza | Esito                             | Esito                                                    |
| Allievo/a | Esibizione                  | Team di appartenenza | Interno                           | Classifica per Sergio Bernal                             |
| --------- | --------------------------- | -------------------- | --------------------------------- | -------------------------------------------------------- |
| PAKY      | Lose Yourself               | A. Celentano         | Candidato ad accedere al serale   | 1°                                                       |
| SAMU      | Abissale                    | E. Lo                | Continua la corsa verso il serale | 2°                                                       |
| GIANMARCO | Sexy                        | A. Celentano         | Continua la corsa verso il serale | 3°                                                       |
| MATTIA    | Blue Suede Shoes            | R. Todaro            | Continua la corsa verso il serale | 4°                                                       |
| MADDALENA | Kiss                        | E. Lo                | Continua la corsa verso il serale | 5°                                                       |
| MEGAN     | Tití me preguntó            | R. Todaro            | Continua la corsa verso il serale | 6°                                                       |
| VANESSA   | Elastic Heart               | E. Lo                | Continua la corsa verso il serale | 7°                                                       |
| SAMUEL    | Marmellata #25              | R. Todaro            | Continua la corsa verso il serale | 8°                                                       |
| ELEONORA  | Oye como va                 | R. Todaro            | Continua la corsa verso il serale | 9°                                                       |
| Allievo/a | Cover                       | Team di appartenenza | Esito                             | Esito                                                    |
| Allievo/a | Cover                       | Team di appartenenza | Interno                           | Classifica per Anna Pettinelli, Alex Britti e Rocco Hunt |
| PICCOLO G | Il tempo di morire          | R. Zerbi             | Candidato ad accedere al serale   | 1°                                                       |
| ANGELINA  | No Roots                    | L. Cuccarini         | Continua la corsa verso il serale | 2°                                                       |
| AARON     | Human                       | R. Zerbi             | Continua la corsa verso il serale | 3°                                                       |
| NIVEO     | Insieme a te non ci sto più | L. Cuccarini         | Continua la corsa verso il serale | 4°                                                       |
| FEDERICA  | Never Enough                | Arisa                | Continua la corsa verso il serale | 5°                                                       |
| CRICCA    | Due                         | L. Cuccarini         | Continua la corsa verso il serale | 6°                                                       |
| JORE      | Bellissima                  | R. Zerbi             | Continua la corsa verso il serale | 7°                                                       |
| WAX       | Diavolo in me               | Arisa                | Continua la corsa verso il serale | 8°                                                       |

NDG è assente in puntata, ma continua la propria corsa verso il serale. Paky, invece, si presenta davanti alla propria professoressa di riferimento, che può assegnargli direttamente, come no, la maglia del serale.
| Allievo | Team di appartenenza | Esito                             |
| ------- | -------------------- | --------------------------------- |
| NDG     | L. Cuccarini         | Continua la corsa verso il serale |
| PAKY    | A. Celentano         | Continua la corsa verso il serale |

In seguito Piccolo G affronta l'esame di accesso al serale di fronte al proprio professore, che può assegnargli direttamente, come no, la maglia del serale. 
| Allievo/a | Esibizione           | Team di appartenenza | Esito                             |
| --------- | -------------------- | -------------------- | --------------------------------- |
| PICCOLO G | Una direzione giusta | R. Zerbi             | Continua la corsa verso il serale |

Gara di canto Torneo Inediti: Chi vincerà il videoclip? con Fabrizio Conte
In settimana viene chiesto ai cantanti di stilare una classifica interna di proprio gradimento, posizionando i rispettivi compagni dalla prima all'ultima posizione. I primi due classificati ottengono la possibilità di accedere alla gara premio di puntata, per vincere il videoclip del proprio inedito.
| Allievo/a | Team di appartenenza | Posizione in classifica |
| --------- | -------------------- | ----------------------- |
| ANGELINA  | L. Cuccarini         | 1°                      |
| WAX       | Arisa                | 2°                      |
| PICCOLO G | R. Zerbi             | 3°                      |
| AARON     | R. Zerbi             | 4°                      |
| CRICCA    | L. Cuccarini         | 5°                      |
| FEDERICA  | Arisa                | 6°                      |
| JORE      | R. Zerbi             | 7°                      |
| NIVEO     | L. Cuccarini         | 8°                      |
| NDG       | L. Cuccarini         | 9°                      |

Angelina e Wax, rispettivamente prima e secondo, partecipano così, insieme a Piccolo G (vincitore della gara precedente), alla gara premio giudicata da Fabrizio Conte.
| Allievo/a | Inedito              | Team di appartenenza |
| --------- | -------------------- | -------------------- |
| PICCOLO G | Acquario             | R. Zerbi             |
| ANGELINA  | Voglia di vivere     | L. Cuccarini         |
| WAX       | Ballerine e guantoni | Arisa                |
| VITTORIA  | WAX                  | WAX                  |

Gara di ballo Premio: Video World of Dance con Andrea Alemanno
In settimana viene chiesto anche ai ballerini di stilare una classifica interna di proprio gradimento. I primi due classificati ottengono la possibilità di accedere alla gara premio di puntata, per vincere il ruolo da protagonisti in un videoclip del World of Dance.
| Allievo/a | Team di appartenenza | Posizione in classifica |
| --------- | -------------------- | ----------------------- |
| ISOBEL    | A. Celentano         | 1°                      |
| SAMU      | E. Lo                | 2°                      |
| RAMON     | A. Celentano         | 3°                      |
| PAKY      | A. Celentano         | 4°                      |
| MATTIA    | R. Todaro            | 5°                      |
| MADDALENA | E. Lo                | 6°                      |
| GIANMARCO | A. Celentano         | 7°                      |
| MEGAN     | R. Todaro            | 8°                      |
| SAMUEL    | R. Todaro            | 9º                      |
| VANESSA   | E. Lo                | 10º                     |
| ELEONORA  | R. Todaro            | 11°                     |

Isobel e Samu, rispettivamente prima e secondo, partecipano quindi, insieme a Paky (vincitore della gara precedente), alla gara premio giudicata da Andrea Alemanno.
| Allievo/a | Esibizione     | Team di appartenenza |
| --------- | -------------- | -------------------- |
| SAMU      | The Power      | E. Lo                |
| ISOBEL    | Dirty Diana    | A. Celentano         |
| PAKY      | Because of You | A. Celentano         |
| VITTORIA  | SAMU           | SAMU                 |

A seguito della classifica, Raimondo Todaro sceglie di sostituire Samuel con Alessio, un ballerino conosciuto ai casting, ritenendo quest'ultimo più pronto per proseguire all'interno della scuola.
| Allievo | Esibizioni | Team di riferimento | Esito            |
| ------- | ---------- | ------------------- | ---------------- |
| SAMUEL  | 16 Shots   | R. Todaro           | Sostituito       |
| SAMUEL  | 16 Shots   | R. Todaro           | Eliminato        |
| ALESSIO | Puto       | R. Todaro           | Ottiene il banco |

In seguito Emanuel Lo decide di eliminare Vanessa, non riconfermandole così la felpa.
| Allieva | Team di appartenenza | Esito     |
| ------- | -------------------- | --------- |
| VANESSA | E. Lo                | Eliminata |

#### Day-time
Nel day-time di lunedì 30 gennaio Raimondo Todaro decide di eliminare Eleonora, non riconfermandole così la felpa.
| Allieva  | Team di appartenenza | Esito     |
| -------- | -------------------- | --------- |
| ELEONORA | R. Todaro            | Eliminata |

Nel day-time di mercoledì 1º febbraio Raimondo Todaro decide di assegnare un banco a Benedetta, una ragazza conosciuta ai casting.
| Allieva   | Esibizioni        | Team di assegnazione | Esito            |
| --------- | ----------------- | -------------------- | ---------------- |
| BENEDETTA | Mas que nada      | R. Todaro            | Ottiene il banco |
| BENEDETTA | Vento di passione | R. Todaro            | Ottiene il banco |

Gara Ballo con il Televoto
Nei day-time di giovedì 2 e venerdì 3 febbraio si svolge una gara tra gli allievi di ballo giudicata dal televoto. I risultati vengono rivelati nel day-time di lunedì 6 febbraio. Ramon non partecipa per indisposizione.
| Codice Televoto | Allievo/a | Esibizione    | Team di appartenenza | Esito Televoto          | Esito Televoto |
| Codice Televoto | Allievo/a | Esibizione    | Team di appartenenza | Posizione in classifica | %              |
| --------------- | --------- | ------------- | -------------------- | ----------------------- | -------------- |
| 06              | MATTIA    | Trumpets      | R. Todaro            | 1°                      | 26,80%         |
| 09              | SAMU      | Unholy        | E. Lo                | 2°                      | 20,40%         |
| 04              | ISOBEL    | La gatta      | A. Celentano         | 3°                      | 15,20%         |
| 03              | GIANMARCO | Insuperabile  | A. Celentano         | 4°                      | 12,70%         |
| 08              | PAKY      | Lose Yourself | A. Celentano         | 5°                      | 8,90%          |
| 05              | MADDALENA | Acapella      | E. Lo                | 6°                      | 7,50%          |
| 07              | MEGAN     | Freedom       | R. Todaro            | 7°                      | 3,90%          |
| 02              | BENEDETTA | Mas que nada  | R. Todaro            | 8°                      | 2,50%          |
| 01              | ALESSIO   | Puto          | R. Todaro            | 9°                      | 2,10%          |

### Settimana 19

#### 19ª puntata
Ospiti: Beppe Vessicchio, Francesco Sarcina, Baby K, Rossella Brescia, Sebastian Melo Taveira, Rebecca Staffelli, Bresh
Nella puntata di domenica 5 febbraio Maddalena ottiene l'esibizione aggiuntiva TIM, mentre Angelina, Megan e Samu eseguono i compiti assegnati in settimana. Wax si esibisce con il suo inedito, Isobel e Ramon riconfermano invece il proprio accesso al serale.
| Allievo/a | Esibizione                     | Team di appartenenza | Esito                             | Note     |
| --------- | ------------------------------ | -------------------- | --------------------------------- | -------- |
| ANGELINA  | Dancing                        | L. Cuccarini         | Continua la corsa verso il serale | [ N 29 ] |
| MEGAN     | Mash up Formation / Cuuuute    | R. Todaro            | Continua la corsa verso il serale | [ N 17 ] |
| ISOBEL    | Frozen                         | A. Celentano         | Conferma l'accesso al serale      | –        |
| RAMON     | Missing                        | A. Celentano         | Conferma l'accesso al serale      | –        |
| WAX       | Ballerine e guantoni (inedito) | Arisa                | Continua la corsa verso il serale | –        |
| SAMU      | Losing My Religion             | E. Lo                | Continua la corsa verso il serale | [ N 12 ] |
| MADDALENA | Perfect                        | E. Lo                | Continua la corsa verso il serale | [ N 33 ] |

La puntata prosegue con la sfida per provvedimento disciplinare di Samu, richiesta dalla produzione.
| PROVA                                    | SAMU                              | MATTIA                            |
| Commissario esterno: Francesca Bernabini |                                   |                                   |
| I                                        | Comparata BALLO Yeah 3x           | Comparata BALLO Yeah 3x           |
| II                                       | Comparata BALLO Seven Nation Army | Comparata BALLO Seven Nation Army |
| VITTORIA                                 | SAMU                              | MATTIA                            |

Gara Premio: Possibilità di accesso al serale
In puntata viene chiesto a Baby K, Beppe Vessicchio e Francesco Sarcina per il canto e a Rossella Brescia per il ballo di valutare gli allievi, permettendo così di stilare una classifica. I primi classificati di entrambe le gare hanno la possibilità di sostenere una prova aggiuntiva, che garantirebbe l'accesso immediato al serale.
| Allievo/a | Cover                                 | Team di appartenenza | Esito                             | Esito                                                       |
| Allievo/a | Cover                                 | Team di appartenenza | Interno                           | Classifica per Baby K, Beppe Vessicchio e Francesco Sarcina |
| --------- | ------------------------------------- | -------------------- | --------------------------------- | ----------------------------------------------------------- |
| NIVEO     | Che freddo fa                         | L. Cuccarini         | Candidato ad accedere al serale   | 1°                                                          |
| CRICCA    | Falling like the Stars                | L. Cuccarini         | Continua la corsa verso il serale | 2°                                                          |
| ANGELINA  | Senza fine                            | L. Cuccarini         | Continua la corsa verso il serale | 3°                                                          |
| NDG       | Papaoutai                             | L. Cuccarini         | Continua la corsa verso il serale | 4°                                                          |
| PICCOLO G | Soldi                                 | R.Zerbi              | Continua la corsa verso il serale | 5°                                                          |
| JORE      | Questa nostra stupida canzone d'amore | R.Zerbi              | Continua la corsa verso il serale | 6°                                                          |
| FEDERICA  | Ho capito che ti amo                  | Arisa                | Continua la corsa verso il serale | 6°                                                          |
| WAX       | I maschi                              | Arisa                | Continua la corsa verso il serale | 7°                                                          |
| Allievo/a | Esibizione                            | Team di appartenenza | Esito                             | Esito                                                       |
| Allievo/a | Esibizione                            | Team di appartenenza | Interno                           | Classifica per Rossella Brescia                             |
| MADDALENA | Icy                                   | E. Lo                | Candidata ad accedere al serale   | 1°                                                          |
| ALESSIO   | Industry Baby                         | R. Todaro            | Continua la corsa verso il serale | 2°                                                          |
| GIANMARCO | Black and Gold                        | A. Celentano         | Continua la corsa verso il serale | 3°                                                          |
| SAMU      | Sorry                                 | E. Lo                | Continua la corsa verso il serale | 4°                                                          |
| PAKY      | Give Me Love                          | A. Celentano         | Continua la corsa verso il serale | 5°                                                          |
| BENEDETTA | Let's Get Loud                        | R. Todaro            | Continua la corsa verso il serale | 6°                                                          |
| MEGAN     | Self Control                          | R. Todaro            | Continua la corsa verso il serale | 7°                                                          |

In seguito Niveo e Maddalena affrontano l'esame di accesso al serale di fronte ai propri professori, che possono assegnargli direttamente, come no, la maglia del serale. Mattia e Aaron sono assenti in puntata, ma continuano comunque la propria corsa verso il serale.
| Allievo/a | Team di appartenenza | Esito                             |
| --------- | -------------------- | --------------------------------- |
| NIVEO     | L. Cuccarini         | Continua la corsa verso il serale |
| MADDALENA | E. Lo                | Continua la corsa verso il serale |
| MATTIA    | R. Todaro            | Continua la corsa verso il serale |
| AARON     | R. Zerbi             | Continua la corsa verso il serale |

In seguito al compito Megan, dopo una personale richiesta e in seguito ad un comune accordo tra Raimondo Todaro ed Emanuel Lo, cambia team di appartenenza.
| Allieva | Team di appartenenza | Esito          | Nuovo team di appartenenza |
| ------- | -------------------- | -------------- | -------------------------- |
| MEGAN   | R. Todaro            | Cambio di Team | E. Lo                      |

Gara di ballo Premio: Esibizione Open di Daniel Ezralow con Sebastian Melo Taveira
In puntata viene chiesto a Sebastian Melo Taveira di giudicare i tre allievi di ballo classificati sul podio della gara precedente su una coreografia scelta dal proprio insegnante, permettendo al vincitore di ottenere un'esibizione nell'Open Show di Daniel Ezralow.
| Allievo/a | Esibizione       | Team di appartenenza |
| --------- | ---------------- | -------------------- |
| MADDALENA | Bad Guy          | E. Lo                |
| GIANMARCO | Vengo dalla luna | A. Celentano         |
| ALESSIO   | Finesse          | R. Todaro            |
| VITTORIA  | ALESSIO          | ALESSIO              |

Gara di canto Premio: Esibizione Red Valley Festival con Beppe Vessicchio
In puntata viene chiesto a Beppe Vessicchio di giudicare i tre allievi di canto classificati sul podio della gara precedente sui propri inediti, permettendo al vincitore l'esibizione presso il Red Valley Festival, in Sardegna.
| Allievo/a | Inedito                | Team di appartenenza |
| --------- | ---------------------- | -------------------- |
| ANGELINA  | Voglia di vivere       | L. Cuccarini         |
| NIVEO     | Sui sedili della metro | L. Cuccarini         |
| CRICCA    | Se mi guardi così      | L. Cuccarini         |
| VITTORIA  | ANGELINA               | ANGELINA             |

#### Day-time
Nel day-time di lunedì 6 febbraio Cricca esegue il compito assegnatogli in settimana da Arisa.
| Allievo | Esibizione           | Team di appartenenza | Esito                             | Note     |
| ------- | -------------------- | -------------------- | --------------------------------- | -------- |
| CRICCA  | Too good at goodbyes | L. Cuccarini         | Continua la corsa verso il serale | [ N 29 ] |

### Settimana 20

#### 20ª puntata
Ospiti: Kledi Kadiu, Garrison Rochelle, Kristian Cellini, Tiziano Ferro, Charlie Rapino
Nella puntata di domenica 12 febbraio Rudy Zerbi assegna un banco diretto a Mezkal, un ragazzo conosciuto durante i casting, in vista di una successiva sostituzione con uno dei propri allievi del suo team.
| Allievo | Esibizione        | Team di assegnazione | Esito            |
| ------- | ----------------- | -------------------- | ---------------- |
| MEZKAL  | Quattro (inedito) | R. Zerbi             | Ottiene il banco |

Successivamente Mattia e Federica eseguono i compiti assegnati loro in settimana; sempre Mattia ottiene l'esibizione aggiuntiva TIM.
| Allievo/a | Esibizione        | Team di appartenenza | Esito                             | Note              |
| --------- | ----------------- | -------------------- | --------------------------------- | ----------------- |
| FEDERICA  | Portami a ballare | Arisa                | Continua la corsa verso il serale | [ N 23 ]          |
| MATTIA    | Natural           | R. Todaro            | Continua la corsa verso il serale | [ N 12 ] [ N 33 ] |

Gara Premio: Possibilità di accesso al serale
In puntata viene chiesto a Tiziano Ferro per il canto e a Kledi Kadiu, Garrison Rochelle e Kristian Cellini per il ballo di valutare gli allievi, permettendo così di stilare una classifica. I primi classificati di entrambe le gare hanno la possibilità di sostenere una prova aggiuntiva, che garantirebbe l'accesso immediato al serale.
| Allievo/a | Cover                       | Team di appartenenza | Esito                             | Esito                                             |
| Allievo/a | Cover                       | Team di appartenenza | Interno                           | Classifica per Tiziano Ferro                      |
| --------- | --------------------------- | -------------------- | --------------------------------- | ------------------------------------------------- |
| ANGELINA  | Mad About You               | L. Cuccarini         | Candidata ad accedere al serale   | 1°                                                |
| AARON     | Dance Monkey                | R. Zerbi             | continua la corsa verso il serale | 2°                                                |
| FEDERICA  | Because the Night           | Arisa                | continua la corsa verso il serale | 3°                                                |
| NIVEO     | Somewhere Only We Know      | L. Cuccarini         | continua la corsa verso il serale | 4°                                                |
| CRICCA    | I Lived                     | L. Cuccarini         | continua la corsa verso il serale | 5°                                                |
| JORE      | Scudo                       | R. Zerbi             | continua la corsa verso il serale | 6°                                                |
| NDG       | Me rehuso                   | L. Cuccarini         | continua la corsa verso il serale | 7°                                                |
| WAX       | Your Song                   | Arisa                | continua la corsa verso il serale | 8°                                                |
| PICCOLO G | Solo lei ha quel che voglio | R. Zerbi             | continua la corsa verso il serale | 9°                                                |
| Allievo/a | Esibizione                  | Team di appartenenza | Esito                             | Esito                                             |
| Allievo/a | Esibizione                  | Team di appartenenza | Interno                           | Classifica per Kledi, Garrison e Kristian Cellini |
| ALESSIO   | Control                     | R. Todaro            | Candidato ad accedere al serale   | 1°                                                |
| SAMU      | Guaranà                     | E. Lo                | Continua la corsa verso il serale | 2°                                                |
| GIANMARCO | Hit the Road Jack           | A. Celentano         | Continua la corsa verso il serale | 3°                                                |
| MADDALENA | Nessun grado di separazione | E. Lo                | Continua la corsa verso il serale | 4°                                                |
| PAKY      | Where Have You Been         | A. Celentano         | Continua la corsa verso il serale | 5°                                                |
| MATTIA    | Levitating                  | R. Todaro            | Continua la corsa verso il serale | 6°                                                |
| MEGAN     | Fergalicious                | E. Lo                | Continua la corsa verso il serale | 7°                                                |
| BENEDETTA | Via le mani dagli occhi     | R. Todaro            | Continua la corsa verso il serale | 8°                                                |

In seguito Alessio ed Angelina affrontano l'esame di accesso al serale di fronte ai propri professori, che possono assegnargli direttamente, come no, la maglia del serale.
| Allievo/a | Team di appartenenza | Esito                             |
| --------- | -------------------- | --------------------------------- |
| ANGELINA  | L. Cuccarini         | Continua la corsa verso il serale |
| ALESSIO   | R. Todaro            | Continua la corsa verso il serale |

Gara di ballo Premio: Esibizione "Shine! Pink Floyd Moon" con Kledi Kadiu
In puntata viene chiesto a Kledi di giudicare i tre allievi di ballo classificati sul podio della gara precedente sull'improvvisazione su un tema specifico (colpo di fulmine) accompagnata da un professionista, permettendo al vincitore di esibirsi per la compagnia di spettacolo Pink Floyd Moon! 
| Allievo/a | Esibizione          | Partner di ballo | Team di appartenenza |
| --------- | ------------------- | ---------------- | -------------------- |
| SAMU      | Love at First Sight | Elena D'Amario   | E. Lo                |
| GIANMARCO | Love at First Sight | Simone Nolasco   | A. Celentano         |
| ALESSIO   | Love at First Sight | Elena D'Amario   | R. Todaro            |
| VITTORIA  | ALESSIO             | ALESSIO          | ALESSIO              |

Gara di canto estemporanea Let It Be con Charlie Rapino
In puntata viene chiesto a Charlie Rapino di giudicare i tre allievi di canto classificati sul podio della gara precedente sul brano Let It Be dei Beatles, permettendo al vincitore di esibirsi al Summer Festival di Ferrara.
| Allievo/a | Cover     | Team di appartenenza |
| --------- | --------- | -------------------- |
| ANGELINA  | Let It Be | L. Cuccarini         |
| AARON     | Let It Be | R. Zerbi             |
| FEDERICA  | Let It Be | Arisa                |
| VITTORIA  | ANGELINA  | ANGELINA             |

#### Day-time
Nel day-time di lunedì 13 febbraio Aaron e Jore eseguono dei compiti assegnati in settimana da Arisa e Lorella Cuccarini.
| Allievo | Esibizione         | Team di appartenenza | Esito                             | Note              | Note     |
| ------- | ------------------ | -------------------- | --------------------------------- | ----------------- | -------- |
| AARON   | Amati sempre       | R. Zerbi             | Continua la corsa verso il serale | [ N 52 ] [ N 15 ] | [ N 29 ] |
| JORE    | Innocenti evasioni | R. Zerbi             | Continua la corsa verso il serale | [ N 52 ] [ N 15 ] | –        |

Gara di ballo Creatività - Ballo perché...
Nel day-time di mercoledì 15 febbraio viene mostrata la preparazione e il risultato di una gara di ballo sulla creatività (nello specifico tema del motivo per cui gli allievi amano ballare), svolta sulla piattaforma di TikTok, nella giornata di lunedì 13 febbraio, con un video di 30 secondi, girato dagli stessi allievi, e successivamente pubblicato sul proprio profilo social.
| Allievo/a | Team di appartenenza | Posizione in classifica | Visualizzazioni TikTok |
| --------- | -------------------- | ----------------------- | ---------------------- |
| MATTIA    | R. Todaro            | 1°                      | 429,7K                 |
| MEGAN     | E. Lo                | 2°                      | 278,3K                 |
| SAMU      | E. Lo                | 3°                      | 231,8K                 |
| RAMON     | A. Celentano         | 4°                      | 215,7K                 |
| GIANMARCO | A. Celentano         | 5°                      | 179,2K                 |
| BENEDETTA | R. Todaro            | 6°                      | 161,1K                 |
| MADDALENA | E. Lo                | 7°                      | 149,3K                 |
| ISOBEL    | A. Celentano         | 8°                      | 122,7K                 |
| ALESSIO   | R. Todaro            | 9°                      | 69,8K                  |
| PAKY      | A. Celentano         | 10°                     | 63,4K                  |

Nel day-time di giovedì 16 febbraio Maddalena esegue il compito assegnatole da Alessandra Celentano.
| Allieva   | Esibizione | Team di appartenenza | Esito                             | Note              |
| --------- | ---------- | -------------------- | --------------------------------- | ----------------- |
| MADDALENA | I Try      | E. Lo                | Continua la corsa verso il serale | [ N 12 ] [ N 15 ] |

Nel day-time di venerdì 17 febbraio Jore abbandona la scuola, decidendo di ritirarsi, per problemi personali. 
| Allievo | Team di appartenenza | Esito    |
| ------- | -------------------- | -------- |
| JORE    | R. Zerbi             | Ritirato |

Gara di canto Creatività - Canto perché...
Nello stesso day-time viene mostrata la preparazione e il risultato di una gara di canto sulla creatività (nello specifico tema del motivo per cui gli allievi amano cantare), svolta sulla piattaforma di TikTok, nella giornata di lunedì 13 febbraio, con un video di 30 secondi, girato dagli stessi allievi, e successivamente pubblicato sul proprio profilo social. 
| Allievo/a | Team di appartenenza | Posizione in classifica | Visualizzazioni TikTok |
| --------- | -------------------- | ----------------------- | ---------------------- |
| CRICCA    | L. Cuccarini         | 1°                      | 443,4K                 |
| WAX       | Arisa                | 2°                      | 294,3K                 |
| ANGELINA  | L. Cuccarini         | 3°                      | 247,2K                 |
| PICCOLO G | R. Zerbi             | 4°                      | 240,9K                 |
| FEDERICA  | Arisa                | 5°                      | 167K                   |
| AARON     | R. Zerbi             | 6°                      | 150,5K                 |
| NDG       | L. Cuccarini         | 7°                      | 146,5K                 |
| NIVEO     | L. Cuccarini         | 8°                      | 123K                   |
| MEZKAL    | R. Zerbi             | 9°                      | 91,8K                  |

### Settimana 21

#### 21ª puntata
Ospiti: Mr. Rain, Beppe Vessicchio, Sangiovanni, Eleonora Abbagnato, Marcello Sacchetta, Kledi Kadiu
Nella puntata di domenica 19 febbraio, Mattia ottiene l'esibizione aggiuntiva TIM, mentre Federica esegue il compito assegnato da R. Zerbi.
| Allievo/a | Esibizione                  | Team di appartenenza | Esito                             | Note     |
| --------- | --------------------------- | -------------------- | --------------------------------- | -------- |
| AARON     | Solo per te                 | R. Zerbi             | Continua la corsa verso il serale | [ N 53 ] |
| FEDERICA  | Tom's Diner                 | Arisa                | Continua la corsa verso il serale | [ N 13 ] |
| MATTIA    | Mash up Gasolina / Mi gente | R. Todaro            | Continua la corsa verso il serale | [ N 33 ] |

Gara Premio: Possibilità di accesso al serale
In puntata viene chiesto a Mr. Rain, Sangiovanni e Beppe Vessicchio per il canto e ad Eleonora Abbagnato per il ballo di valutare gli allievi, permettendo così di stilare una classifica. I primi classificati di entrambe le gare hanno la possibilità di sostenere una prova aggiuntiva, che garantirebbe l'accesso immediato al serale.
| Allievo/a | Cover                       | Team di appartenenza | Esito                             | Esito                                                   |
| Allievo/a | Cover                       | Team di appartenenza | Interno                           | Classifica per Mr. Rain, Sangiovanni e Beppe Vessicchio |
| --------- | --------------------------- | -------------------- | --------------------------------- | ------------------------------------------------------- |
| WAX       | Propaganda                  | Arisa                | Candidato ad accedere al serale   | 1°                                                      |
| ANGELINA  | Freedom                     | L. Cuccarini         | Continua la corsa verso il serale | 2°                                                      |
| AARON     | You Give Me Something       | R. Zerbi             | Continua la corsa verso il serale | 3°                                                      |
| FEDERICA  | Nothing Breaks like a Heart | Arisa                | Continua la corsa verso il serale | 4°                                                      |
| CRICCA    | Cambiare                    | L. Cuccarini         | Continua la corsa verso il serale | 5°                                                      |
| NDG       | Voce                        | L. Cuccarini         | Continua la corsa verso il serale | 6°                                                      |
| MEZKAL    | Quanto ti vorrei            | R. Zerbi             | Continua la corsa verso il serale | 7°                                                      |
| NIVEO     | Tra dire e fare             | L. Cuccarini         | Continua la corsa verso il serale | 8°                                                      |
| PICCOLO G | Baby - Capitolo XI          | R. Zerbi             | Continua la corsa verso il serale | 9°                                                      |
| Allievo/a | Esibizione                  | Team di appartenenza | Esito                             | Esito                                                   |
| Allievo/a | Esibizione                  | Team di appartenenza | Interno                           | Classifica per Eleonora Abbagnato                       |
| MADDALENA | I'll Never Love Again       | E. Lo                | Candidata ad accedere al serale   | 1°                                                      |
| SAMU      | Scream                      | E. Lo                | Continua la corsa verso il serale | 2°                                                      |
| GIANMARCO | Rapide                      | A. Celentano         | Continua la corsa verso il serale | 3°                                                      |
| MEGAN     | La fine                     | E. Lo                | Continua la corsa verso il serale | 4°                                                      |
| ALESSIO   | No Air                      | R. Todaro            | Continua la corsa verso il serale | 5°                                                      |
| MATTIA    | Man in the Mirror           | R. Todaro            | Continua la corsa verso il serale | 6°                                                      |
| BENEDETTA | 11 PM                       | R. Todaro            | Continua la corsa verso il serale | 7°                                                      |
| PAKY      | Pop                         | A. Celentano         | Continua la corsa verso il serale | 8°                                                      |

Wax e Maddalena si presentano davanti ai propri professori di riferimento, che possono assegnare loro direttamente, come no, la maglia del serale.
| Allievo/a | Esibizione                     | Team di appartenenza | Esito                             |
| --------- | ------------------------------ | -------------------- | --------------------------------- |
| WAX       | Ballerine e guantoni (inedito) | Arisa                | Continua la corsa verso il serale |
| MADDALENA | How Do You Sleep               | E. Lo                | Accede al serale                  |
| MADDALENA | Flashdance                     | E. Lo                | Accede al serale                  |

Successivamente viene anche rivelata la classifica complessiva di canto e di ballo ottenuta con la media dei voti dei professori delle gare di puntata: a seguito del piazzamento di Angelina al primo posto, Lorella Cuccarini decide di assegnarle la maglia del serale.
| Allieva  | Esibizione                 | Team di appartenenza | Posizione in classifica generale canto | Esito            |
| -------- | -------------------------- | -------------------- | -------------------------------------- | ---------------- |
| ANGELINA | Il cuore è uno zingaro     | L. Cuccarini         | 1°                                     | Accede al serale |
| ANGELINA | Voglia di vivere (inedito) | L. Cuccarini         | 1°                                     | Accede al serale |

R. Todaro decide invece che Alessio, posizionato primo nella classifica generale di ballo, continui la sua corsa al serale.
| Allievo | Team di appartenenza | Posizione in classifica generale ballo | Esito                             |
| ------- | -------------------- | -------------------------------------- | --------------------------------- |
| ALESSIO | R. Todaro            | 1°                                     | Continua la corsa verso il serale |

Gara di ballo Improvvisazione con Marcello Sacchetta
In puntata, per volere di Emanuel Lo, viene chiesto a Marcello Sacchetta di giudicare quattro allievi di ballo, (Samu, Ramon, Gianmarco e Paky - scelti dallo stesso insegnante), nell'improvvisazione incentrata sull'espressività. La prova consiste nell'esprimere rabbia e gioia attraverso due estratti musicali; nel primo estratto, i ballerini avranno le mani legate.
| Allievo/a | Improvvisazione                       | Team di appartenenza | Posizione in classifica |
| --------- | ------------------------------------- | -------------------- | ----------------------- |
| GIANMARCO | Firestarter / 2 Be Loved (Am I Ready) | A. Celentano         | 1°                      |
| RAMON     | Firestarter / 2 Be Loved (Am I Ready) | A. Celentano         | 4°                      |
| PAKY      | Take a Look Around / I'm Good (Blue)  | A. Celentano         | 3°                      |
| SAMU      | Take a Look Around / I'm Good (Blue)  | E. Lo                | 2°                      |

A seguito della vittoria nella gara, Alessandra Celentano decide di assegnare la maglia del serale a Gianmarco.
| Allievo   | Team di appartenenza | Esito            |
| --------- | -------------------- | ---------------- |
| GIANMARCO | A. Celentano         | Accede al serale |

Gara di canto Premio: Protagonista Live Show con Beppe Vessicchio
In puntata viene chiesto a Beppe Vessicchio di giudicare tre allievi di canto su una cover, permettendo al vincitore di esibirsi all'Alcazar di Roma, con un concerto tutto proprio.
| Allievo   | Cover              | Team di appartenenza |
| --------- | ------------------ | -------------------- |
| WAX       | Love               | Arisa                |
| PICCOLO G | Ali sporche        | R. Zerbi             |
| AARON     | Livin’ on a Prayer | R. Zerbi             |
| VITTORIA  | WAX                | WAX                  |

Gara di ballo Premio: Esibizione Carla Fracci Mon Amour con Kledi Kadiu
In puntata viene chiesto a Kledi di giudicare tre allievi di ballo su una coreografia. Il vincitore si esibirà al Gala Carla Fracci Mon Amour.
| Allievo/a | Esibizione           | Team di appartenenza |
| --------- | -------------------- | -------------------- |
| MATTIA    | Djobi Djoba          | R. Todaro            |
| RAMON     | Tutti i miei ricordi | A. Celentano         |
| MADDALENA | Ok. Respira          | E. Lo                |
| VITTORIA  | MATTIA               | MATTIA               |
| VITTORIA  | MADDALENA            |                      |
| VITTORIA  | RAMON                |                      |

Per volere dello stesso la gara viene vinta da tutti e tre gli allievi.

#### Day-time
In settimana i professori decidono di convocare i propri allievi in studio, in vista di un possibile accesso al serale. In più, sempre in settimana, Megan e Samu vengono chiamati per svolgere rispettivamente, una prova aggiuntiva e un compito, richiesti da R. Todaro; Alessio viene chiamato prima per un confronto con Paky, voluto da A. Celentano e dopo per il compito assegnato da quest'ultima.
| Allievo/a | Esibizione                    | Team di appartenenza | Esito                             | Note     | Note     |
| --------- | ----------------------------- | -------------------- | --------------------------------- | -------- | -------- |
| PICCOLO G | Il tempo di morire            | R. Zerbi             | Continua la corsa verso il serale | –        | [ N 15 ] |
| PICCOLO G | Motocicletta                  | R. Zerbi             | Continua la corsa verso il serale | –        | [ N 15 ] |
| AARON     | Per due che come noi          | R. Zerbi             | Continua la corsa verso il serale | –        | [ N 15 ] |
| MEZKAL    | Quattro (inedito)             | R. Zerbi             | Continua la corsa verso il serale | –        | [ N 15 ] |
| MEZKAL    | Faith                         | R. Zerbi             | Continua la corsa verso il serale | –        | [ N 15 ] |
| CRICCA    | Happy ending                  | L. Cuccarini         | Continua la corsa verso il serale | –        | [ N 15 ] |
| NIVEO     | Coraline                      | L. Cuccarini         | Continua la corsa verso il serale | –        | [ N 15 ] |
| NIVEO     | La musica non c'è             | L. Cuccarini         | Continua la corsa verso il serale | –        | [ N 15 ] |
| MEGAN     | Do it well                    | E. Lo                | Continua la corsa verso il serale | [ N 46 ] | [ N 15 ] |
| MEGAN     | Improvvisazione Thong song    | E. Lo                | Continua la corsa verso il serale | –        | [ N 15 ] |
| MEGAN     | Fergalicious                  | E. Lo                | Continua la corsa verso il serale | –        | [ N 15 ] |
| PAKY      | Improvvisazione Piccola anima | A. Celentano         | Continua la corsa verso il serale | –        | [ N 15 ] |
| ALESSIO   | Improvvisazione Piccola anima | R. Todaro            | Continua la corsa verso il serale | [ N 54 ] | [ N 15 ] |
| ALESSIO   | Industry baby                 | R. Todaro            | Continua la corsa verso il serale | –        | [ N 15 ] |
| ALESSIO   | Sign O' The Times             | R. Todaro            | Continua la corsa verso il serale | [ N 12 ] | [ N 15 ] |
| FEDERICA  | Amare                         | Arisa                | Continua la corsa verso il serale | –        | [ N 15 ] |
| FEDERICA  | Hypnotized                    | Arisa                | Continua la corsa verso il serale | –        | [ N 15 ] |
| WAX       | Tous les mêmes                | Arisa                | Continua la corsa verso il serale | –        | [ N 15 ] |
| WAX       | Svalutation                   | Arisa                | Continua la corsa verso il serale | –        | [ N 15 ] |
| SAMU      | Amor                          | E. Lo                | Continua la corsa verso il serale | [ N 21 ] | [ N 15 ] |
| SAMU      | Hallelujah                    | E. Lo                | Continua la corsa verso il serale | –        | [ N 15 ] |
| SAMU      | Hasta la vista                | E. Lo                | Continua la corsa verso il serale | –        | [ N 15 ] |
| BENEDETTA | Improvvisazione Mas que nada  | R. Todaro            | Continua la corsa verso il serale | –        | [ N 15 ] |
| BENEDETTA | 11 PM                         | R. Todaro            | Continua la corsa verso il serale | –        | [ N 15 ] |

### Settimana 23

#### 22ª puntata
Ospiti: Samanta Togni, Veronica Peparini, Virna Toppi, Giorgia, Charlie Rapino
Nella puntata di domenica 5 marzo Isobel conferma l'accesso al serale.
| Allieva | Esibizione           | Team di appartenenza | Esito                        |
| ------- | -------------------- | -------------------- | ---------------------------- |
| ISOBEL  | Set Fire to the Rain | A. Celentano         | Conferma l'accesso al serale |

Gara Premio: Possibilità di accesso al serale
In puntata viene chiesto a Samanta Togni, Veronica Peparini e Virna Toppi per il ballo e Giorgia per il canto di valutare gli allievi, permettendo così di stilare una classifica. I primi classificati di entrambe le gare hanno la possibilità di sostenere una prova aggiuntiva, che garantirebbe l'accesso immediato al serale.
| Allievo/a | Esibizione                   | Team di appartenenza | Esito                             | Esito                                                         |
| Allievo/a | Esibizione                   | Team di appartenenza | Interno                           | Classifica per Samanta Togni, Veronica Peparini e Virna Toppi |
| --------- | ---------------------------- | -------------------- | --------------------------------- | ------------------------------------------------------------- |
| ALESSIO   | Guccy bag                    | R. Todaro            | Candidato ad accedere al serale   | 1°                                                            |
| SAMU      | Delusioni                    | E. Lo                | Continua la corsa verso il serale | 2°                                                            |
| MATTIA    | Que no, que no               | R. Todaro            | Continua la corsa verso il serale | 3°                                                            |
| MEGAN     | Bitch Better Have My Money   | E. Lo                | Continua la corsa verso il serale | 4°                                                            |
| PAKY      | Ma lo vuoi capire            | A. Celentano         | Continua la corsa verso il serale | 5°                                                            |
| BENEDETTA | Fever                        | R. Todaro            | Continua la corsa verso il serale | 6°                                                            |
| Allievo/a | Cover                        | Team di appartenenza | Esito                             | Esito                                                         |
| Allievo/a | Cover                        | Team di appartenenza | Interno                           | Classifica per Giorgia                                        |
| WAX       | Nessuno mi può giudicare     | Arisa                | Candidato ad accedere al serale   | 1°                                                            |
| CRICCA    | Light My Fire                | L. Cuccarini         | Continua la corsa verso il serale | 2°                                                            |
| AARON     | The Best                     | R. Zerbi             | Continua la corsa verso il serale | 3°                                                            |
| FEDERICA  | Destri                       | Arisa                | Continua la corsa verso il serale | 4°                                                            |
| NDG       | Carillon                     | L. Cuccarini         | Continua la corsa verso il serale | 5°                                                            |
| PICCOLO G | A chi mi dice                | R. Zerbi             | Continua la corsa verso il serale | 6°                                                            |
| MEZKAL    | Should I Stay or Should I Go | R. Zerbi             | Continua la corsa verso il serale | 7°                                                            |
| NIVEO     | Walk On the Wild Side        | L. Cuccarini         | Continua la corsa verso il serale | 8°                                                            |

Alessio e Wax si presentano davanti ai propri professori di riferimento, che possono assegnare loro direttamente, come no, la maglia del serale.
Successivamente Raimondo Todaro decide di assegnare la maglia del serale a Mattia.
| Allievo | Esibizione                   | Team di appartenenza | Esito            | Note     |
| ------- | ---------------------------- | -------------------- | ---------------- | -------- |
| ALESSIO | Quelli come noi              | R. Todaro            | Accede al serale | –        |
| ALESSIO | Let Me Love You              | R. Todaro            | Accede al serale | –        |
| WAX     | Turista per sempre (inedito) | Arisa                | Accede al serale | –        |
| MATTIA  | Need to Know                 | R. Todaro            | Accede al serale | –        |
| MATTIA  | Orobroy                      | R. Todaro            | Accede al serale | [ N 12 ] |

Successivamente A. Celentano e R. Zerbi decidono di eliminare rispettivamente Paky e Mezkal, chiedendo però alla produzione di poter permettere a quest'ultimo di ripresentarsi ai casting della prossima edizione. Maddalena e Ramon sono assenti, ma confermano il loro accesso al serale.
| Allievo/a | Team di appartenenza | Esito                        |
| --------- | -------------------- | ---------------------------- |
| PAKY      | A. Celentano         | Eliminato                    |
| MEZKAL    | R. Zerbi             | Eliminato                    |
| MADDALENA | E. Lo                | Conferma l'accesso al serale |
| RAMON     | A. Celentano         | Conferma l'accesso al serale |

Gara di canto Inediti con Charlie Rapino
In puntata viene chiesto a Charlie Rapino di valutare gli inediti nuovi degli allievi di canto e di decretare un vincitore, permettendo così a quest'ultimo di vedere prodotto il proprio brano da produttori d'eccezione tra cui Davide Simonetta, Merk & Kremont, Zef, Michelangelo, Takagi & Ketra, Brail, Michele Canova. NDG non partecipa alla gara.
| Allievo/a | Inedito                | Team di appartenenza |
| --------- | ---------------------- | -------------------- |
| FEDERICA  | Scivola                | Arisa                |
| ANGELINA  | Mani vuote             | L. Cuccarini         |
| CRICCA    | Australia              | L. Cuccarini         |
| WAX       | Grazie                 | Arisa                |
| PICCOLO G | È normale              | R. Zerbi             |
| AARON     | Mi prenderò cura di te | R. Zerbi             |
| NIVEO     | Passo dopo passo       | L. Cuccarini         |
| VITTORIA  | ANGELINA               | ANGELINA             |
| VITTORIA  | WAX                    |                      |
| VITTORIA  | AARON                  |                      |

In seguito, viene anche rivelata la classifica complessiva di ballo e di canto ottenuta con la media dei voti dei professori, dati sulle esibizioni, nelle varie gare di puntata: a seguito del piazzamento di Samu e Federica al primo posto nelle classifiche generali, Emanuel Lo e Arisa decidono di assegnare loro la maglia del serale.
| Allievo  | Esibizione        | Team di appartenenza | Posizione in classifica generale ballo | Esito            |
| -------- | ----------------- | -------------------- | -------------------------------------- | ---------------- |
| SAMU     | Run It            | E. Lo                | 1°                                     | Accede al serale |
| SAMU     | Shape Of My Heart | E. Lo                | 1°                                     | Accede al serale |
| Allieva  | Esibizione        | Team di appartenenza | Posizione in classifica generale canto | Esito            |
| FEDERICA | Casa di specchi   | Arisa                | 1°                                     | Accede al serale |

#### Day-time
In settimana viene data ai professori la possibilità di convocare gli allievi (non ancora al serale, e non appartenenti alle proprie squadre), in merito a successive decisioni da prendere riguardo al serale.
| Allievo/a | Esibizione                                    | Team di appartenenza | Esito                             | Note     | Note     |
| --------- | --------------------------------------------- | -------------------- | --------------------------------- | -------- | -------- |
| AARON     | Another love                                  | R. Zerbi             | Continua la corsa verso il serale | [ N 55 ] | [ N 15 ] |
| AARON     | Purple Rain                                   | R. Zerbi             | Continua la corsa verso il serale | [ N 55 ] | [ N 15 ] |
| PICCOLO G | Hai delle isole negli occhi                   | R. Zerbi             | Continua la corsa verso il serale | [ N 55 ] | [ N 15 ] |
| PICCOLO G | Fenomenale                                    | R. Zerbi             | Continua la corsa verso il serale | [ N 56 ] | [ N 15 ] |
| PICCOLO G | Ancora tu                                     | R. Zerbi             | Continua la corsa verso il serale | [ N 23 ] | [ N 15 ] |
| BENEDETTA | Improvvisazione Don't let me be misunderstood | R. Todaro            | Continua la corsa verso il serale | [ N 54 ] | [ N 15 ] |
| BENEDETTA | Improvvisazione Ego                           | R. Todaro            | Continua la corsa verso il serale | [ N 54 ] | [ N 15 ] |
| BENEDETTA | 11 PM                                         | R. Todaro            | Continua la corsa verso il serale | [ N 47 ] | [ N 15 ] |
| BENEDETTA | Improvvisazione Tous les mêmes                | R. Todaro            | Continua la corsa verso il serale | [ N 23 ] | [ N 15 ] |
| NIVEO     | Budapest                                      | L. Cuccarini         | Continua la corsa verso il serale | [ N 16 ] | [ N 15 ] |
| NIVEO     | All time low                                  | L. Cuccarini         | Continua la corsa verso il serale | [ N 16 ] | [ N 15 ] |
| NIVEO     | A te                                          | L. Cuccarini         | Continua la corsa verso il serale | [ N 16 ] | [ N 15 ] |
| NIVEO     | Insieme a te non ci sto più                   | L. Cuccarini         | Continua la corsa verso il serale | [ N 56 ] | [ N 15 ] |
| MEGAN     | Improvvisazione Mad world                     | E. Lo                | Continua la corsa verso il serale | [ N 54 ] | [ N 15 ] |
| MEGAN     | Baianà                                        | E. Lo                | Continua la corsa verso il serale | [ N 54 ] | [ N 15 ] |
| MEGAN     | Do it well                                    | E. Lo                | Continua la corsa verso il serale | [ N 23 ] | [ N 15 ] |
| CRICCA    | Rolling in the deep                           | L. Cuccarini         | Continua la corsa verso il serale | [ N 56 ] | [ N 15 ] |
| CRICCA    | Spaccacuore                                   | L. Cuccarini         | Continua la corsa verso il serale | [ N 23 ] | [ N 15 ] |
| CRICCA    | Falling like the stars                        | L. Cuccarini         | Continua la corsa verso il serale | [ N 16 ] | [ N 15 ] |
| CRICCA    | I lived                                       | L. Cuccarini         | Continua la corsa verso il serale | [ N 16 ] | [ N 15 ] |
| CRICCA    | Mare mare                                     | L. Cuccarini         | Continua la corsa verso il serale | [ N 16 ] | [ N 15 ] |
| NDG       | Suavemente                                    | L. Cuccarini         | Continua la corsa verso il serale | [ N 16 ] | [ N 15 ] |
| NDG       | Papaoutai                                     | L. Cuccarini         | Continua la corsa verso il serale | [ N 16 ] | [ N 15 ] |
| NDG       | Sono bugiarda                                 | L. Cuccarini         | Continua la corsa verso il serale | [ N 16 ] | [ N 15 ] |
| NDG       | Sui muri                                      | L. Cuccarini         | Continua la corsa verso il serale | [ N 56 ] | [ N 15 ] |

### Settimana 24

#### 23ª puntata
Ospiti: Francesca Michielin, Stéphane Jarny
Nella puntata di domenica 12 marzo, a causa di un limite di 15 posti per il serale fissato dalla produzione, tutti gli allievi sono sottoposti ad una valutazione da parte dell'intero corpo docente per ottenere l'accesso definitivo al serale: a tal proposito, come anticipato nel day-time di venerdì 10 marzo, le maglie del serale precedentemente assegnate vengono revocate con effetto immediato. 
| Allievo/a | Team di appartenenza | Esito                         |
| --------- | -------------------- | ----------------------------- |
| RAMON     | A. Celentano         | Ammissione al serale revocata |
| ISOBEL    | A. Celentano         | Ammissione al serale revocata |
| GIANMARCO | A. Celentano         | Ammissione al serale revocata |
| MADDALENA | E. Lo                | Ammissione al serale revocata |
| SAMU      | E. Lo                | Ammissione al serale revocata |
| ANGELINA  | L. Cuccarini         | Ammissione al serale revocata |
| WAX       | Arisa                | Ammissione al serale revocata |
| FEDERICA  | Arisa                | Ammissione al serale revocata |
| ALESSIO   | R. Todaro            | Ammissione al serale revocata |
| MATTIA    | R. Todaro            | Ammissione al serale revocata |

Regolamento
La puntata si articola in quattro gironi che vedono scontrarsi tutti gli allievi: è indispensabile ottenere una media uguale o superiore a 8 per potere accedere definitivamente al serale.
Primo girone
Nel primo girone di accesso al serale si esibiscono tutti i concorrenti. 
- Posti disponibili al serale: 15
- Concorrenti in gara: 17

| Ordine di esibizione | Allievo/a | Esibizione                       | Team di appartenenza | Esito                             |
| -------------------- | --------- | -------------------------------- | -------------------- | --------------------------------- |
| 8                    | ANGELINA  | Mani vuote (inedito)             | L. Cuccarini         | Accede al serale                  |
| 4                    | FEDERICA  | Scivola (inedito)                | Arisa                | Accede al serale                  |
| 3                    | ISOBEL    | Flowers                          | A. Celentano         | Accede al serale                  |
| 7                    | MADDALENA | Monster                          | E. Lo                | Accede al serale                  |
| 9                    | SAMU      | There's Nothing Holding Me Back  | E. Lo                | Continua la corsa verso il serale |
| 11                   | MEGAN     | Candy Shop                       | E. Lo                | Continua la corsa verso il serale |
| 12                   | CRICCA    | Maledetta felicità (inedito)     | L. Cuccarini         | Continua la corsa verso il serale |
| 16                   | NIVEO     | Passo dopo passo (inedito)       | L. Cuccarini         | Continua la corsa verso il serale |
| 6                    | NDG       | Voglio di più (inedito)          | L. Cuccarini         | Continua la corsa verso il serale |
| 2                    | WAX       | Grazie (inedito)                 | Arisa                | Continua la corsa verso il serale |
| 10                   | PICCOLO G | È normale (inedito)              | R. Zerbi             | Continua la corsa verso il serale |
| 14                   | AARON     | Mi prenderò cura di te (inedito) | R. Zerbi             | Continua la corsa verso il serale |
| 1                    | GIANMARCO | Break Free                       | A. Celentano         | Continua la corsa verso il serale |
| 17                   | RAMON     | Senza parole                     | A. Celentano         | Continua la corsa verso il serale |
| 5                    | MATTIA    | Arrabal                          | R. Todaro            | Continua la corsa verso il serale |
| 13                   | ALESSIO   | All of Me                        | R. Todaro            | Continua la corsa verso il serale |
| 15                   | BENEDETTA | Swing da cor                     | R. Todaro            | Continua la corsa verso il serale |

Angelina, Federica, Isobel e Maddalena ottengono l'accesso al serale, conquistando 4 (delle 15) felpe disponibili. I restanti concorrenti si sfidano nel girone successivo.
Secondo girone
Nel secondo girone di accesso al serale si esibiscono i restanti 13 concorrenti.
- Posti rimasti disponibili per il serale: 11
- Concorrenti rimasti: 13

| Ordine di esibizione | Allievo/a | Esibizione            | Team di appartenenza | Esito                             |
| -------------------- | --------- | --------------------- | -------------------- | --------------------------------- |
| 8                    | AARON     | Sei nell'anima        | R. Zerbi             | Accede al serale                  |
| 4                    | WAX       | Marea                 | Arisa                | Accede al serale                  |
| 1                    | MATTIA    | All Shook Up          | R. Todaro            | Accede al serale                  |
| 13                   | ALESSIO   | Virale                | R. Todaro            | Continua la corsa verso il serale |
| 11                   | BENEDETTA | Pure / Honey          | R. Todaro            | Continua la corsa verso il serale |
| 2                    | CRICCA    | Vivimi                | L. Cuccarini         | Continua la corsa verso il serale |
| 10                   | NIVEO     | Qualcosa Di Grande    | L. Cuccarini         | Continua la corsa verso il serale |
| 12                   | NDG       | Un Bacio A Mezzanotte | L. Cuccarini         | Continua la corsa verso il serale |
| 6                    | PICCOLO G | Ritornerai            | R. Zerbi             | Continua la corsa verso il serale |
| 9                    | SAMU      | Aldo ritmo            | E. Lo                | Continua la corsa verso il serale |
| 5                    | MEGAN     | What about us         | E. Lo                | Continua la corsa verso il serale |
| 3                    | GIANMARCO | Due di notte          | A. Celentano         | Continua la corsa verso il serale |
| 7                    | RAMON     | La vita splendida     | A. Celentano         | Continua la corsa verso il serale |

Aaron, Mattia e Wax ottengono l'accesso al serale, conquistando 3 (delle restanti 11) felpe disponibili. I restanti concorrenti si sfidano nel girone successivo.
Terzo girone
Nel terzo girone di accesso al serale si esibiscono i restanti 10 concorrenti.
- Posti rimasti disponibili per il serale: 8
- Concorrenti rimasti: 10

| Ordine di esibizione | Allievo/a | Esibizione                     | Team di appartenenza | Esito                             |
| -------------------- | --------- | ------------------------------ | -------------------- | --------------------------------- |
| 2                    | PICCOLO G | Stavo pensando a te            | R. Zerbi             | Accede al serale                  |
| 3                    | ALESSIO   | Cake by the ocean              | R. Todaro            | Accede al serale                  |
| 9                    | RAMON     | Variazione Grand Pas Classique | A. Celentano         | Accede al serale                  |
| 5                    | GIANMARCO | The loneliest                  | A. Celentano         | Continua la corsa verso il serale |
| 8                    | CRICCA    | Grenade                        | L. Cuccarini         | Continua la corsa verso il serale |
| 6                    | NIVEO     | Fix You                        | L. Cuccarini         | Continua la corsa verso il serale |
| 4                    | NDG       | Per dimenticare                | L. Cuccarini         | Continua la corsa verso il serale |
| 7                    | BENEDETTA | Broken heels                   | R. Todaro            | Continua la corsa verso il serale |
| 1                    | SAMU      | L'anima vola                   | E. Lo                | Continua la corsa verso il serale |
| 10                   | MEGAN     | Can't get you out of my head   | E. Lo                | Continua la corsa verso il serale |

Piccolo G, Alessio e Ramon ottengono l'accesso al serale, conquistando 3 (delle restanti 8) felpe disponibili. I restanti concorrenti si sfidano nel girone successivo.
Quarto girone
Nel quarto girone di accesso al serale si esibiscono i restanti 7 concorrenti.
- Posti rimasti disponibili per il serale: 5
- Concorrenti rimasti: 7

| Ordine di esibizione | Allievo/a | Esibizione                                                      | Team di appartenenza | Esito            | Note    |
| -------------------- | --------- | --------------------------------------------------------------- | -------------------- | ---------------- | ------- |
| 2                    | CRICCA    | Yesterday                                                       | L. Cuccarini         | Accede al serale | –       |
| 4                    | NDG       | C'era un ragazzo che come me amava i Beatles e i Rolling Stones | L. Cuccarini         | Accede al serale | –       |
| 3                    | GIANMARCO | Womanizer                                                       | A. Celentano         | Accede al serale | –       |
| 1                    | SAMU      | Crepe                                                           | E. Lo                | Accede al serale | –       |
| 7                    | MEGAN     | Fiori di Chernobyl                                              | E. Lo                | Accede al serale | –       |
| 6                    | NIVEO     | I'm Yours                                                       | L. Cuccarini         | Eliminati        | –       |
| 5                    | BENEDETTA | Un amor                                                         | R. Todaro            | Eliminati        | [ N 1 ] |

Cricca, NDG, Megan, Samu e Gianmarco ottengono l'accesso al serale, conquistando le ultime 5 felpe disponibili. Invece, a seguito del mancato ottenimento della media favorevole all'accesso al serale, Niveo e Benedetta vengono eliminati.
Infine, Mattia ottiene l'esibizione aggiuntiva TIM.
| Allievo | Esibizione      | Team di appartenenza | Esito         | Note     |
| ------- | --------------- | -------------------- | ------------- | -------- |
| MATTIA  | Blinding lights | R. Todaro            | Già al serale | [ N 33 ] |

## Squadre del serale
Durante il day-time di lunedì 13 marzo 2023, si formano le tre squadre del serale che saranno così suddivise:
| SQUADRA CUCCARINI-EMANUEL LO     | SQUADRA CUCCARINI-EMANUEL LO     |                              | SQUADRA ZERBI-CELENTANO             | SQUADRA ZERBI-CELENTANO             |              | SQUADRA ARISA-TODARO      | SQUADRA ARISA-TODARO      |
| Professori                       | Professori                       | Professori                   | Professori                          | Professori                          | Professori   | Professori                | Professori                |
| -------------------------------- | -------------------------------- | ---------------------------- | ----------------------------------- | ----------------------------------- | ------------ | ------------------------- | ------------------------- |
| - Lorella Cuccarini - Emanuel Lo | - Lorella Cuccarini - Emanuel Lo |                              | - Rudy Zerbi - Alessandra Celentano | - Rudy Zerbi - Alessandra Celentano |              | - Arisa - Raimondo Todaro | - Arisa - Raimondo Todaro |
| Concorrenti                      |                                  |                              |                                     |                                     |              |                           |                           |
| Nome                             | Disciplina                       |                              | Nome                                | Disciplina                          |              | Nome                      | Disciplina                |
| Angelina Mango                   | cantautorato                     | Isobel Fetiye Kinnear        | ballo                               | Mattia Zenzola                      | latino       |                           |                           |
| Maddalena Svevi                  | ballo                            | Aaron (Edoardo Boari)        | cantautorato                        | Wax (Matteo Lucido)                 | cantautorato |                           |                           |
| Cricca (Giovanni Cricca)         | cantautorato                     | Ramon Agnelli                | classico                            | Federica Andreani                   | canto        |                           |                           |
| Samu (Samuele Segreto)           | hip-hop                          | Gianmarco Petrelli           | hip-hop                             | Alessio Cavaliere                   | hip-hop      |                           |                           |
| NDG (Nicolò di Girolamo)         | cantautorato                     | Piccolo G (Giovanni Rinaldi) | cantautorato                        |                                     |              |                           |                           |
| Megan Ria                        | ballo                            |                              |                                     |                                     |              |                           |                           |

## Speciale - Natale con i tuoi... Amici
Dal 25 dicembre 2022 è disponibile, sulla piattaforma Witty TV, uno speciale natalizio condotto dai ragazzi di Amici 22, dove gli stessi, in assenza dei professori, si esibiscono a turno da soli o con altri compagni, in esibizioni di ballo e canto, tenendo così in compagnia il pubblico durante le vacanze natalizie.
| Allievi/e  | Allievi/e  | Allievi/e | Allievi/e | Allievi/e | Esibizioni                                          |
| ---------- | ---------- | --------- | --------- | --------- | --------------------------------------------------- |
| CORALE     | CORALE     | CORALE    | CORALE    | CORALE    | Oh Happy Day                                        |
| GIANMARCO  | GIANMARCO  | ISOBEL    | SAMU      | SAMU      | The Hills                                           |
| ANGELINA   | MEGAN      | MADDALENA | RITA      | ISOBEL    | (I Can't Get No) Satisfaction                       |
| NDG        | NDG        | MATTIA    | MATTIA    | MATTIA    | Suavemente                                          |
| SAMUEL     | SAMUEL     | MEGAN     | MEGAN     | MEGAN     | Come te llamas                                      |
| PICCOLO G  | AARON      | ANGELINA  | CRICCA    | FEDERICA  | Hai delle isole negli occhi                         |
| MADDALENA  | MADDALENA  | MEGAN     | MEGAN     | MEGAN     | Malamente                                           |
| TOMMY DALI | TOMMY DALI | WAX       | WAX       | CRICCA    | Love Yourself                                       |
| NIVEO      | NIVEO      | ANGELINA  | RAMON     | MADDALENA | Imagine                                             |
| MATTIA     | MATTIA     | MATTIA    | MATTIA    | MATTIA    | Unstoppable                                         |
| NIVEO      | NIVEO      | RITA      | RITA      | ISOBEL    | Scrivile scemo                                      |
| FEDERICA   | FEDERICA   | FEDERICA  | MEGAN     | MEGAN     | Amare                                               |
| NDG        | NDG        | CRICCA    | CRICCA    | SAMU      | Panamera                                            |
| RAMON      | RAMON      | RAMON     | RITA      | RITA      | Variazione Lo schiaccianoci - Atto II (Pas de deux) |
| CRICCA     | CRICCA     | CRICCA    | WAX       | WAX       | Mele Kalikimaka                                     |
| AARON      | AARON      | AARON     | RITA      | RITA      | Per due che come noi                                |

## Tabelle riassuntive dei compiti settimanali assegnati
Il compito viene accettato e svolto in puntata.
     Il compito viene assegnato dal/la proprio/a professore/ssa di riferimento e svolto in puntata.
     Il compito viene rifiutato e non svolto in puntata.
     Il/La professore/ssa non assegna compiti durante la settimana.
     Il compito non viene più svolto in quanto l'allievo/a coinvolto/a è stato/a eliminato/a o è passato/a al serale.
     Il compito assegnato non è stato ancora svolto.

### Ballo
| COMPITI DI BALLO | COMPITI DI BALLO                                                | COMPITI DI BALLO                                 | COMPITI DI BALLO                                 | COMPITI DI BALLO                        | COMPITI DI BALLO         | COMPITI DI BALLO          |
| Settimane        | A. Celentano                                                    | A. Celentano                                     | A. Celentano                                     | R. Todaro                               | E. Lo                    | E. Lo                     |
| ---------------- | --------------------------------------------------------------- | ------------------------------------------------ | ------------------------------------------------ | --------------------------------------- | ------------------------ | ------------------------- |
| 2                | ASIA Liberian Girl                                              | ASIA Liberian Girl                               | ASIA Liberian Girl                               | Non assegna compiti                     | Non assegna compiti      | Non assegna compiti       |
| 3                | LUDOVICA My Tunnels Are Long and Dark These Days                | LUDOVICA My Tunnels Are Long and Dark These Days | LUDOVICA My Tunnels Are Long and Dark These Days | Non assegna compiti                     | RITA Mare malinconia     | RITA Mare malinconia      |
| 4                | MATTIA Virtual Insanity                                         | MATTIA Virtual Insanity                          | MATTIA Virtual Insanity                          | RAMON Because the Night                 | Non assegna compiti      | Non assegna compiti       |
| 5                | SAMUEL Someone you Loved                                        | SAMUEL Someone you Loved                         | MADDALENA Carina                                 | Non assegna compiti                     | Non assegna compiti      | Non assegna compiti       |
| 6                | MEGAN Historia de un amor                                       | MEGAN Historia de un amor                        | MEGAN Historia de un amor                        | Non assegna compiti                     | Non assegna compiti      | Non assegna compiti       |
| 7                | SAMUEL Concerto Grosso in B Minor, Op. 3/10, RV 580: 1. Allegro | SAMU When I Was Your Man                         | RITA Cara                                        | GIANMARCO Iron                          | Non assegna compiti      | Non assegna compiti       |
| 8                | Non assegna compiti                                             | Non assegna compiti                              | Non assegna compiti                              | Non assegna compiti                     | RAMON Men in Back        | RAMON Men in Back         |
| 9                | CLAUDIA Turning Tables / Numb                                   | CLAUDIA Turning Tables / Numb                    | MEGAN Sei bellissima                             | Non assegna compiti                     | Non assegna compiti      | Non assegna compiti       |
| 10               | MADDALENA Feedback                                              | MADDALENA Feedback                               | LUDOVICA Bimbi per strada                        | Non assegna compiti                     | Non assegna compiti      | Non assegna compiti       |
| 11               | MATTIA Un giorno credi                                          | MATTIA Un giorno credi                           | MATTIA Un giorno credi                           | RITA A Little Party Never Killed Nobody | RAMON In the Air Tonight | RAMON In the Air Tonight  |
| 12               | RITA Bad Vibes                                                  | RITA Bad Vibes                                   | RITA Bad Vibes                                   | Non assegna compiti                     | Non assegna compiti      | Non assegna compiti       |
| 13               | SAMU Feeling Good                                               | SAMU Feeling Good                                | SAMU Feeling Good                                | Non assegna compiti                     | Non assegna compiti      | Non assegna compiti       |
| 14               | Non assegna compiti                                             | Non assegna compiti                              | Non assegna compiti                              | RAMON Way Down We Go                    | MEGAN Family Affair      | MEGAN Family Affair       |
| 15               | Non assegna compiti                                             | Non assegna compiti                              | Non assegna compiti                              | Non assegna compiti                     | Non assegna compiti      | Non assegna compiti       |
| 16               | ELEONORA                                                        | MATTIA The plaza of execution                    | SAMUEL Photograph                                | Non assegna compiti                     | Non assegna compiti      | Non assegna compiti       |
| 17               | ELEONORA                                                        | MATTIA Orobroy                                   | VANESSA Girl on fire                             | Non assegna compiti                     | Non assegna compiti      | Non assegna compiti       |
| 18               | Non assegna compiti                                             | Non assegna compiti                              | Non assegna compiti                              | GIANMARCO Losing my religion            | Non assegna compiti      | Non assegna compiti       |
| 19               | SAMU Losing my religion                                         | SAMU Losing my religion                          | MADDALENA I Try                                  | Non assegna compiti                     | MADDALENA Hey mama       | MEGAN Formation / Cuuuute |
| 20               | MATTIA Natural                                                  | MATTIA Natural                                   | MATTIA Natural                                   | Non assegna compiti                     | Non assegna compiti      | Non assegna compiti       |
| 21               | ALESSIO Sign O' The Times                                       | ALESSIO Sign O' The Times                        | ALESSIO Sign O' The Times                        | SAMU Amor                               | Non assegna compiti      | Non assegna compiti       |
| 22               | Non assegna compiti                                             | Non assegna compiti                              | Non assegna compiti                              | Non assegna compiti                     | Non assegna compiti      | Non assegna compiti       |
| 23               | Non assegna compiti                                             | Non assegna compiti                              | Non assegna compiti                              | Non assegna compiti                     | Non assegna compiti      | Non assegna compiti       |
| 24               | Non assegna compiti                                             | Non assegna compiti                              | Non assegna compiti                              | Non assegna compiti                     | Non assegna compiti      | Non assegna compiti       |
| Totale           | 26                                                              | 26                                               | 26                                               | 6                                       | 6                        | 6                         |

### Canto
| COMPITI DI CANTO | COMPITI DI CANTO             | COMPITI DI CANTO                  | COMPITI DI CANTO               | COMPITI DI CANTO               |
| Settimane        | R. Zerbi                     | L. Cuccarini                      | Arisa                          | Arisa                          |
| ---------------- | ---------------------------- | --------------------------------- | ------------------------------ | ------------------------------ |
| Settimane        | R. Zerbi                     | Non assegna compiti               | Non assegna compiti            | Non assegna compiti            |
| 2                | ANDRE Sempre e per sempre    | Non assegna compiti               | Non assegna compiti            | Non assegna compiti            |
| 3                | Non assegna compiti          | Non assegna compiti               | Non assegna compiti            | Non assegna compiti            |
| 4                | Non assegna compiti          | Non assegna compiti               | Non assegna compiti            | Non assegna compiti            |
| 5                | Non assegna compiti          | Non assegna compiti               | Non assegna compiti            | Non assegna compiti            |
| 6                | FEDERICA Proud Mary          | CRICCA La costruzione di un amore | Non assegna compiti            | Non assegna compiti            |
| 7                | CRICCA Aida                  | Non assegna compiti               | Non assegna compiti            | Non assegna compiti            |
| 8                | Non assegna compiti          | Non assegna compiti               | AARON It's Me                  | AARON It's Me                  |
| 9                | NIVEO Un giorno in più       | Non assegna compiti               | Non assegna compiti            | Non assegna compiti            |
| 10               | Non assegna compiti          | Non assegna compiti               | PICCOLO G Volevo un gatto nero | PICCOLO G Volevo un gatto nero |
| 11               | Non assegna compiti          | Non assegna compiti               | CRICCA                         | PICCOLO G Lo shampoo           |
| 12               | Non assegna compiti          | Non assegna compiti               | Non assegna compiti            | Non assegna compiti            |
| 13               | Non assegna compiti          | Non assegna compiti               | Non assegna compiti            | Non assegna compiti            |
| 14               | Non assegna compiti          | Non assegna compiti               | Non assegna compiti            | Non assegna compiti            |
| 15               | Non assegna compiti          | Non assegna compiti               | Non assegna compiti            | Non assegna compiti            |
| 16               | Non assegna compiti          | Non assegna compiti               | Non assegna compiti            | Non assegna compiti            |
| 17               | Non assegna compiti          | Non assegna compiti               | Non assegna compiti            | Non assegna compiti            |
| 18               | Non assegna compiti          | JORE Innocenti evasioni           | Non assegna compiti            | Non assegna compiti            |
| 19               | WAX La genesi del tuo colore | Non assegna compiti               | CRICCA Too Good at Goodbyes    | ANGELINA Dancing               |
| 20               | Non assegna compiti          | AARON Amati sempre                | AARON Amati sempre             | AARON Amati sempre             |
| 21               | FEDERICA Tom's Diner         | Non assegna compiti               | Non assegna compiti            | Non assegna compiti            |
| 22               | Non assegna compiti          | Non assegna compiti               | Non assegna compiti            | Non assegna compiti            |
| 23               | Non assegna compiti          | Non assegna compiti               | Non assegna compiti            | Non assegna compiti            |
| 24               | Non assegna compiti          | Non assegna compiti               | Non assegna compiti            | Non assegna compiti            |
| Totale           | 6                            | 3                                 | 7                              | 7                              |

## Inediti e certificazioni

### Pubblicazione inediti
| Allievo/a  | Inedito                | Pubblicazione    | Produttore             | Produttore             | Produttore             | Produttore             | Produttore             |
| ---------- | ---------------------- | ---------------- | ---------------------- | ---------------------- | ---------------------- | ---------------------- | ---------------------- |
| NDG        | Fuori                  | 8 novembre 2022  | Lvnar                  | Lvnar                  | Lvnar                  | Lvnar                  | Lvnar                  |
| TOMMY DALI | Male                   | 8 novembre 2022  | Riccardo Scirè         | Riccardo Scirè         | Riccardo Scirè         | Riccardo Scirè         | Riccardo Scirè         |
| WAX        | Turista per sempre     | 8 novembre 2022  | Shune                  | Shune                  | Shune                  | Shune                  | Shune                  |
| AARON      | Universale             | 15 novembre 2022 | Zef                    | Zef                    | Starchild              | Starchild              | Starchild              |
| PICCOLO G  | Più mia                | 15 novembre 2022 | Dema                   | Dema                   | Dema                   | Dema                   | Dema                   |
| NIVEO      | Scarabocchi            | 15 novembre 2022 | Fabio Zini             | Fabio Zini             | Fabio Zini             | Fabio Zini             | Fabio Zini             |
| CRICCA     | Supereroi              | 22 novembre 2022 | OkGiorgio              | OkGiorgio              | OkGiorgio              | OkGiorgio              | OkGiorgio              |
| FEDERICA   | Meno sola              | 22 novembre 2022 | Room9                  | Room9                  | Room9                  | Room9                  | Room9                  |
| ANGELINA   | Voglia di vivere       | 10 gennaio 2023  | Michelangelo           | Michelangelo           | Michelangelo           | Michelangelo           | Michelangelo           |
| AARON      | Baciami e ballami      | 10 gennaio 2023  | Riccardo Brizi         | Riccardo Brizi         | Riccardo Brizi         | Riccardo Brizi         | Riccardo Brizi         |
| FEDERICA   | 26 modi                | 10 gennaio 2023  | Room9                  | Room9                  | Room9                  | Room9                  | Room9                  |
| NDG        | Perdonami              | 10 gennaio 2023  | Kyv                    | Kyv                    | Ayden Lau              | Ayden Lau              | Ayden Lau              |
| NIVEO      | Sui sedili della metro | 10 gennaio 2023  | Fabio Zini             | Fabio Zini             | Fabio Zini             | Fabio Zini             | Fabio Zini             |
| PICCOLO G  | Acquario               | 10 gennaio 2023  | Zef                    | Zef                    | Starchild              | Starchild              | Starchild              |
| TOMMY DALI | Finisce bene           | 10 gennaio 2023  | Andrea Blanc           | Andrea Blanc           | Renzo Stone            | Renzo Stone            | Renzo Stone            |
| WAX        | Ballerine e guantoni   | 10 gennaio 2023  | Dardust                | Dardust                | Dardust                | Dardust                | Dardust                |
| JORE       | Solo tu                | 17 gennaio 2023  | Emiliano Bassi         | Emiliano Bassi         | Emiliano Bassi         | Emiliano Bassi         | Emiliano Bassi         |
| CRICCA     | Se mi guardi così      | 17 gennaio 2023  | Giovanni Cricca        | Cristian Bonato        | Massimiliano Corona    | Federico Mecozzi       | Francesco Picciano     |
| ANGELINA   | Mani vuote             | 14 marzo 2023    | Michele Canova Iorfida | Michele Canova Iorfida | Michele Canova Iorfida | Michele Canova Iorfida | Michele Canova Iorfida |
| AARON      | Mi prenderò cura di te | 14 marzo 2023    | Giulio Nenna           | Giulio Nenna           | Giulio Nenna           | Giulio Nenna           | Giulio Nenna           |
| CRICCA     | Maledetta felicità     | 14 marzo 2023    | Riccardo Scirè         | Riccardo Scirè         | Riccardo Scirè         | Riccardo Scirè         | Riccardo Scirè         |
| FEDERICA   | Scivola                | 14 marzo 2023    | Room9                  | Room9                  | Room9                  | Room9                  | Room9                  |
| PICCOLO G  | È normale              | 14 marzo 2023    | Katoo                  | Katoo                  | Katoo                  | Katoo                  | Katoo                  |
| NDG        | Voglio di più          | 14 marzo 2023    | Dardust                | Dardust                | Dardust                | Dardust                | Dardust                |
| WAX        | Grazie                 | 14 marzo 2023    | Takagi & Ketra         | Takagi & Ketra         | Takagi & Ketra         | Jvli                   | Jvli                   |
| ANGELINA   | Ci pensiamo domani     | 12 maggio 2023   | Zef                    | Zef                    | Zef                    | Zef                    | Zef                    |
| AARON      | Visione Led            | 12 maggio 2023   | Giulio Nenna           | Giulio Nenna           | Giulio Nenna           | Giulio Nenna           | Giulio Nenna           |
| WAX        | Anni 70                | 12 maggio 2023   | ITACA                  | ITACA                  | ITACA                  | ITACA                  | ITACA                  |

### Certificazioni

#### Singoli
| Artista  | Singolo            | Certificazione FIMI | Certificazione FIMI |
| Artista  | Singolo            | Data                | Tipo di disco       |
| -------- | ------------------ | ------------------- | ------------------- |
| ANGELINA | Voglia di vivere   | 31 luglio 2023      | Oro                 |
| ANGELINA | Mani vuote         | 20 agosto 2024      | Oro                 |
| ANGELINA | Ci pensiamo domani | 19 giugno 2023      | Oro                 |
| ANGELINA | Ci pensiamo domani | 17 luglio 2023      | Platino             |
| ANGELINA | Ci pensiamo domani | 28 agosto 2023      | Platino ×2          |
| ANGELINA | Ci pensiamo domani | 13 novembre 2023    | Platino ×3          |
| ANGELINA | Ci pensiamo domani | 22 aprile 2024      | Platino ×4          |

#### EP
| Artista  | EP               | Certificazione FIMI | Certificazione FIMI |
| Artista  | EP               | Data                | Tipo di disco       |
| -------- | ---------------- | ------------------- | ------------------- |
| ANGELINA | Voglia di vivere | 21 agosto 2023      | Oro                 |
| ANGELINA | Voglia di vivere | 22 luglio 2024      | Platino             |

## Gare inediti Radio

### Gara inediti Radio Zeta
A partire dall'ottava puntata comincia una gara inediti sul portale di Radio Zeta, suddivisa in più sfide. Il vincitore del primo girone ha la possibilità di cantare il proprio inedito al concerto organizzato da Radio Zeta all'Arena di Verona il 31 dicembre.
     L'allievo/a vince la sfida finale.
| Sfida        | Artista    | Inedito            | Preferenza ascoltatori Radio Zeta |
| ------------ | ---------- | ------------------ | --------------------------------- |
| 1ª           | NDG        | Fuori              |                                   |
| 1ª           | TOMMY DALI | Male               |                                   |
| 1ª           | WAX        | Turista per sempre |                                   |
|              |            |                    |                                   |
| 2ª           | AARON      | Universale         |                                   |
| 2ª           | NIVEO      | Scarabocchi        |                                   |
| 2ª           | PICCOLO G  | Più mia            |                                   |
|              |            |                    |                                   |
| 3ª           | FEDERICA   | Meno sola          |                                   |
| 3ª           | CRICCA     | Supereroi          |                                   |
|              |            |                    |                                   |
| Sfida finale | TOMMY DALI | Male               |                                   |
| Sfida finale | NIVEO      | Scarabocchi        |                                   |
| Sfida finale | FEDERICA   | Meno sola          |                                   |

### Gara inediti RadioMediaset
A partire dalla quindicesima puntata, tutti gli inediti vengono passati sulle Radio che fanno parte del gruppo Mediaset (tra queste: R101, Radio 105, Virgin Radio, Radio Subasio e Radio Monte Carlo). In seguito verrà creata una web radio dove si potranno ascoltare gli inediti; i due vincitori saranno intervistati dalle varie radio e avranno anche la possibilità di esibirsi durante l'estate nel tour di Radio 105.
     L'allievo/a vince la sfida finale.
| Sfida        | Artista   | Inedito                | Preferenza ascoltatori RadioMediaset |
| ------------ | --------- | ---------------------- | ------------------------------------ |
| 1ª           | AARON     | Baciami e ballami      |                                      |
| 1ª           | ANGELINA  | Voglia di vivere       |                                      |
| 1ª           | FEDERICA  | 26 modi                |                                      |
| 1ª           | NDG       | Perdonami              |                                      |
| 1ª           | NIVEO     | Sui sedili della metro |                                      |
| 1ª           | PICCOLO G | Acquario               |                                      |
| 1ª           | WAX       | Ballerine e guantoni   |                                      |
|              |           |                        |                                      |
| Sfida finale | ANGELINA  | Voglia di vivere       |                                      |
| Sfida finale | FEDERICA  | 26 modi                |                                      |
| Sfida finale | WAX       | Ballerine e guantoni   |                                      |
| Sfida finale | PICCOLO G | Acquario               |                                      |

## Oreo Challenge
A partire dalla quarta settimana parte l'Oreo Challenge sul portale di Witty TV che vede protagonisti gli allievi sfidarsi su un pezzo a loro scelta. Chi vince la sfida mantiene la medaglia, sfidando l'allievo successivo. Il vincitore dell'ultima challenge ottiene la medaglia OREO e un premio dal valore di 500 €, in gettoni d'oro.
     L'allievo/a vince la sfida finale e la medaglia OREO.
| OREO CHALLENGE           | OREO CHALLENGE | OREO CHALLENGE              | OREO CHALLENGE            | OREO CHALLENGE            | OREO CHALLENGE   | OREO CHALLENGE                                        | OREO CHALLENGE |
| Challenge                | Primo sfidante | Esibizione                  | Preferenza telespettatori | Preferenza telespettatori | Secondo sfidante | Esibizione                                            | Fonte          |
| ------------------------ | -------------- | --------------------------- | ------------------------- | ------------------------- | ---------------- | ----------------------------------------------------- | -------------- |
| 1                        | NDG            | Suavemente                  |                           |                           | ASIA             | Bang Bang                                             | [ 7 ]          |
| 2                        | NDG            | Suavemente                  |                           |                           | LUDOVICA         | Boys                                                  | [ 8 ]          |
| 3                        | CRICCA         | Tu sei l'unica donna per me |                           |                           | LUDOVICA         | Boys                                                  | [ 9 ]          |
| 4                        | AARON          | Another Love                |                           |                           | LUDOVICA         | Boys                                                  | [ 10 ]         |
| 5                        | AARON          | Another Love                |                           |                           | CLAUDIA          | Gabriel                                               | [ 11 ]         |
| 6                        | AARON          | Another Love                |                           |                           | RITA             | Young and Beautiful                                   | [ 12 ]         |
| 7                        | ASCANIO        | Si, ah                      |                           |                           | RITA             | Young and Beautiful                                   | [ 13 ]         |
| 8                        | WAX            | Svalutation                 |                           |                           | RITA             | Young and Beautiful                                   | [ 14 ]         |
| 9                        | WAX            | Svalutation                 |                           |                           | MEGAN            | Baianà                                                | [ 15 ]         |
| 10                       | WAX            | Svalutation                 |                           |                           | MADDALENA        | Glimpse of Us                                         | [ 16 ]         |
| 11                       | PICCOLO G      | Volevo un gatto nero        |                           |                           | MADDALENA        | Glimpse of Us                                         | [ 17 ]         |
| 12                       | ANGELINA       | Happier Than Ever           |                           |                           | MADDALENA        | Glimpse of Us                                         | [ 18 ]         |
| 13                       | ANGELINA       | Happier Than Ever           |                           |                           | VANESSA          | Questions                                             | [ 19 ]         |
| 14                       | ANGELINA       | Happier Than Ever           |                           |                           | GIANMARCO        | The Hills                                             | [ 20 ]         |
| 15                       | FEDERICA       | It Don't Matter             |                           |                           | GIANMARCO        | The Hills                                             | [ 21 ]         |
| 16                       | NIVEO          | Che freddo fa               |                           |                           | GIANMARCO        | The Hills                                             | [ 22 ]         |
| 17                       | NIVEO          | Che freddo fa               |                           |                           | ISOBEL           | Take Me To Church                                     | [ 23 ]         |
| 18                       | ALESSIO        | Control                     |                           |                           | ISOBEL           | Take Me To Church                                     | [ 24 ]         |
| 19                       | MATTIA         | Titanium                    |                           |                           | ISOBEL           | Take Me To Church                                     | [ 25 ]         |
| 20                       | MATTIA         | Titanium                    |                           |                           | RAMON            | Variazione: Flammes de Paris - Pas de deux (Philippe) | [ 26 ]         |
| 21 - Sfida Finale        | MATTIA         | Titanium                    |                           |                           | SAMU             | Unholy                                                | [ 27 ]         |
| Vincitore OREO Challenge | MATTIA         | MATTIA                      | MATTIA                    | MATTIA                    | MATTIA           | MATTIA                                                | MATTIA         |

## Curiosità
Alcuni concorrenti sono più o meno noti al pubblico, ad esempio:
- Alessio Cavaliere (Napoli, 2 ottobre 2003). Aveva già provato ad entrare ad Amici nella ventunesima edizione, non riuscendo però a vincere la sfida che l'aveva visto coinvolto contro il ballerino Guido Domenico Sarnataro.
- Angelina Mango (Maratea, 10 aprile 2001). È la secondogenita del cantautore Mango, con cui ha anche collaborato, e di Laura Valente, ex cantante dei Matia Bazar. Nel 2020 ha pubblicato l’EP Monolocale. Nel 2021 ha aperto il Parola Tour di Giovanni Caccamo e Michele Placido ed ha partecipato alle selezioni di Sanremo Giovani, senza qualificarsi tra i finalisti. Nel 2022 ha partecipato al Concerto del Primo Maggio e ad ottobre ha vinto il Premio Live del contest per artisti emergenti Musica da Bere.
- Ascanio (Andrea Ascanio) (Veglie, 18 agosto 2003). Poco prima di entrare ad Amici aveva partecipato alla sedicesima edizione di X Factor, arrivando fino ai Bootcamp nel roster di Dargen d'Amico. Nel 2011, inoltre, ha preso parte alla quinta edizione di Ti lascio una canzone.
- Benedetta Vari (Colleferro, 14 settembre 2000). Aveva già provato ad entrare ad Amici, prima nella diciottesima edizione e poi nella diciannovesima edizione, non riuscendo però a vincere la sfida che l'aveva vista coinvolta contro il ballerino Valentin Alexandru Dimitru.
- Eleonora Cabras (Sorso, 31 luglio 2004). Aveva già provato ad entrare ad Amici, nella ventunesima edizione, non riuscendo però a vincere la sfida che l'aveva vista coinvolta contro il ballerino Mattia Zenzola.
- Gianmarco Petrelli (Roma, 1 marzo 2000). Nel 2021 ha tentato di partecipare alla ventunesima edizione, venendo però scartato nella sfida per l'ottenimento del banco di hip-hop, contro Mattias Nigiotti. Ha fatto inoltre parte del corpo di ballo del concerto di Alessandra Amoroso, Tutto accade a San Siro, andato in onda su Canale 5.
- Jore (Lorenzo Longoni) (Carate Brianza, 13 maggio 2002). Nel 2022 ha partecipato a Area Sanremo, non qualificandosi però per Sanremo Giovani.
- Maddalena Svevi (Genova, 12 novembre 2004). Ha partecipato alla prima edizione di Pequeños gigantes e successivamente nel corpo di ballo de Il cantante mascherato. Ha inoltre preso parte al videoclip della canzone Perfetta così di AKA 7even.
- Mattia Zenzola (Valenzano, 10 gennaio 2004). Nella stagione 2021-2022 ha partecipato alla ventunesima edizione nel team di Raimondo Todaro, ma è stato costretto al ritiro a seguito di un infortunio.
- Megan Ria (Imola, 15 novembre 2004). Ha partecipato nel corpo di ballo di vari programmi come Big Show - Enrico Papi, Battiti Live e Il cantante mascherato. Ha inoltre preso parte al videoclip della canzone Tribale di Elodie. Da bambina ha partecipato al programma Chi ha incastrato Peter Pan?.
- Piccolo G (Giovanni Rinaldi) (Macerata, 12 novembre 2000). Nel 2020 ha preso parte alla traccia Domani di Izi nell'album Riot insieme a Federica Abbate.
- Samu (Samuele Segreto) (Palermo, 23 luglio 2004). Ha partecipato alla prima edizione di Pequeños gigantes e successivamente ha recitato al cinema e in TV, e ha fatto parte del corpo di ballo della quindicesima e sedicesima edizione del programma.
- Tommy Dali (Tommaso Daliana) (Firenze, 8 gennaio 1999). Ha partecipato come featuring artist ai singoli Solo con me di Rkomi e in Versus di Sissi.

## Ascolti

### Pomeridiano
| Puntata                 | Messa in onda     | Telespettatori | Share  | Fonte  |
| ----------------------- | ----------------- | -------------- | ------ | ------ |
| 1                       | 18 settembre 2022 | 2 866 000      | 24,13% | [ 28 ] |
| 2                       | 25 settembre 2022 | 2 929 000      | 23,47% | [ 29 ] |
| 3                       | 2 ottobre 2022    | 2 523 000      | 20,00% | [ 30 ] |
| 4                       | 9 ottobre 2022    | 2 595 000      | 21,41% | [ 31 ] |
| 5                       | 16 ottobre 2022   | 2 508 000      | 21,63% | [ 32 ] |
| 6                       | 23 ottobre 2022   | 2 728 000      | 22,47% | [ 33 ] |
| 7                       | 30 ottobre 2022   | 2 515 000      | 22,68% | [ 34 ] |
| 8                       | 6 novembre 2022   | 2 662 000      | 21,02% | [ 35 ] |
| 9                       | 13 novembre 2022  | 2 919 000      | 23,25% | [ 36 ] |
| 10                      | 20 novembre 2022  | 3 095 000      | 21,95% | [ 37 ] |
| 11                      | 27 novembre 2022  | 3 330 000      | 22,77% | [ 38 ] |
| 12                      | 4 dicembre 2022   | 3 334 000      | 23,53% | [ 39 ] |
| 13                      | 11 dicembre 2022  | 3 132 000      | 22,28% | [ 40 ] |
| 14                      | 18 dicembre 2022  | 2 927 000      | 20,90% | [ 41 ] |
| 15                      | 8 gennaio 2023    | 3 061 000      | 21,36% | [ 42 ] |
| 16                      | 15 gennaio 2023   | 3 256 000      | 23,15% | [ 43 ] |
| 17                      | 22 gennaio 2023   | 3 428 000      | 23,28% | [ 44 ] |
| 18                      | 29 gennaio 2023   | 3 089 000      | 23,21% | [ 45 ] |
| 19                      | 5 febbraio 2023   | 3 148 000      | 22,61% | [ 46 ] |
| 20                      | 12 febbraio 2023  | 2 671 000      | 19,30% | [ 47 ] |
| 21                      | 19 febbraio 2023  | 2 862 000      | 22,40% | [ 48 ] |
| 22                      | 5 marzo 2023      | 3 356 000      | 25,80% | [ 49 ] |
| 23                      | 12 marzo 2023     | 3 313 000      | 26,58% | [ 50 ] |
| Media                   | Media             | 2 967 000      | 22,40% |        |
| Amici - Verso Il Serale | 17 marzo 2023     | 1 976 000      | 21,00% | [ 51 ] |

- Nota: L'edizione, con una media di 2 967 000 telespettatori, risulta essere la fase iniziale meno seguita nella storia del programma. Prima di allora il record negativo era detenuto dalla ventunesima edizione, con una media di 3 017 000 telespettatori.

### Day-time settimanale
In questa tabella sono indicati i risultati in termini di ascolto della striscia quotidiana andata in onda dal lunedì al venerdì su Canale 5 nella fascia oraria 16:10-16:40.
- Note: 
  - Vengono considerati i day-time dal 20 settembre 2022 al 10 marzo 2023.
  - Il day-time era andato eccezionalmente in onda in fascia oraria anticipata (14:45-15:15) il 22 e il 23 dicembre 2022, in sostituzione di Uomini e donne.

|                | Lunedì             | Lunedì             | Lunedì             | Martedì            | Martedì            | Martedì            | Mercoledì          | Mercoledì          | Mercoledì          | Giovedì            | Giovedì            | Giovedì            | Venerdì            | Venerdì            | Venerdì            | Media settimanale                        | Media settimanale                        |
| Telespettatori | Share              | Fonte              | Telespettatori     | Share              | Fonte              | Telespettatori     | Share              | Fonte              | Telespettatori     | Share              | Fonte              | Telespettatori     | Share              | Fonte              | Telespettatori     | Share                                    |                                          |
| -------------- | ------------------ | ------------------ | ------------------ | ------------------ | ------------------ | ------------------ | ------------------ | ------------------ | ------------------ | ------------------ | ------------------ | ------------------ | ------------------ | ------------------ | ------------------ | ---------------------------------------- | ---------------------------------------- |
| Settimana 1    | Non andato in onda | Non andato in onda | Non andato in onda | 2 224 000          | 26,82%             | [ 52 ]             | 1 984 000          | 24,05%             | [ 53 ]             | 1 828 000          | 22,79%             | [ 54 ]             | 1 674 000          | 21,16%             | [ 55 ]             | 1 927 000                                | 23,70%                                   |
| Settimana 2    | 1 792 000          | 19,34%             | [ 56 ]             | 1 883 000          | 22,51%             | [ 57 ]             | 1 670 000          | 20,64%             | [ 58 ]             | 1 591 000          | 19,00%             | [ 59 ]             | 1 744 000          | 20,00%             | [ 60 ]             | 1 752 000                                | 20,21%                                   |
| Settimana 3    | 1 921 000          | 24,40%             | [ 61 ]             | 1 824 000          | 22,60%             | [ 62 ]             | 1 563 000          | 19,20%             | [ 63 ]             | 1 634 000          | 21,07%             | [ 64 ]             | 1 771 000          | 22,70%             | [ 65 ]             | 1 737 000                                | 22,12%                                   |
| Settimana 4    | 1 812 000          | 21,70%             | [ 66 ]             | 1 892 000          | 23,00%             | [ 67 ]             | 1 667 000          | 21,30%             | [ 68 ]             | 1 685 000          | 19,00%             | [ 69 ]             | 1 640 000          | 20,30%             | [ 70 ]             | 1 739 000                                | 21,06%                                   |
| Settimana 5    | 1 632 000          | 20,90%             | [ 71 ]             | 1 450 000          | 18,80%             | [ 72 ]             | 1 655 000          | 20,90%             | [ 73 ]             | 1 597 000          | 19,80%             | [ 74 ]             | 1 720 000          | 20,30%             | [ 75 ]             | 1 610 000                                | 20,14%                                   |
| Settimana 6    | 1 676 000          | 20,60%             | [ 76 ]             | 1 634 000          | 21,10%             | [ 77 ]             | 1 623 000          | 20,10%             | [ 78 ]             | 1 714 000          | 21,10%             | [ 79 ]             | 1 436 000          | 17,80%             | [ 80 ]             | 1 616 000                                | 20,14%                                   |
| Settimana 7    | Non andati in onda | Non andati in onda | Non andati in onda | Non andati in onda | Non andati in onda | Non andati in onda | 1 747 000          | 21,20%             | [ 81 ]             | 1 713 000          | 20,50%             | [ 82 ]             | 1 840 000          | 20,90%             | [ 83 ]             | 1 766 000                                | 20,87%                                   |
| Settimana 8    | 1 645 000          | 19,70%             | [ 84 ]             | 1 583 000          | 19,70%             | [ 85 ]             | 1 577 000          | 18,70%             | [ 86 ]             | 1 508 000          | 18,40%             | [ 87 ]             | 1 755 000          | 20,90%             | [ 88 ]             | 1 613 000                                | 19,48%                                   |
| Settimana 9    | 2 054 000          | 22,60%             | [ 89 ]             | 1 743 000          | 19,30%             | [ 90 ]             | 1 820 000          | 20,12%             | [ 91 ]             | 1 739 000          | 19,60%             | [ 92 ]             | 1 732 000          | 19,60%             | [ 93 ]             | 1 817 000                                | 20,24%                                   |
| Settimana 10   | 2 022 000          | 20,70%             | [ 94 ]             | 1 881 000          | 17,70%             | [ 95 ]             | 1 944 000          | 20,60%             | [ 96 ]             | 1 884 000          | 20,10%             | [ 97 ]             | 1 726 000          | 19,10%             | [ 98 ]             | 1 891 000                                | 19,64%                                   |
| Settimana 11   | 1 950 000          | 20,70%             | [ 99 ]             | 1 954 000          | 19,80%             | [ 100 ]            | 2 022 000          | 21,10%             | [ 101 ]            | 1 807 000          | 19,50%             | [ 102 ]            | 1 876 000          | 19,00%             | [ 103 ]            | 1 921 000                                | 20,00%                                   |
| Settimana 12   | 1 777 000          | 18,17%             | [ 104 ]            | 1 921 000          | 19,20%             | [ 105 ]            | 1 766 000          | 20,70%             | [ 106 ]            | Non andati in onda | Non andati in onda | Non andati in onda | Non andati in onda | Non andati in onda | Non andati in onda | 1 821 000                                | 19,35%                                   |
| Settimana 13   | 1 986 000          | 21,10%             | [ 107 ]            | 1 699 000          | 18,00%             | [ 108 ]            | 1 959 000          | 21,37%             | [ 109 ]            | 1 858 000          | 19,50%             | [ 110 ]            | 1 814 000          | 19,20%             | [ 111 ]            | 1 863 000                                | 19,83%                                   |
| Settimana 14   | 1 777 000          | 19,80%             | [ 112 ]            | 1 851 000          | 21,00%             | [ 113 ]            | 1 663 000          | 19,50%             | [ 114 ]            | 1 849 000          | 17,30%             | [ 115 ]            | 1 412 000          | 13,00%             | [ 116 ]            | 1 710 000                                | 18,12%                                   |
| Settimana 15   | 2 060 000          | 21,10%             | [ 117 ]            | 1 841 000          | 19,40%             | [ 118 ]            | 2 025 000          | 21,90%             | [ 119 ]            | 1 740 000          | 19,80%             | [ 120 ]            | 1 659 000          | 18,50%             | [ 121 ]            | 1 865 000                                | 20,14%                                   |
| Settimana 16   | 1 950 000          | 19,50%             | [ 122 ]            | 2 129 000          | 20,60%             | [ 123 ]            | 1 834 000          | 19,40%             | [ 124 ]            | 1 781 000          | 17,20%             | [ 125 ]            | 1 925 000          | 19,40%             | [ 126 ]            | 1 923 000                                | 19,22%                                   |
| Settimana 17   | 1 992 000          | 19,40%             | [ 127 ]            | 1 841 000          | 19,40%             | [ 128 ]            | 1 986 000          | 20,80%             | [ 129 ]            | 1 946 000          | 20,60%             | [ 130 ]            | 1 913 000          | 19,90%             | [ 131 ]            | 1 935 000                                | 20,02%                                   |
| Settimana 18   | 2 151 000          | 22,30%             | [ 132 ]            | 1 776 000          | 19,80%             | [ 133 ]            | 1 845 000          | 20,20%             | [ 134 ]            | 1 983 000          | 21,70%             | [ 135 ]            | 1 934 000          | 21,40%             | [ 136 ]            | 1 937 000                                | 21,08%                                   |
| Settimana 19   | 2 088 000          | 20,70%             | [ 137 ]            | 1 890 000          | 19,66%             | [ 138 ]            | 1 698 000          | 17,24%             | [ 139 ]            | 1 889 000          | 19,21%             | [ 140 ]            | 1 845 000          | 19,17%             | [ 141 ]            | 1 882 000                                | 19,19%                                   |
| Settimana 20   | 1 891 000          | 20,70%             | [ 142 ]            | 1 676 000          | 19,10%             | [ 143 ]            | 1 648 000          | 20,00%             | [ 144 ]            | 1 728 000          | 19,90%             | [ 145 ]            | 1 727 000          | 19,60%             | [ 146 ]            | 1 734 000                                | 19,85%                                   |
| Settimana 21   | 1 906 000          | 21,50%             | [ 147 ]            | 1 762 000          | 19,60%             | [ 148 ]            | 1 724 000          | 19,70%             | [ 149 ]            | 1 860 000          | 21,60%             | [ 150 ]            | 1 760 000          | 19,70%             | [ 151 ]            | 1 802 000                                | 20,41%                                   |
| Settimana 22   | Non andati in onda | Non andati in onda | Non andati in onda | Non andati in onda | Non andati in onda | Non andati in onda | Non andati in onda | Non andati in onda | Non andati in onda | Non andati in onda | Non andati in onda | Non andati in onda | Non andati in onda | Non andati in onda | Non andati in onda | Non rilevabili per mancata messa in onda | Non rilevabili per mancata messa in onda |
| Settimana 23   | 1 955 000          | 21,10%             | [ 152 ]            | 1 958 000          | 22,10%             | [ 153 ]            | 1 778 000          | 20,60%             | [ 154 ]            | 1 905 000          | 21,70%             | [ 155 ]            | 1 983 000          | 22,20%             | [ 156 ]            | 1 915 000                                | 21,52%                                   |
| Media          | Media              | Media              | Media              | Media              | Media              | Media              | Media              | Media              | Media              | Media              | Media              | Media              | Media              | Media              | Media              | 1 808 000                                | 20,29%                                   |

## L'interesse delle compagnie di ballo
Anche durante quest'edizione è stata data la possibilità ad alcuni ballerini di firmare un contratto con alcune compagnie di ballo e/o di ricevere borse di studio. In particolare, si tratta di:
- Rita Pompili, che ha ottenuto una borsa di studio di un anno presso la compagnia Joffrey Ballet di New York.
- Samuel Antinelli, che ha ottenuto una borsa di studio di un anno presso la compagnia Bavaria Ballet Academy di Monaco di Baviera.